# Biserica romano-catolică din Bisericani

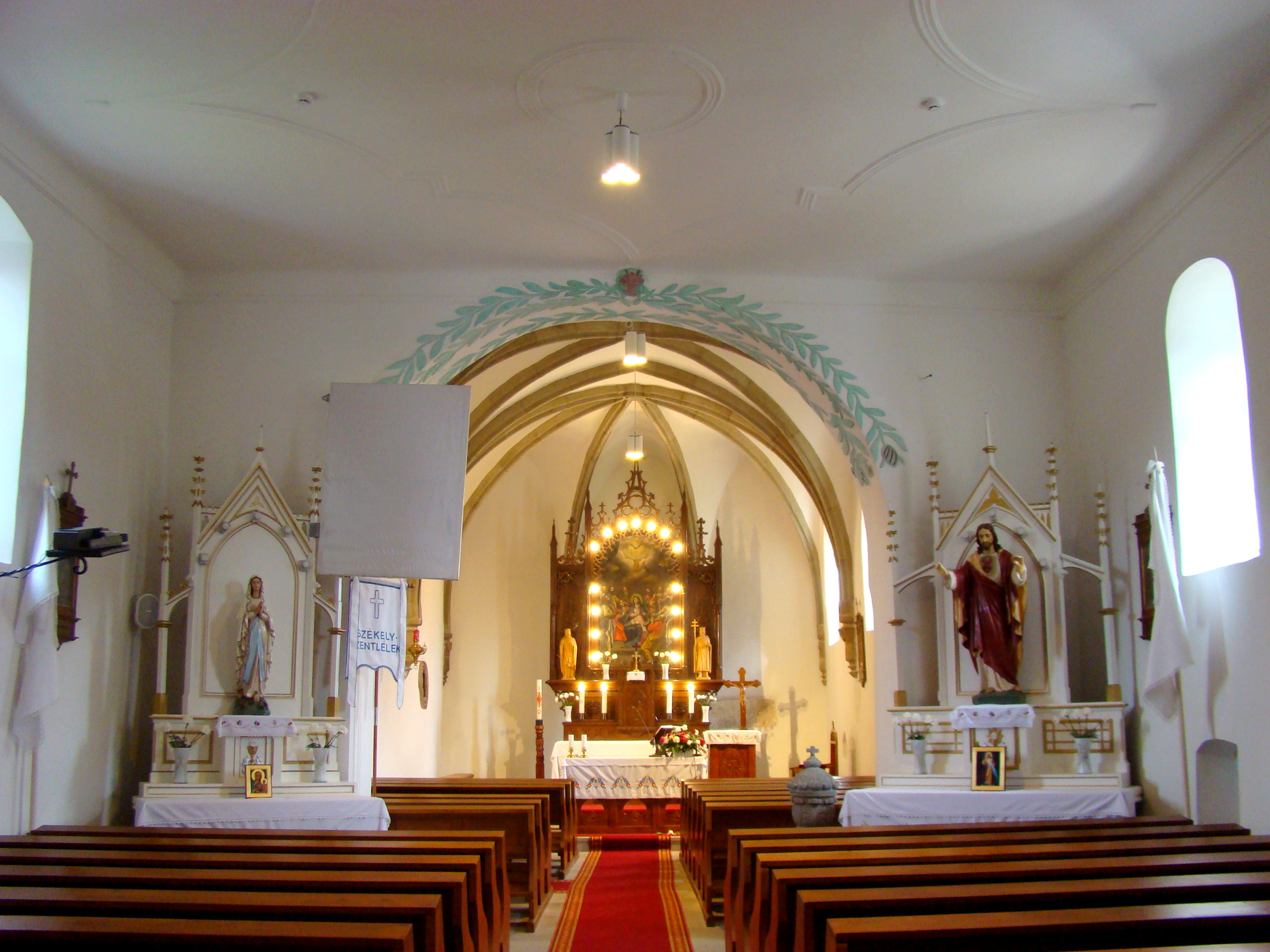
Nava spre altarul principal

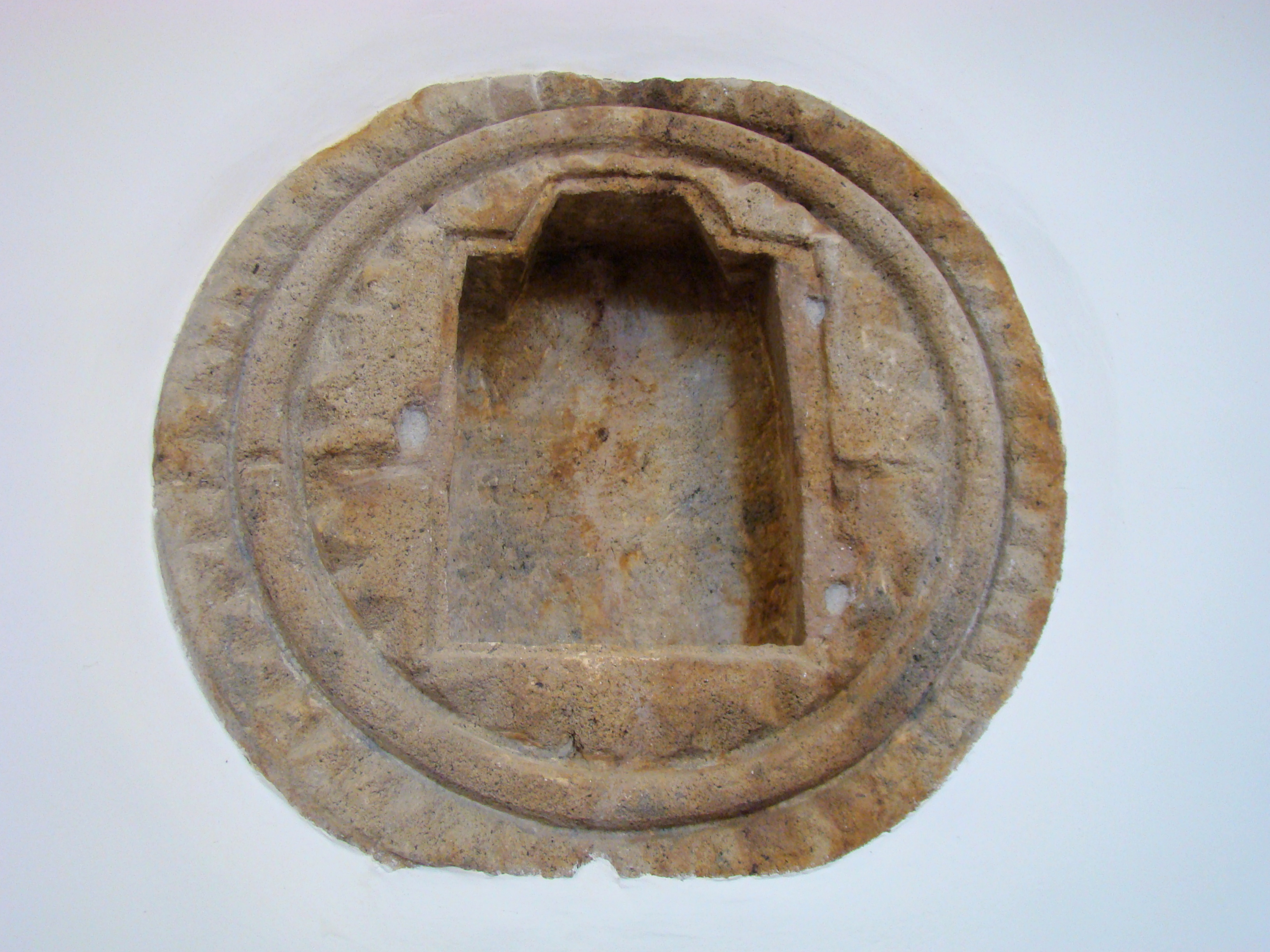
Tabernacul

Biserica romano-catolică din Bisericani este un ansamblu de monumente istorice aflat pe teritoriul satului Bisericani, comuna Lupeni, din județul românesc Harghita.
Ansamblul este format din următoarele monumente:
- Biserica romano-catolică (cod LMI HR-II-m-A-12756.01)
- Zid de incintă (cod LMI HR-II-m-A-12756.02)

## Localitatea
Bisericani (în maghiară Székelyszentlélek, Szentlélek, în traducere „Sfântul Spirit” sau „Sfântul Spirit Secuiesc”) este un sat în comuna Lupeni din județul Harghita, Transilvania, România. Menționat pentru prima oară în 1333, în lista dijmelor papale: sacerdos de Sancto Spirito. În 1566 apare cu denumirea Zentlelek.

## Povestea bisericii
Este o biserică-monument, care a fost datată spre sfârșitul secolului al XIII-lea, de Balázs Orbán. 
Construcția timpurie a bisericii este probabil să fie în legătură cu apariția numelui satului în lista de zeciuială papală. Tradiția susține că demult, într-o zi de Rusalii, zăpada a căzut pe locul unde biserica e azi. Deoarece zăpada este un simbol al purității, biserica a fost construită în onoarea Duhului Sfânt. 
În secolul al XVII-lea, ea a suferit de două ori distrugerile provocate de invaziile tătarilor.

## Trăsături
Biserica a fost construită la marginea localității pentru a se putea folosi de ea credincioșii din patru sate. Prezintă trăsături ale stilurilor romanic și gotic, din etapele succesive de construcție. Cea mai veche parte este ușa de intrare cu ancadrament din piatră, datând din secolul al XIII-lea.
Biserica are trei altare: altarul principal din lemn și două altare secundare, construite în 1943. Orga a fost construită la Târgu Secuiesc, de meșterul Kolonics István, în 1892. În turnul construit în 1764 se află trei clopote, cel mai vechi fiind turnat în anul 1626.

## Imagini din interior

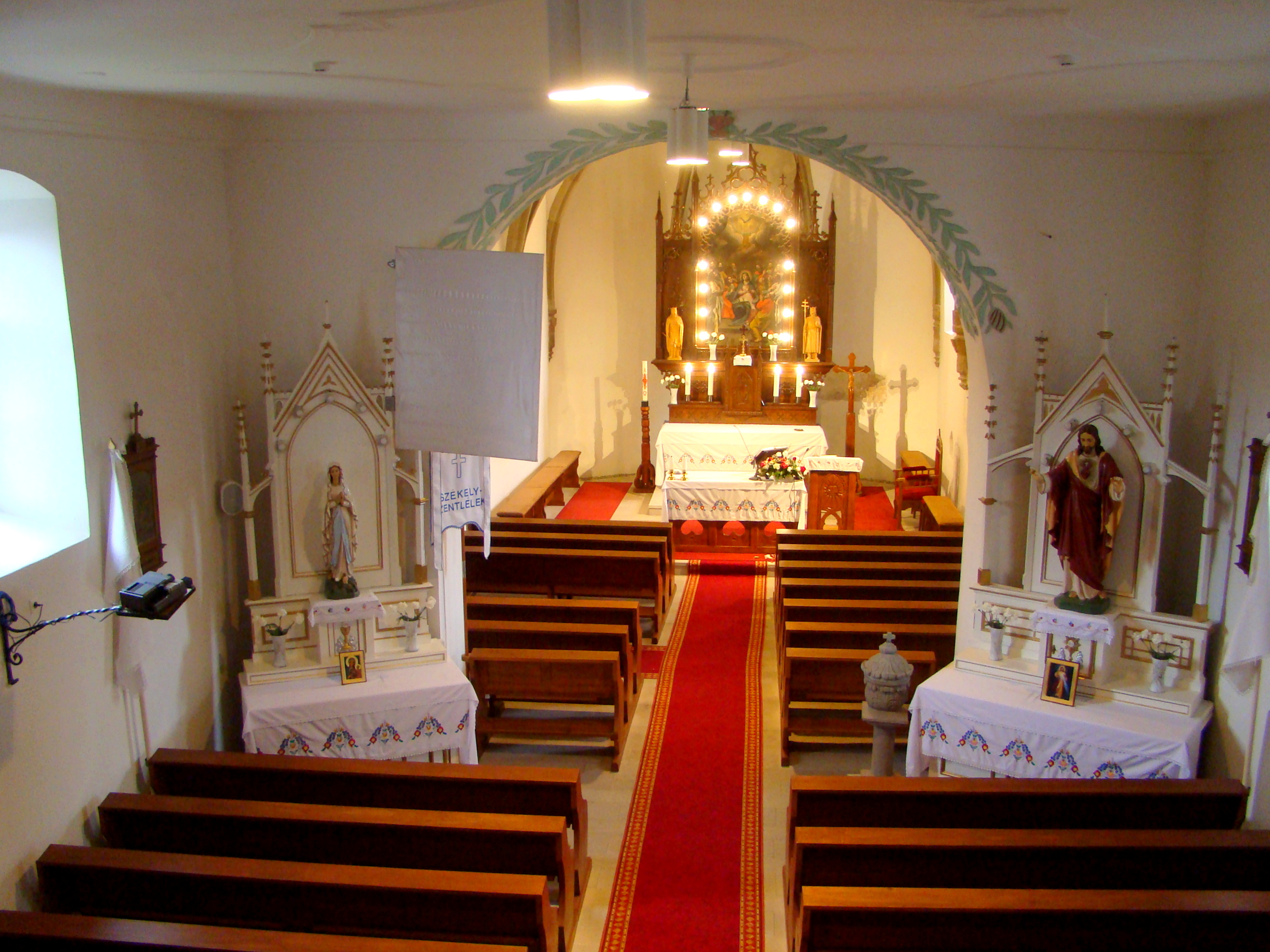
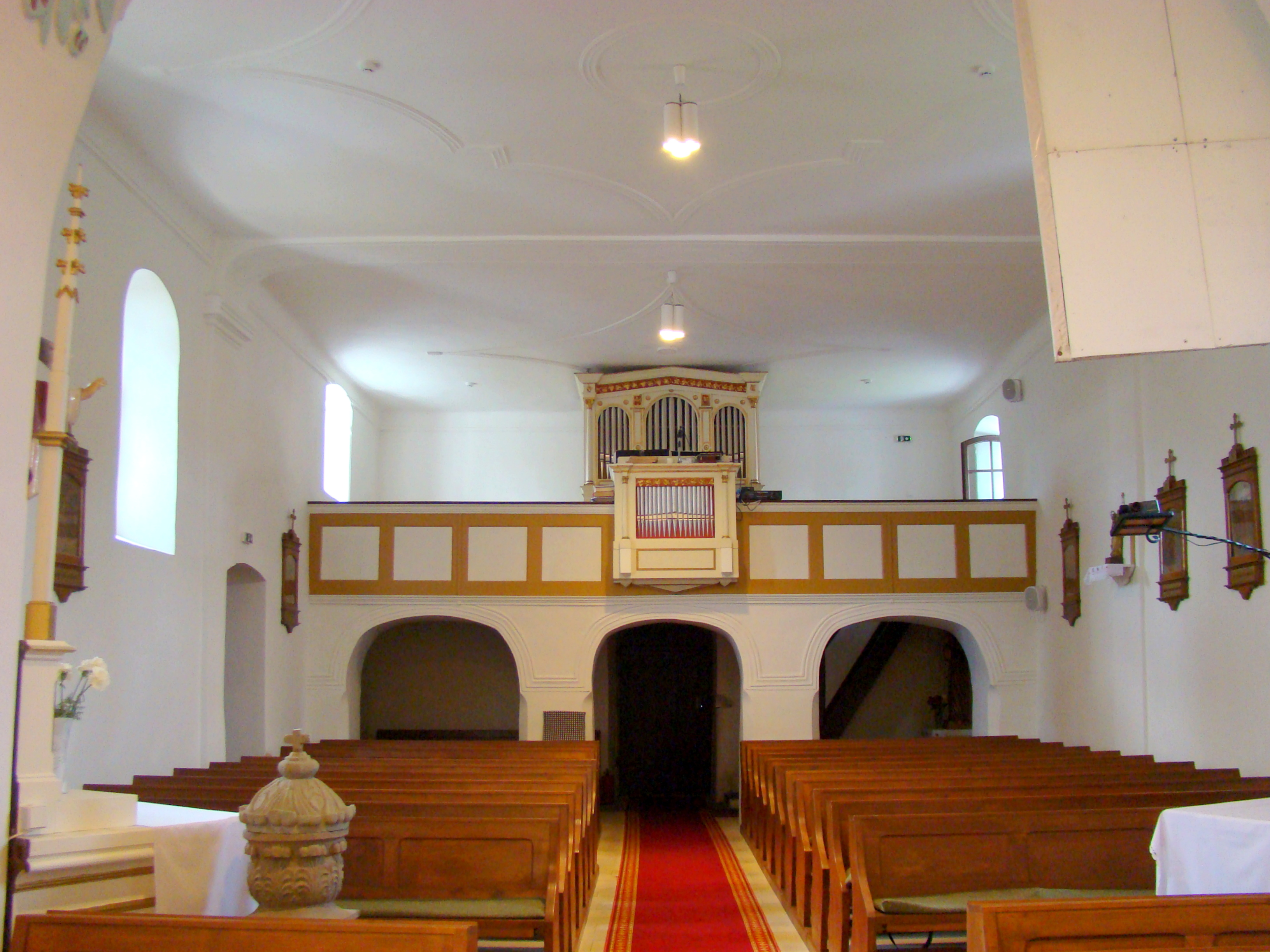
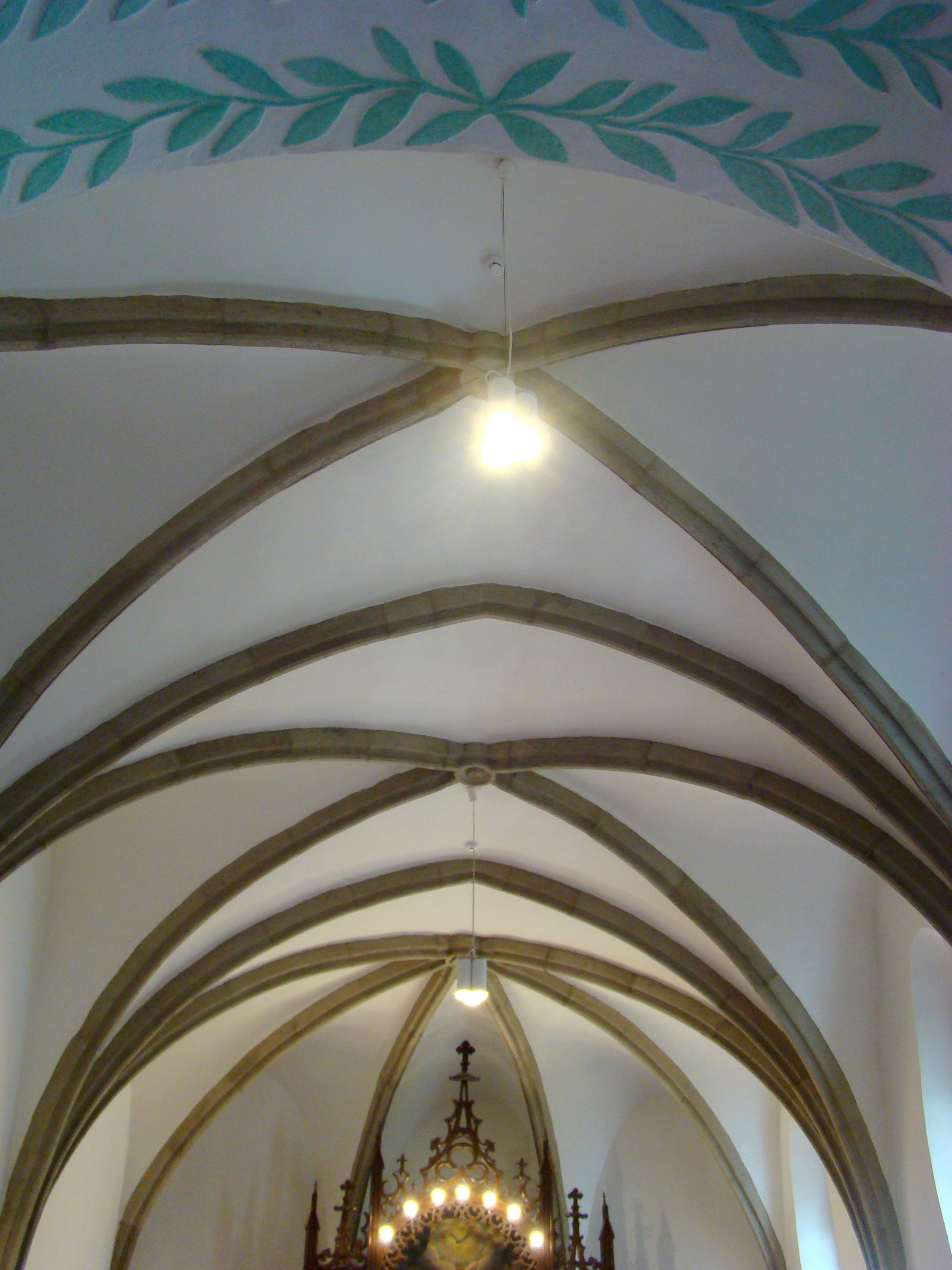
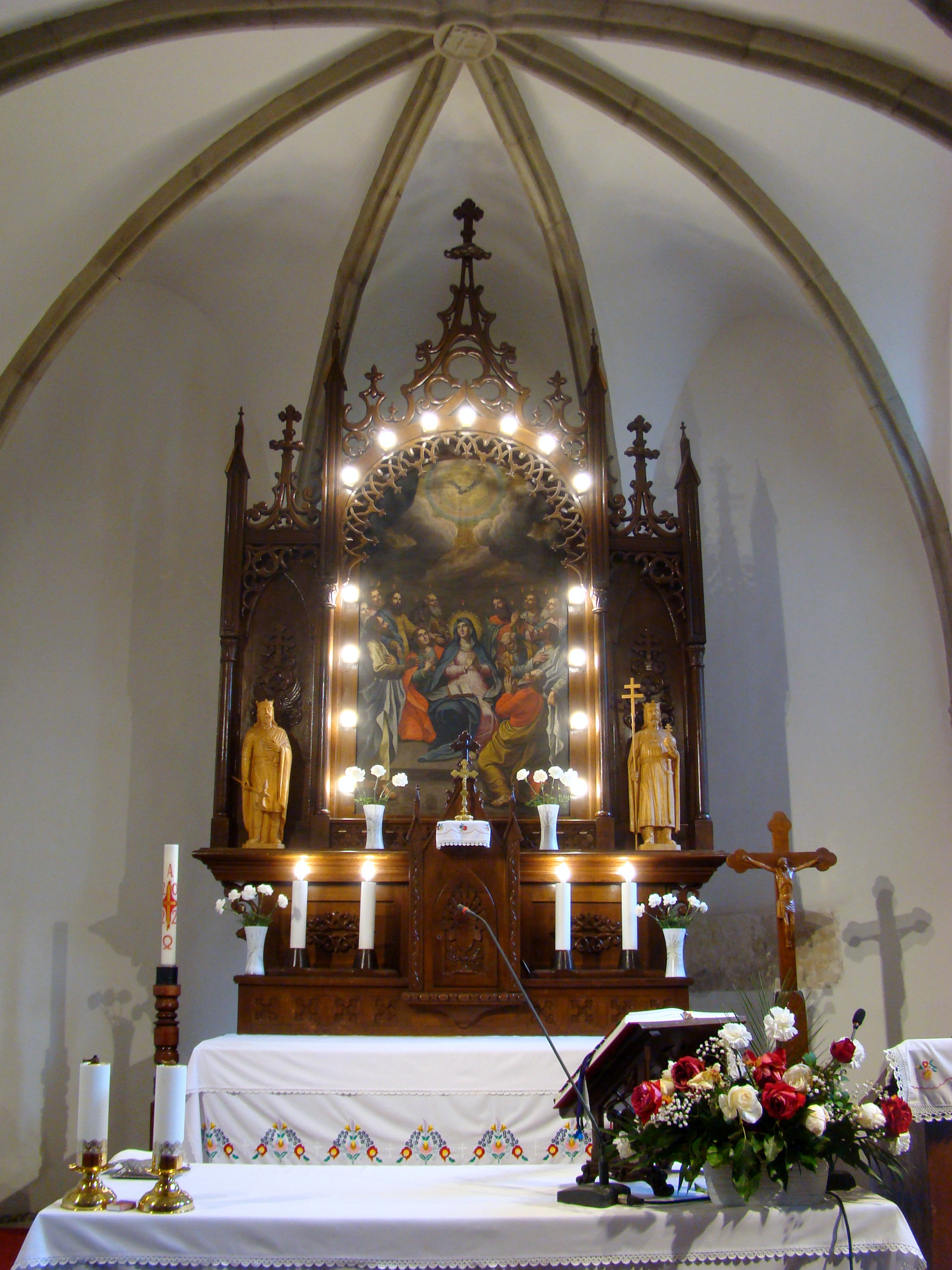
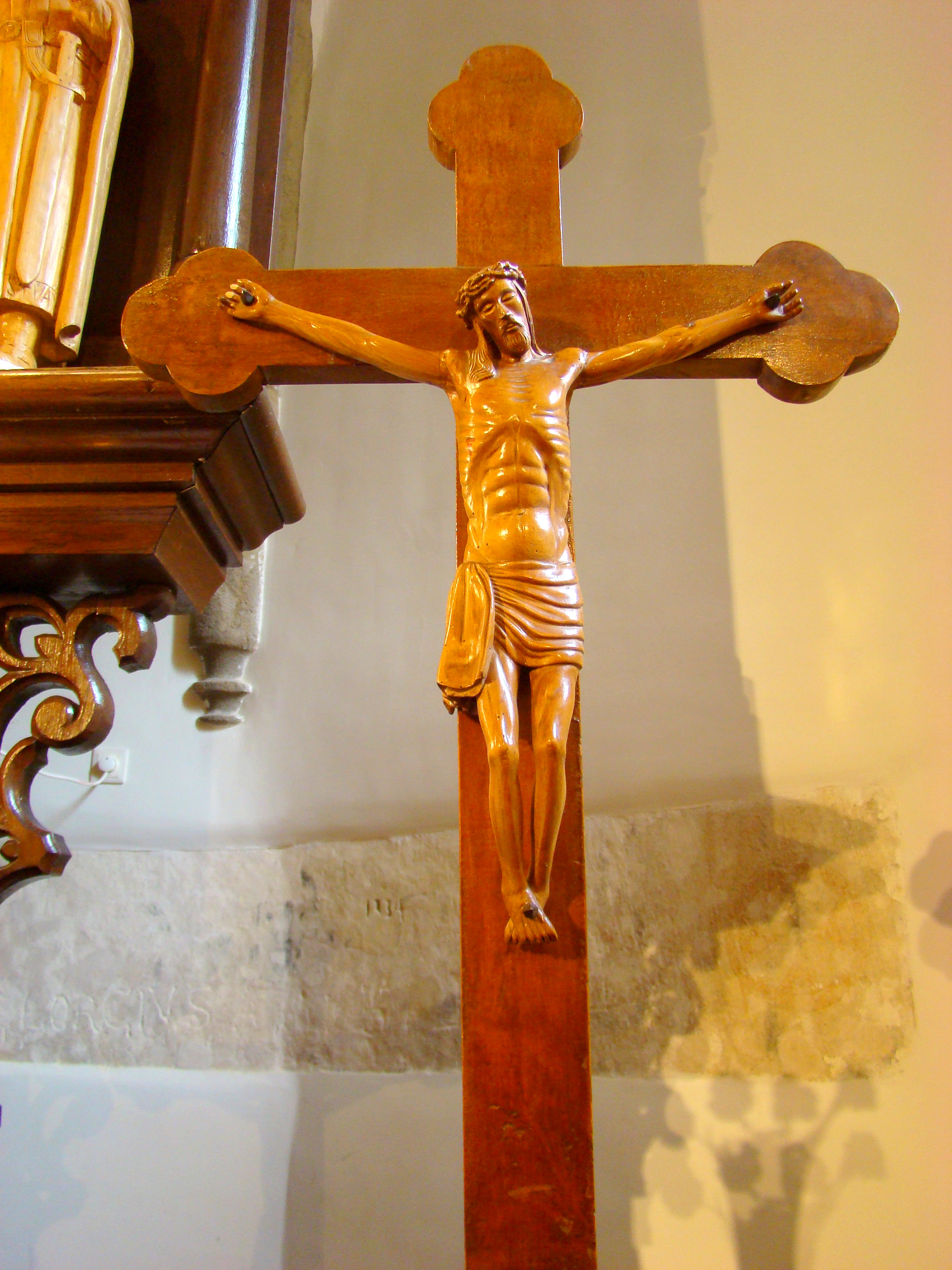
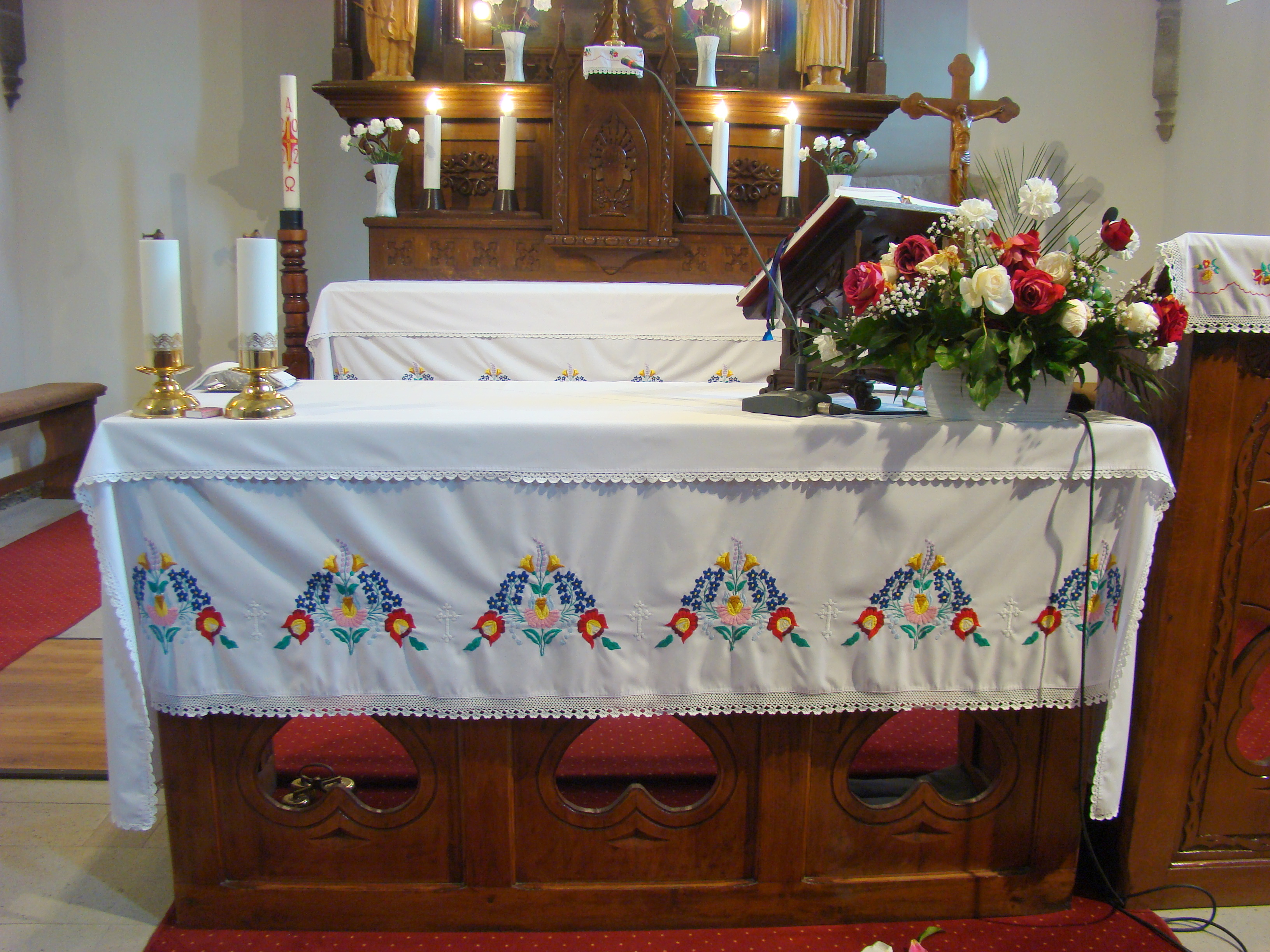
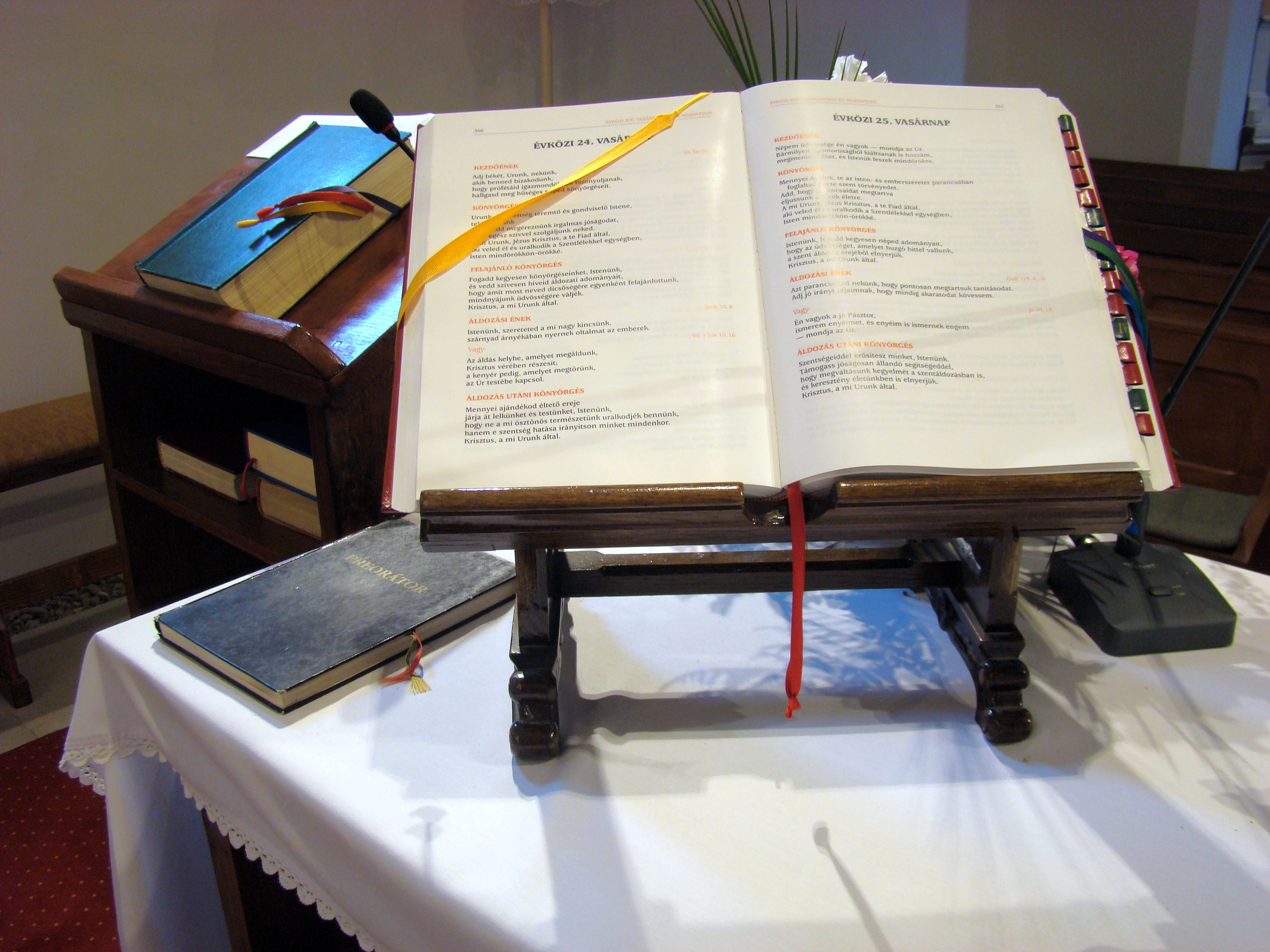
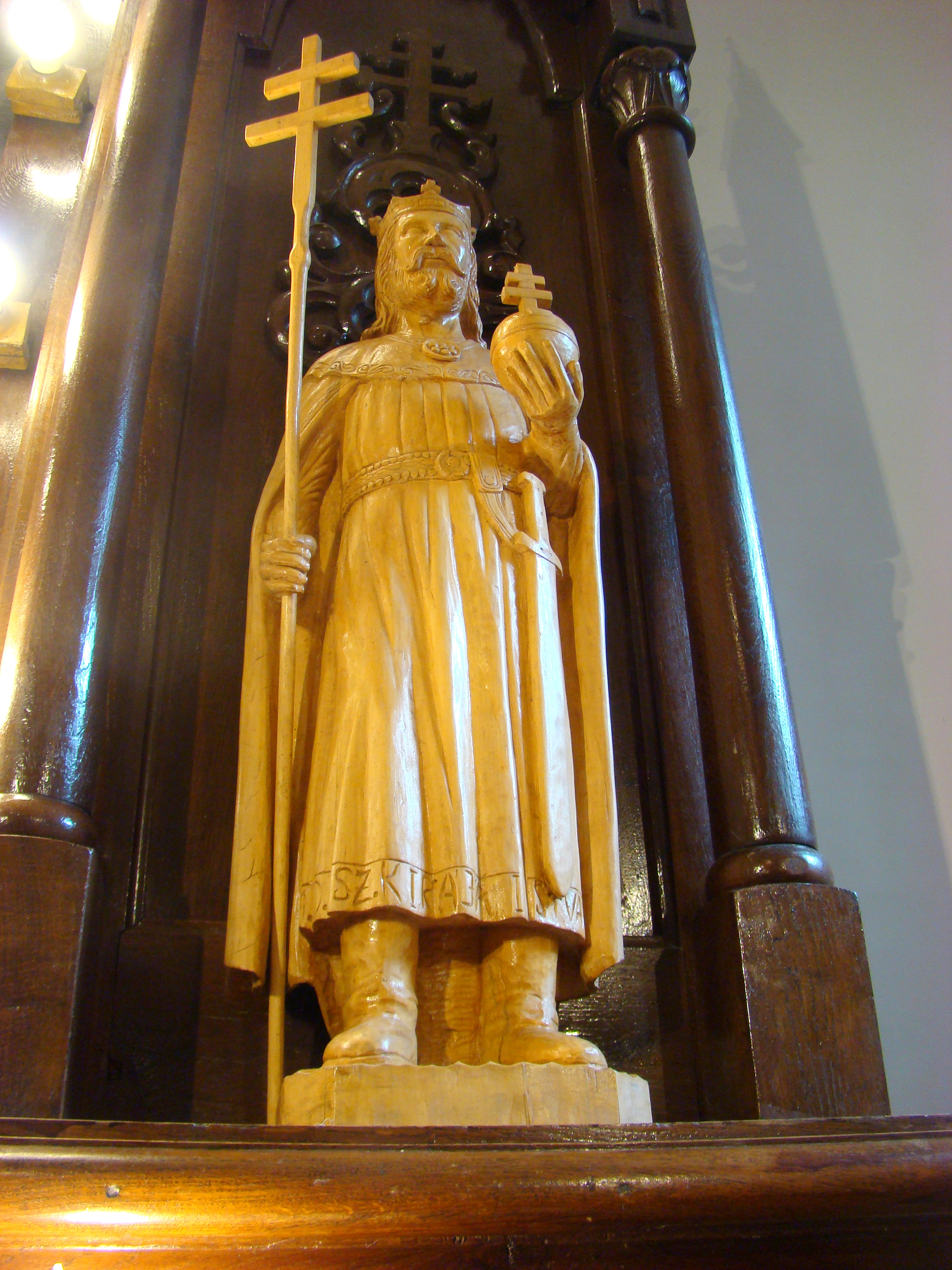
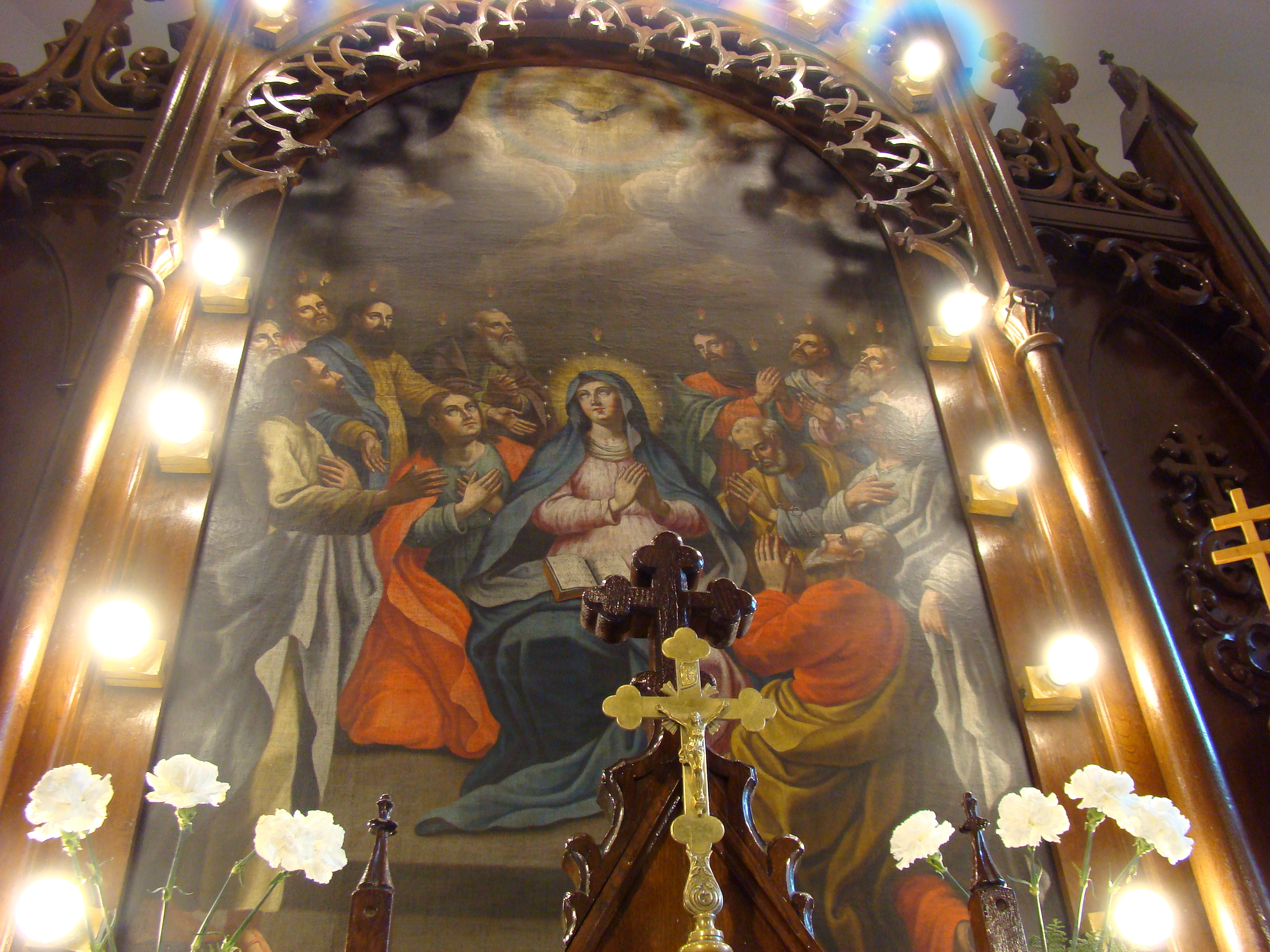
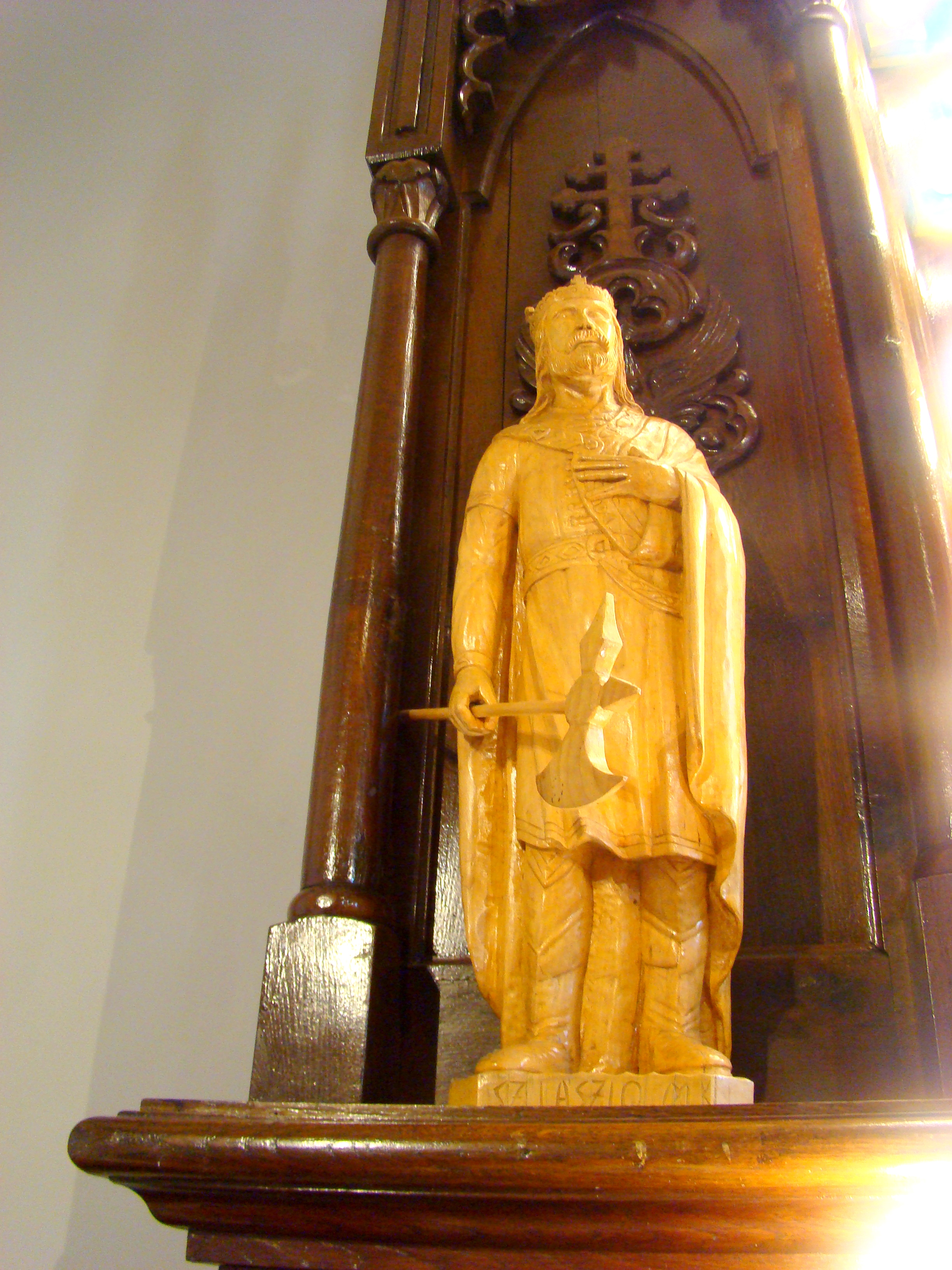
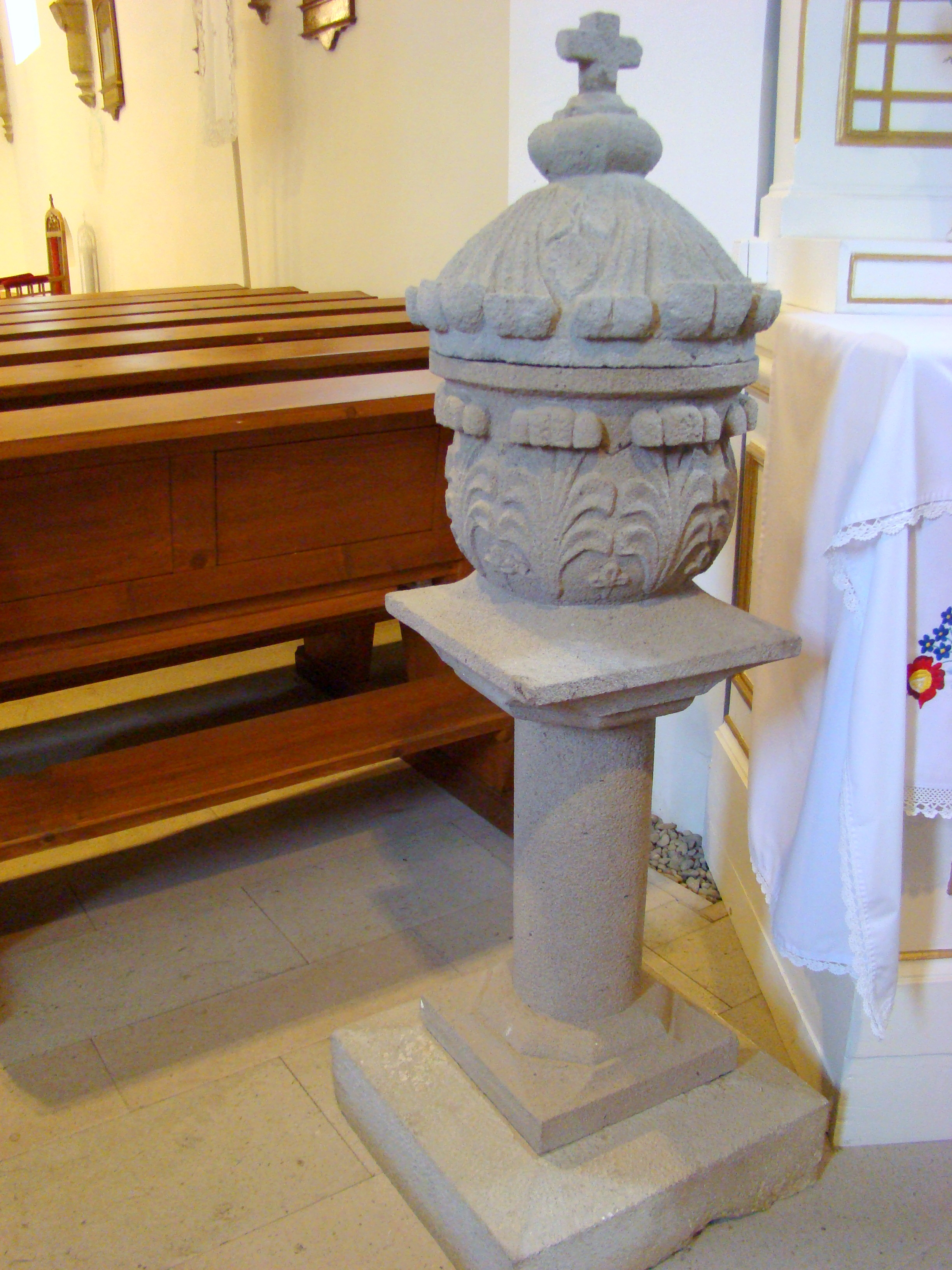
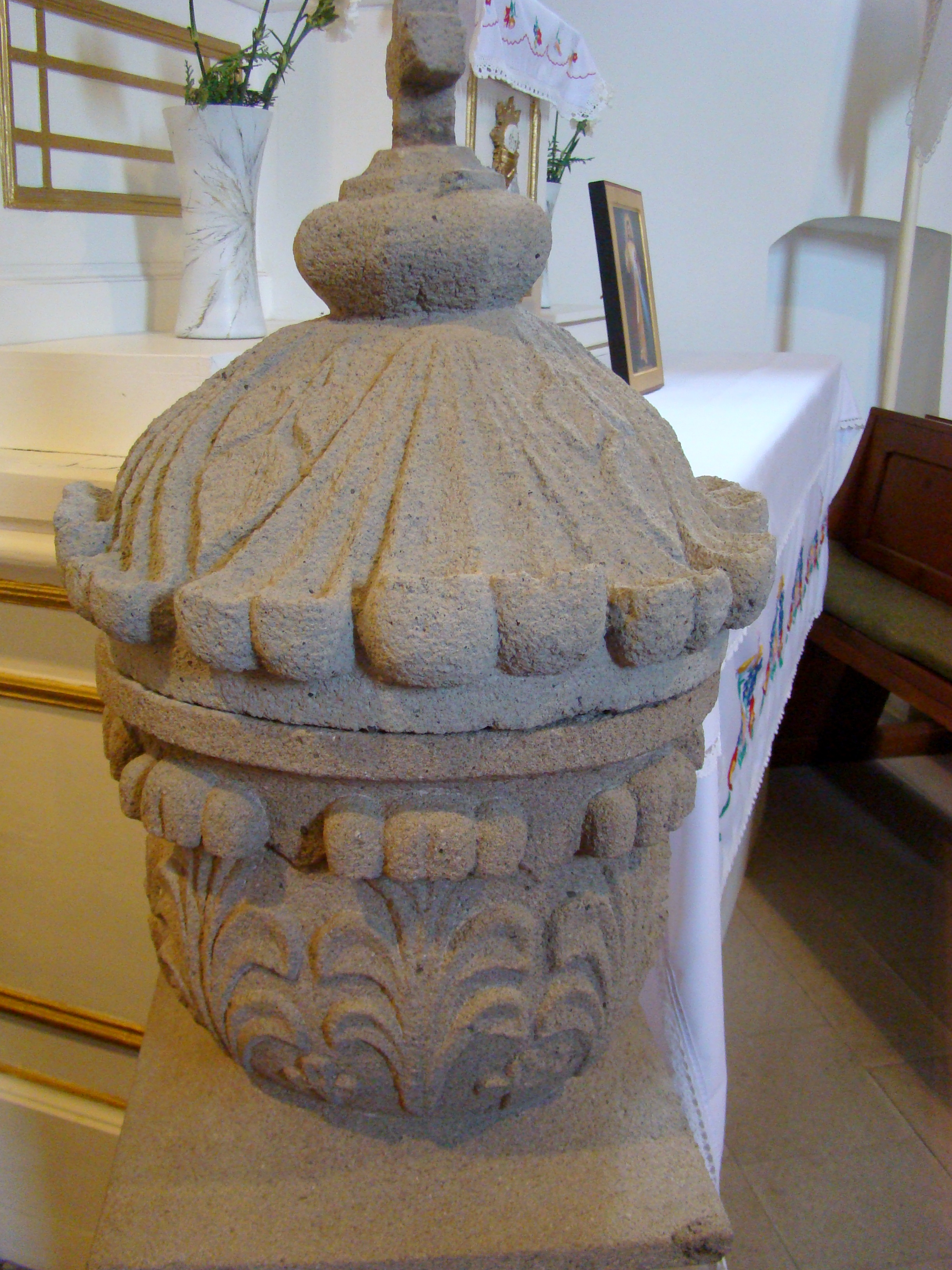
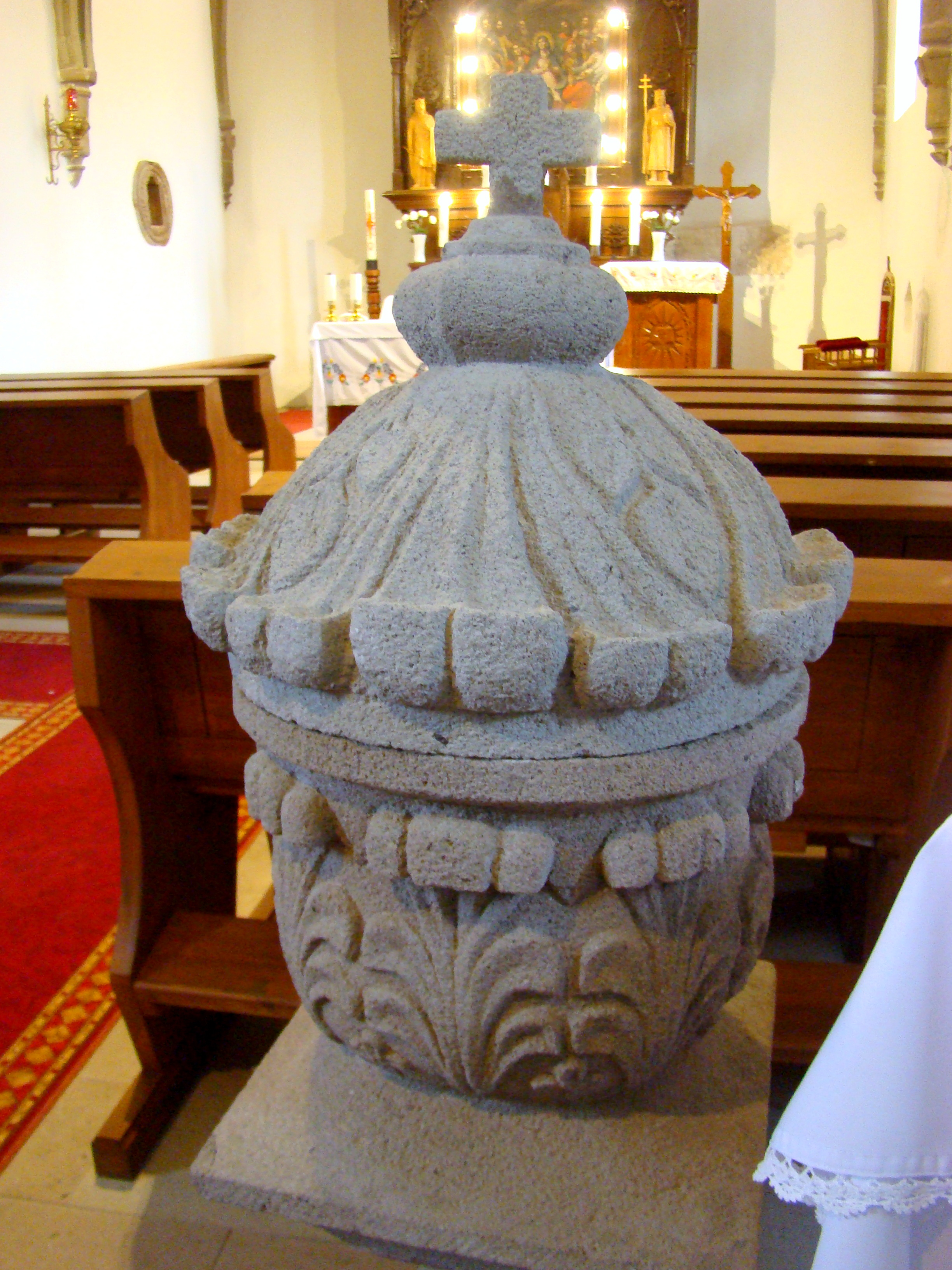
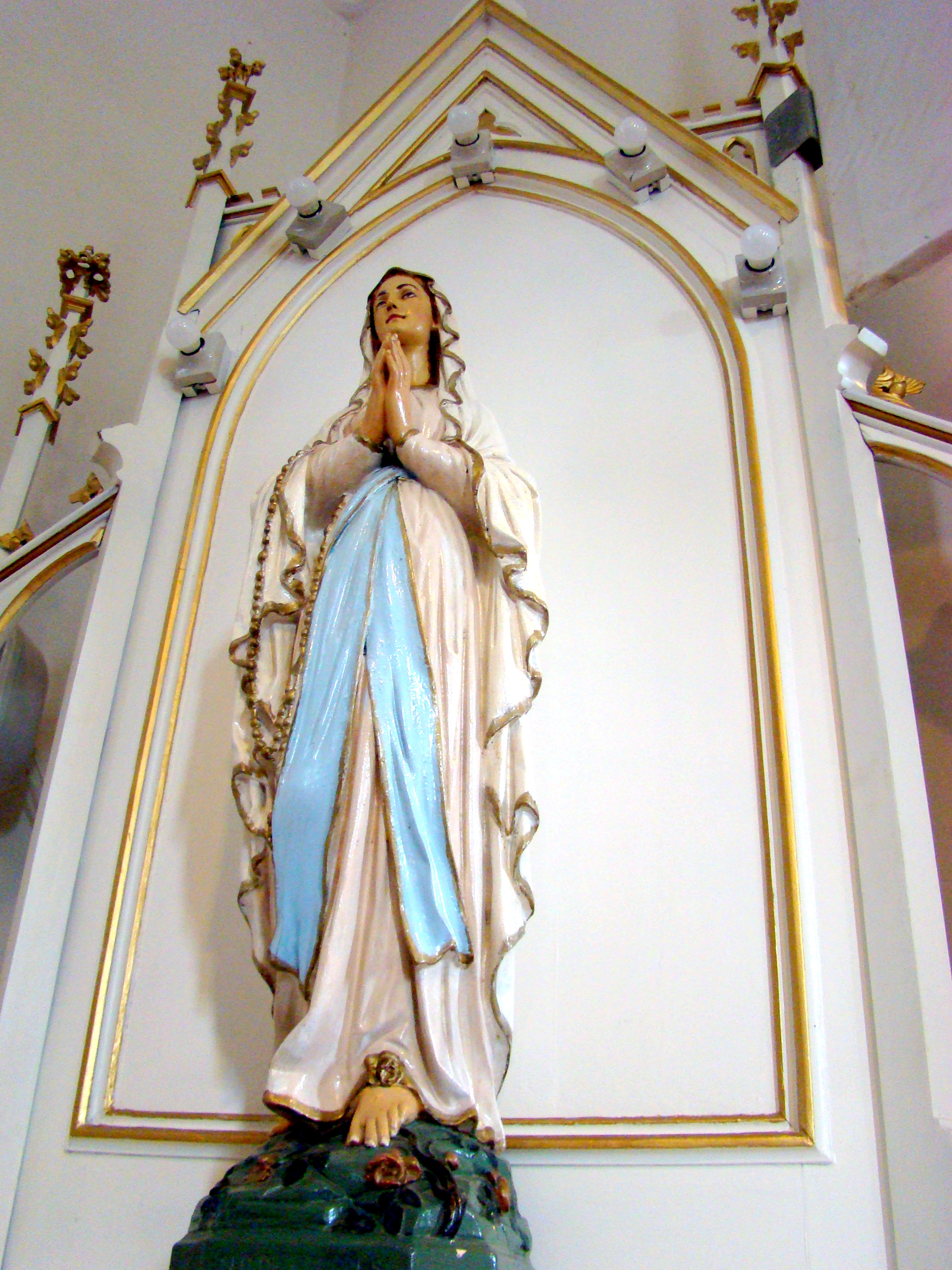
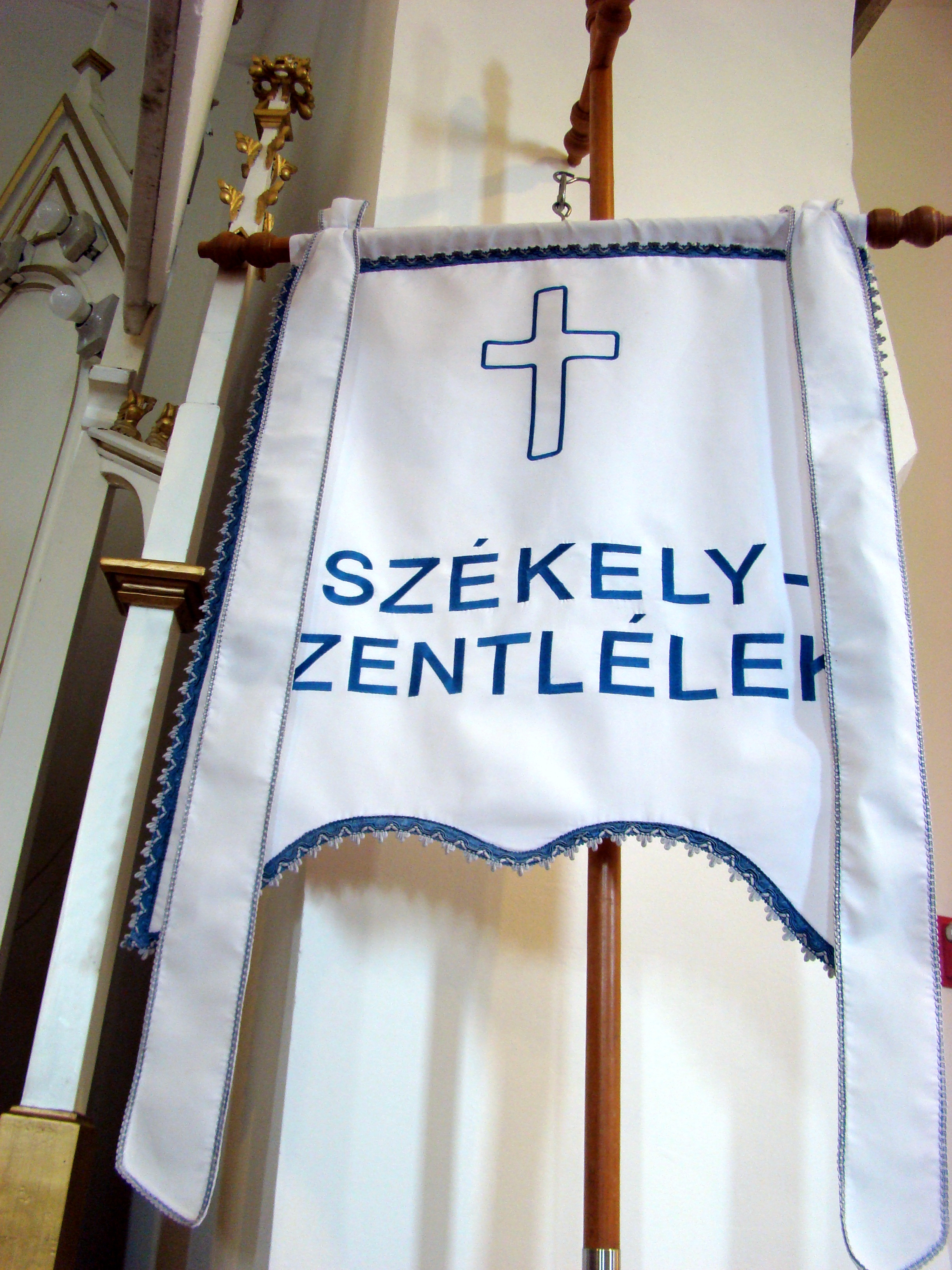
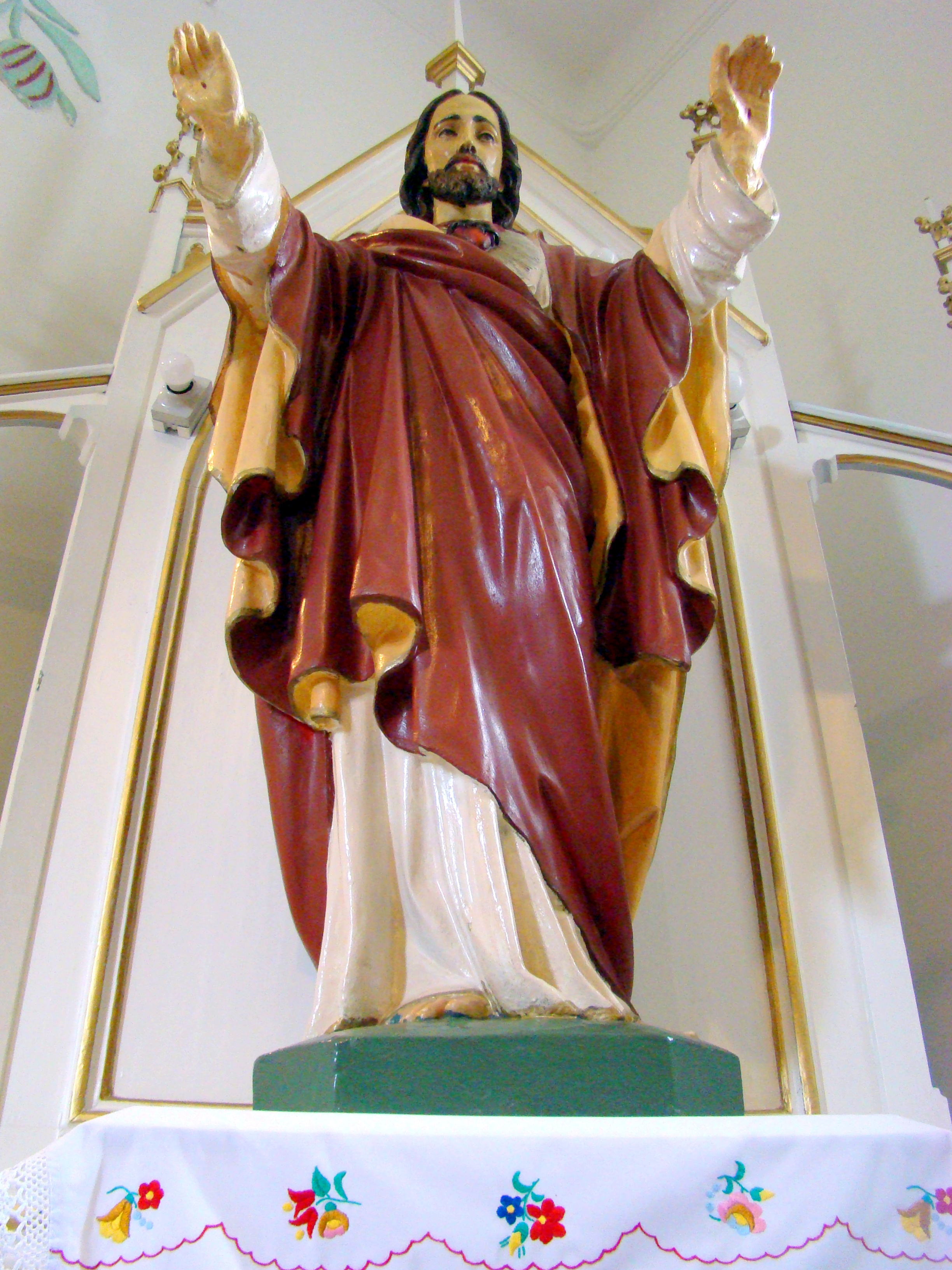
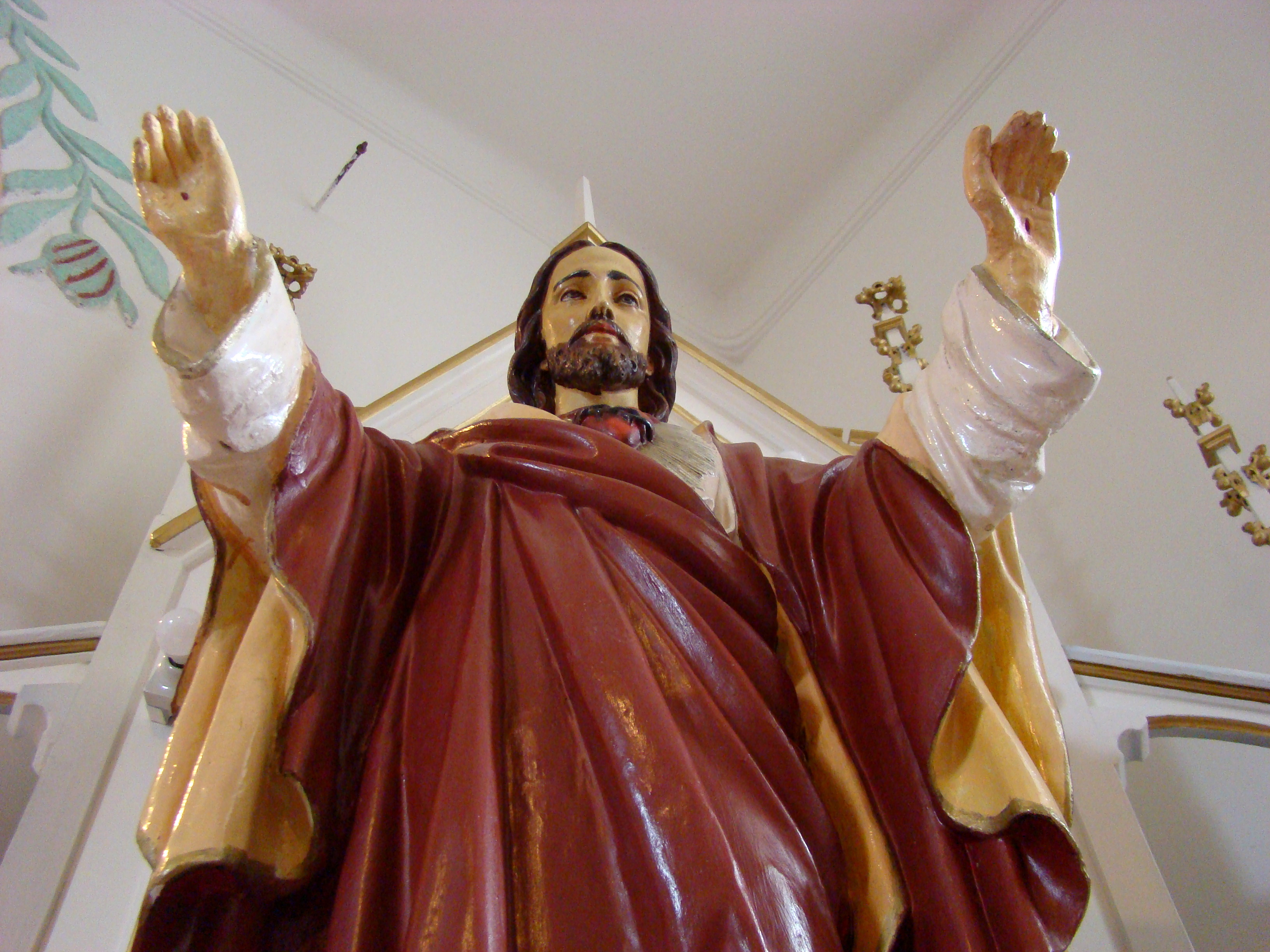
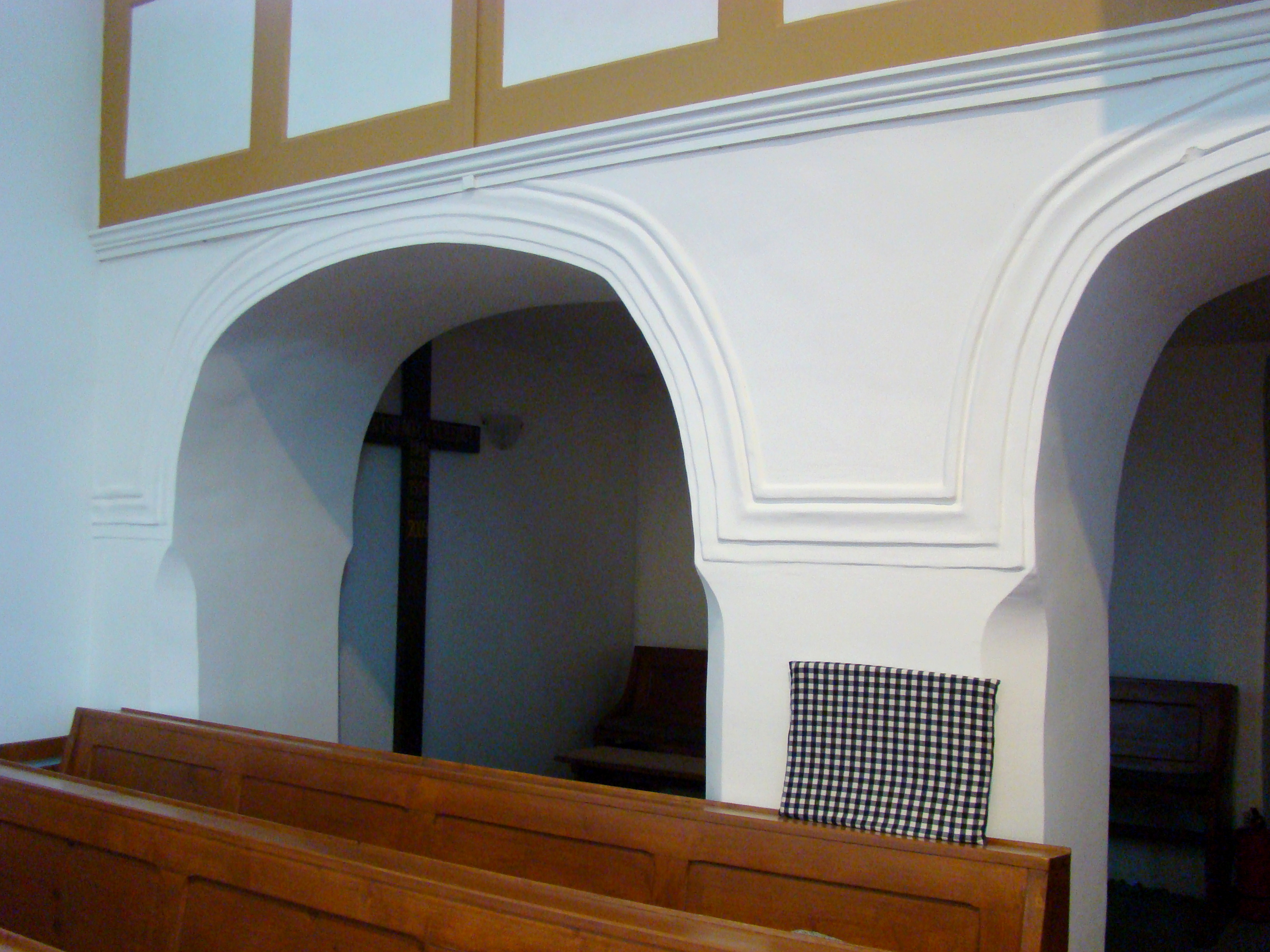
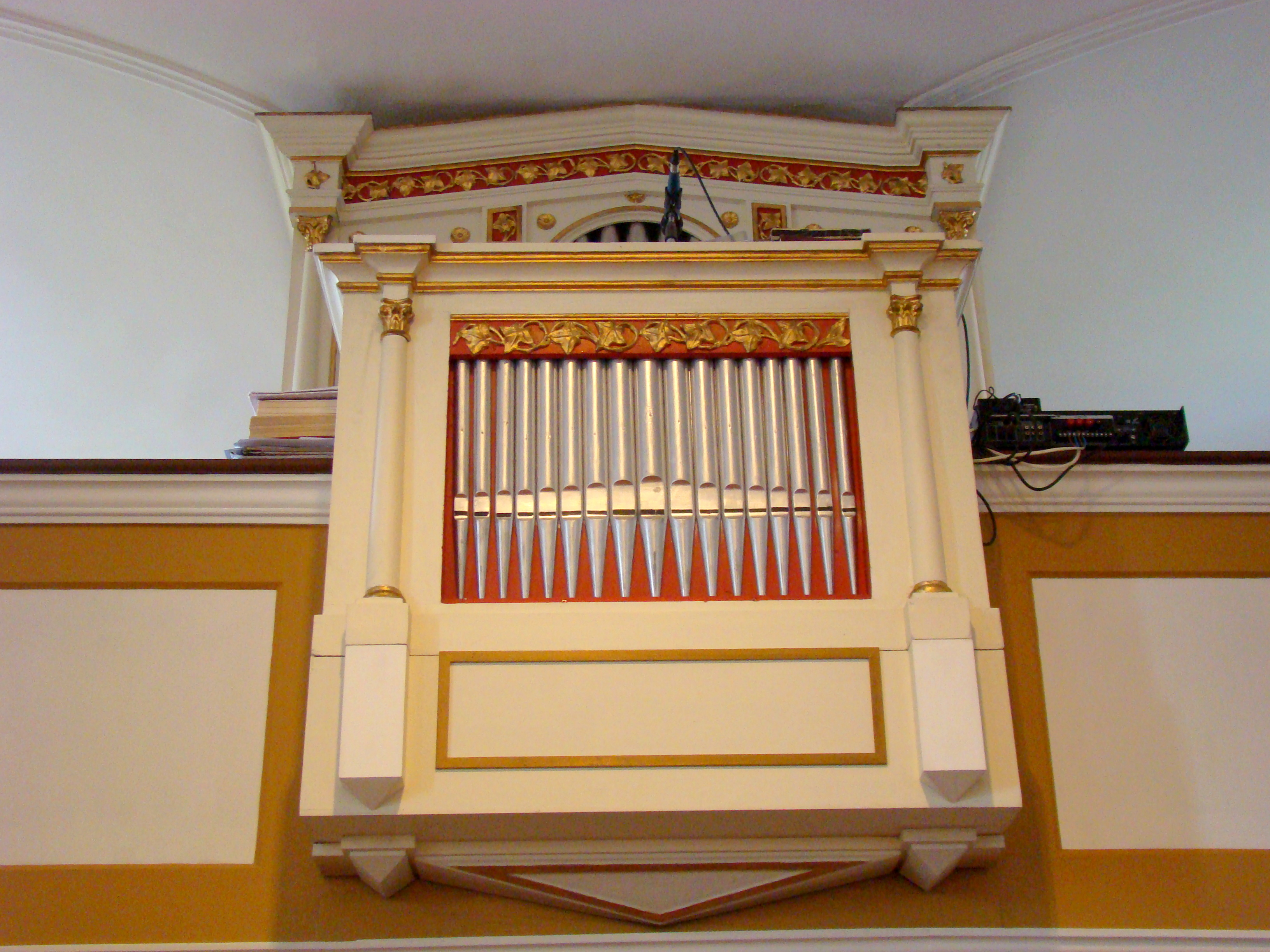
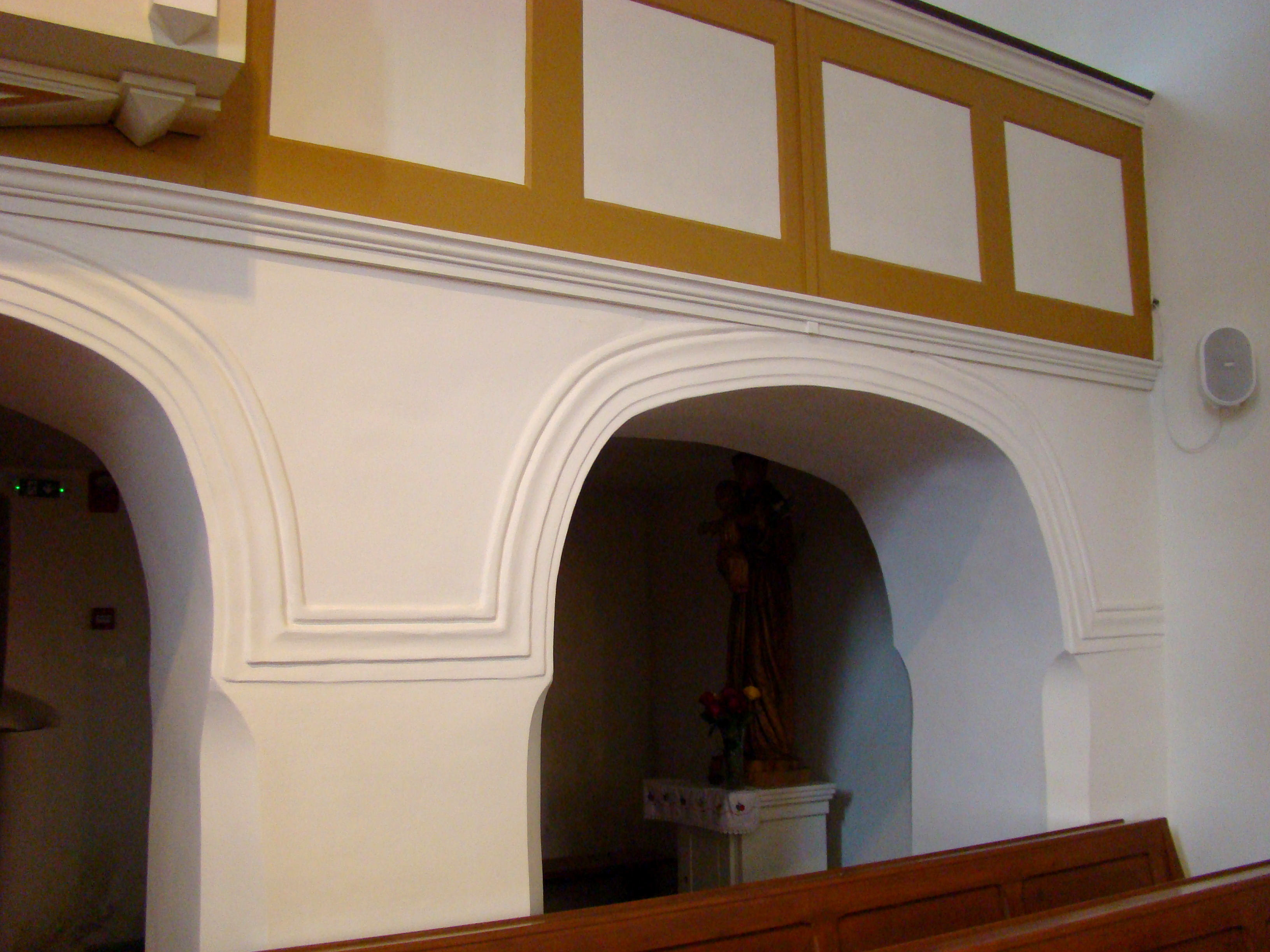
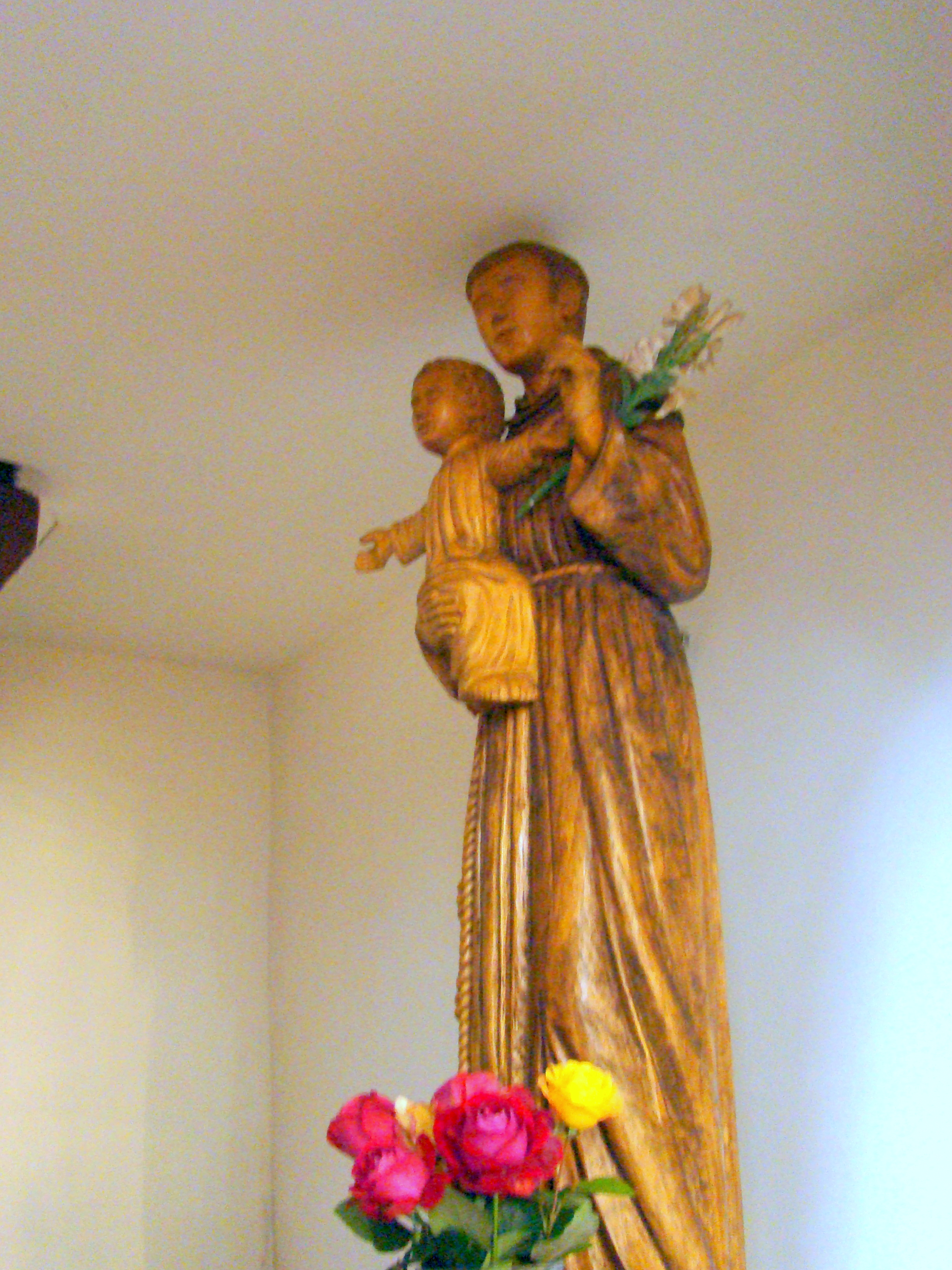
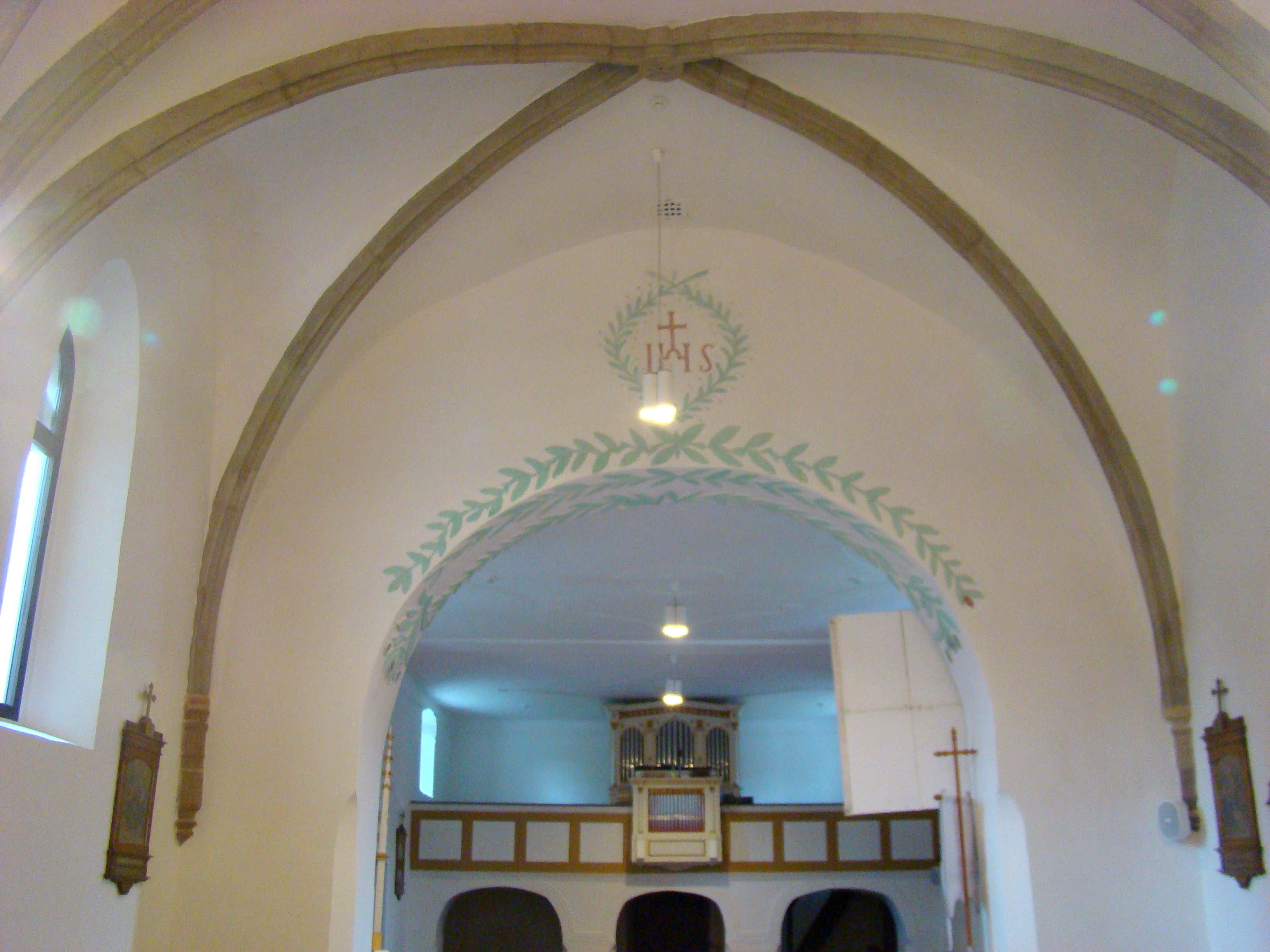
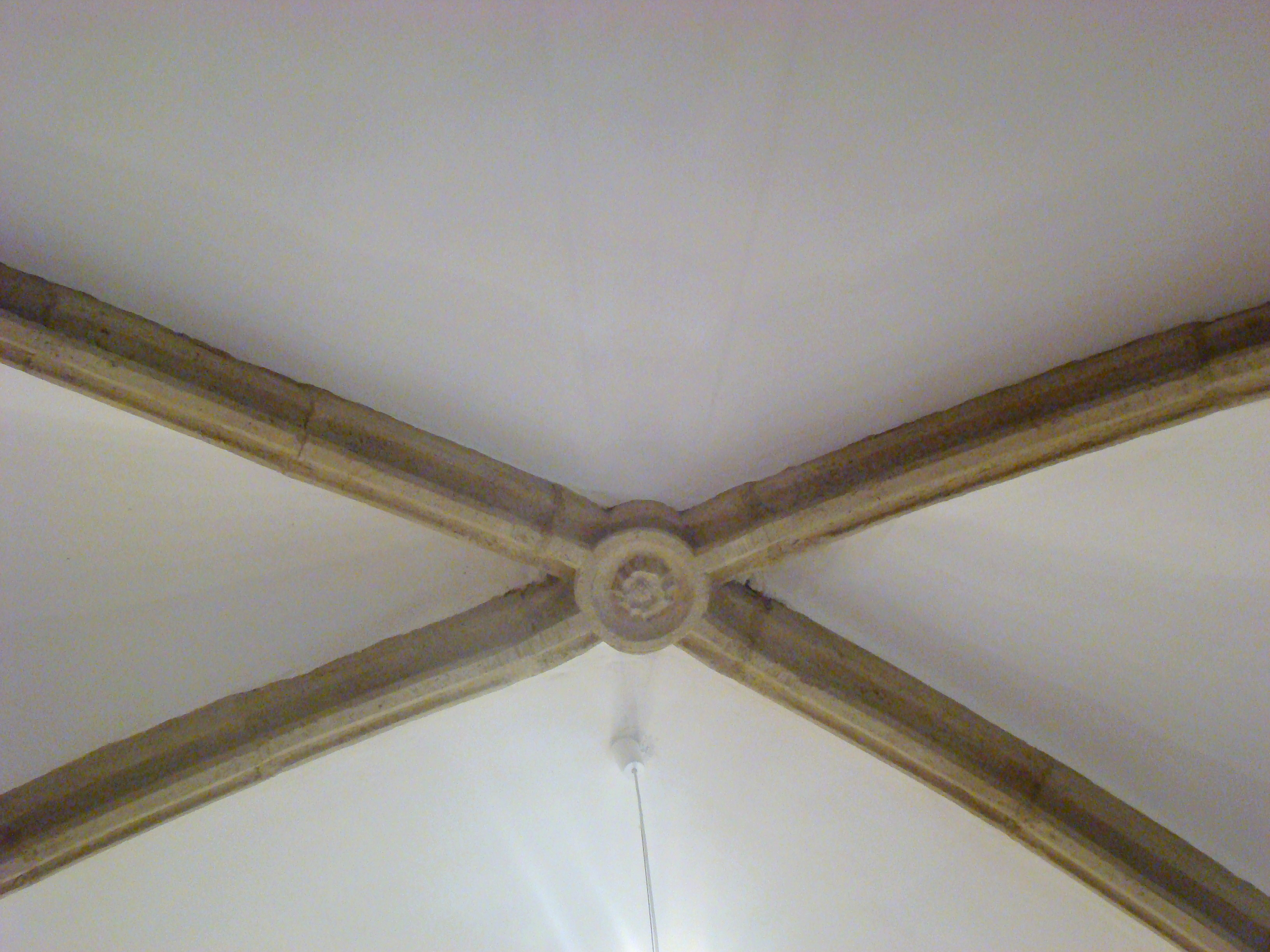
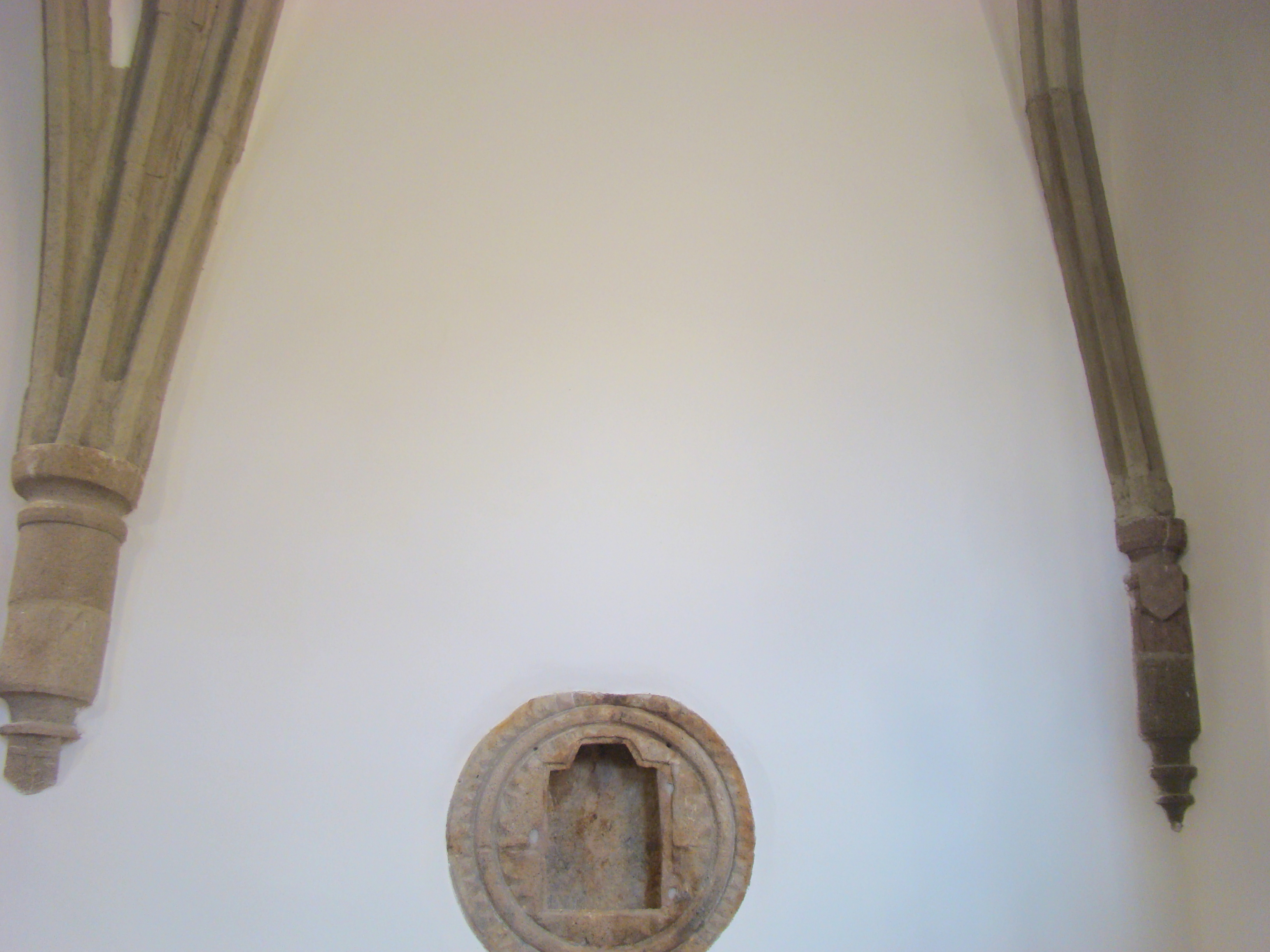
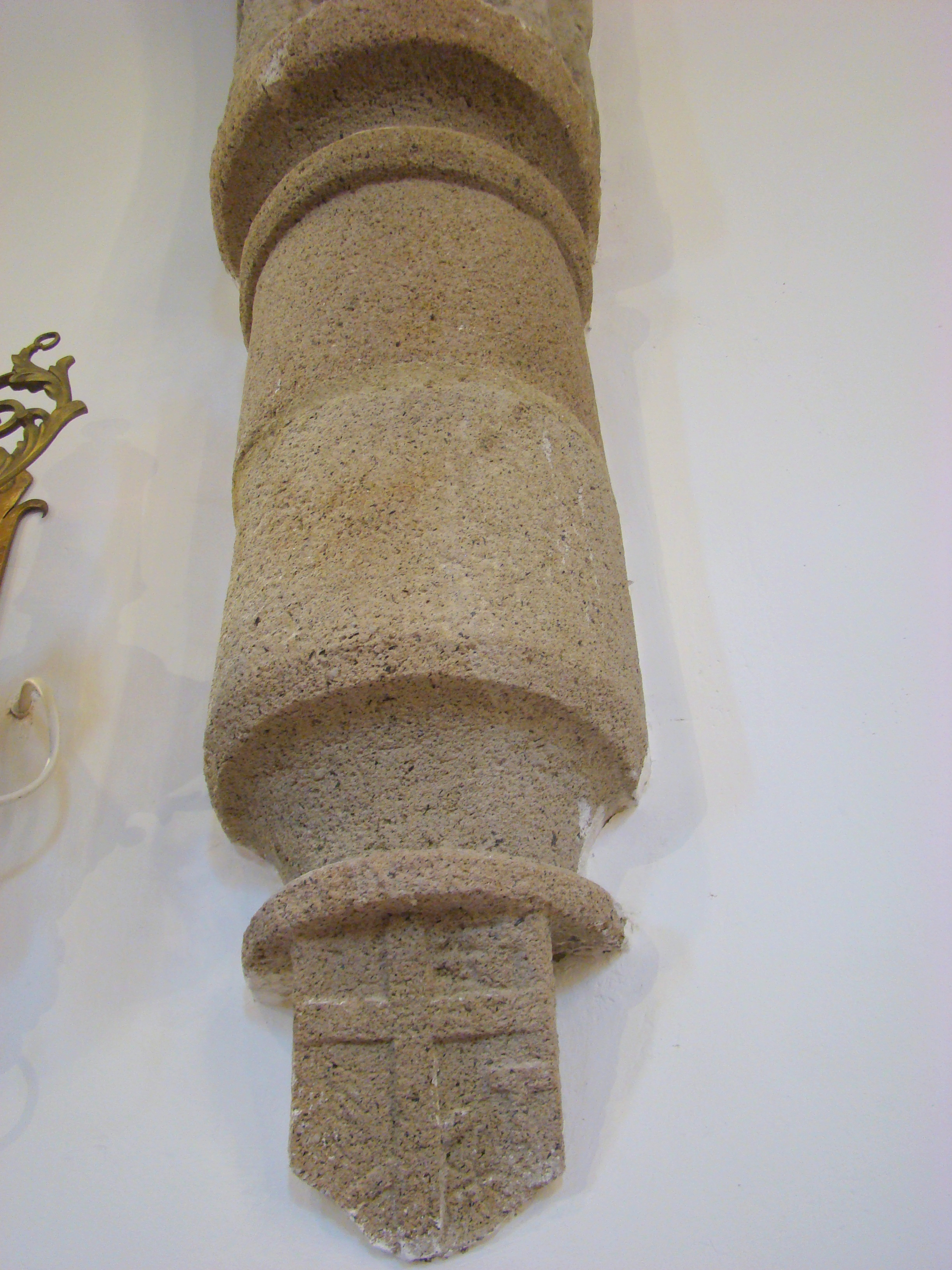
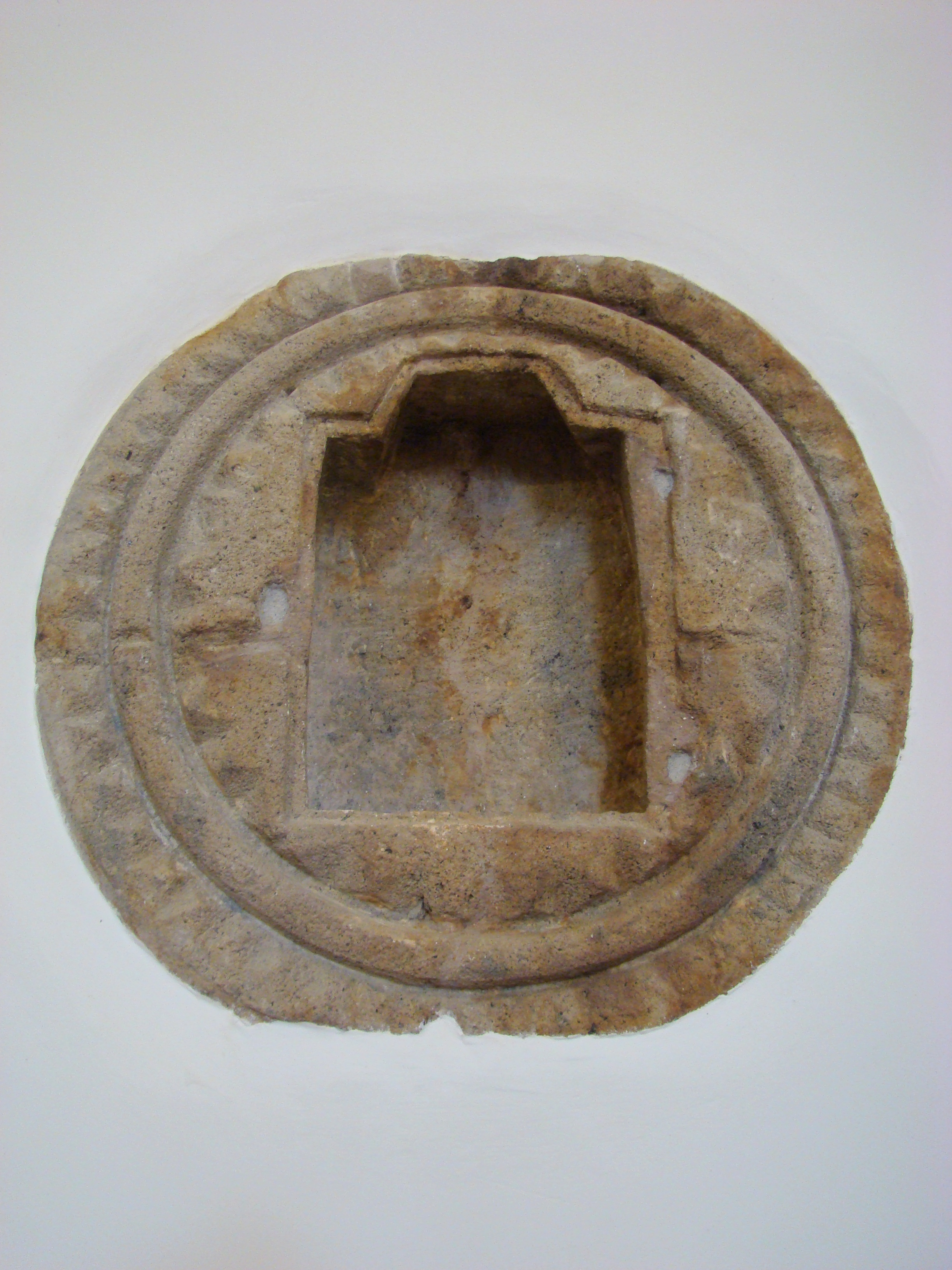
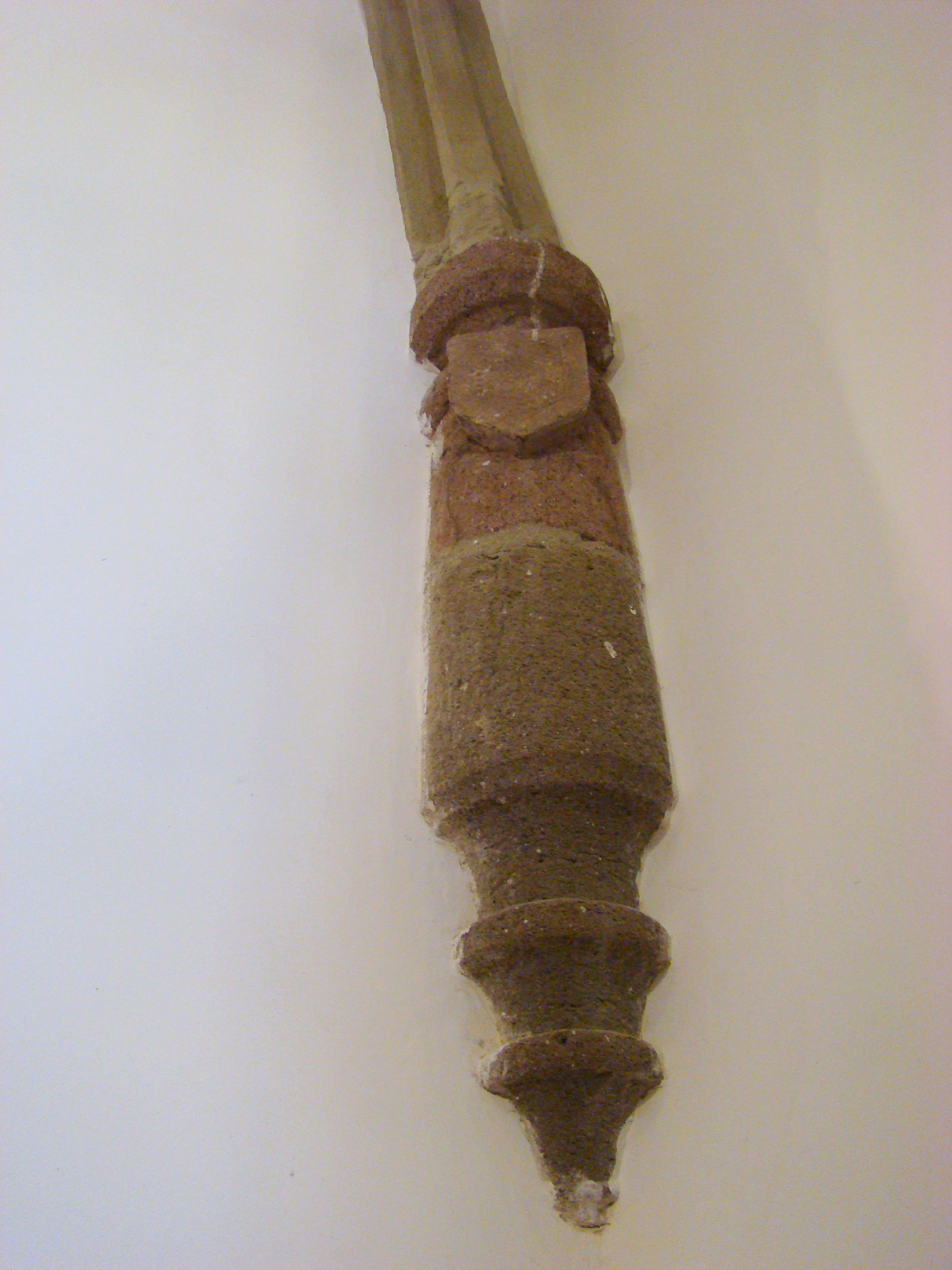
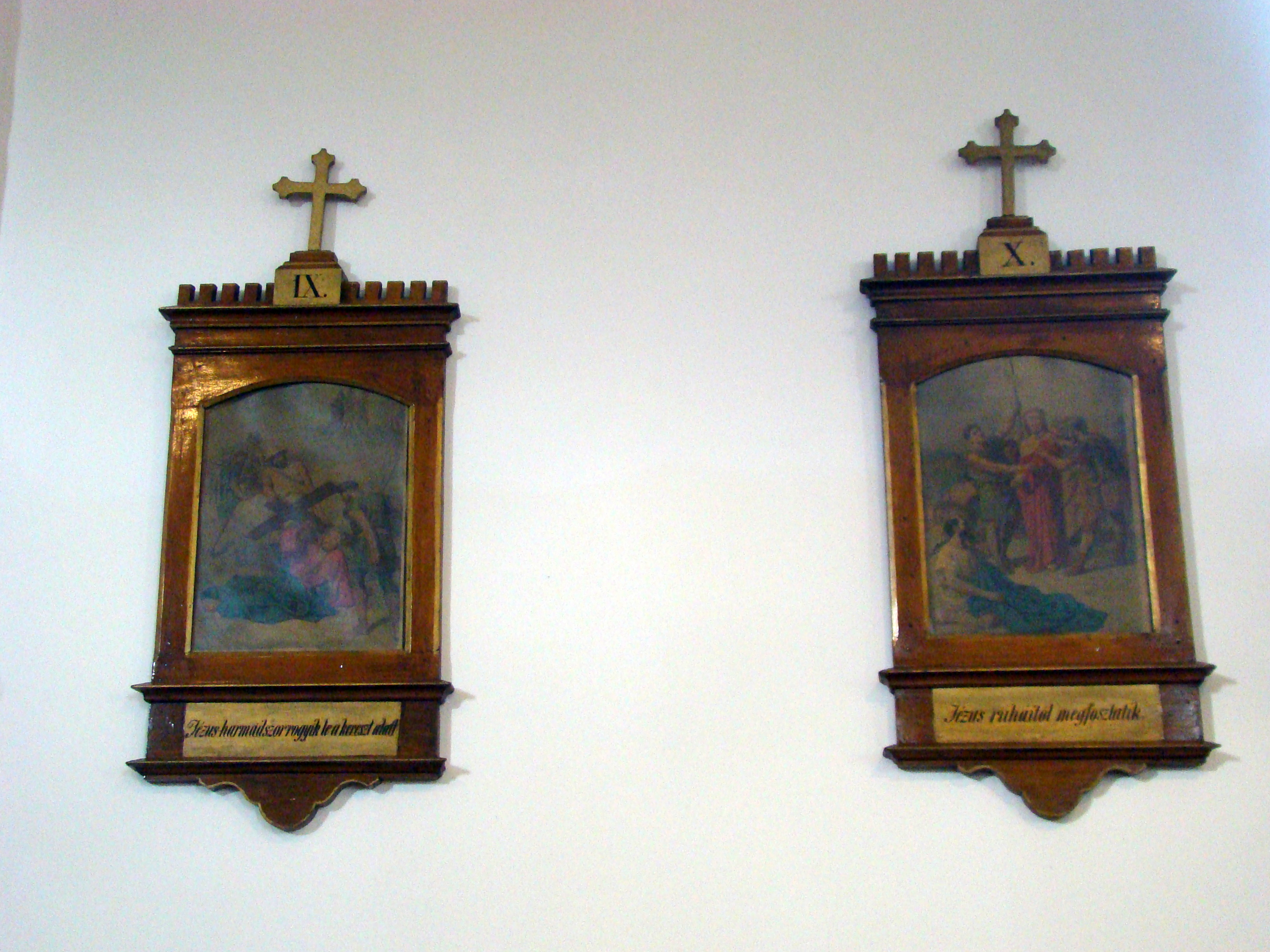
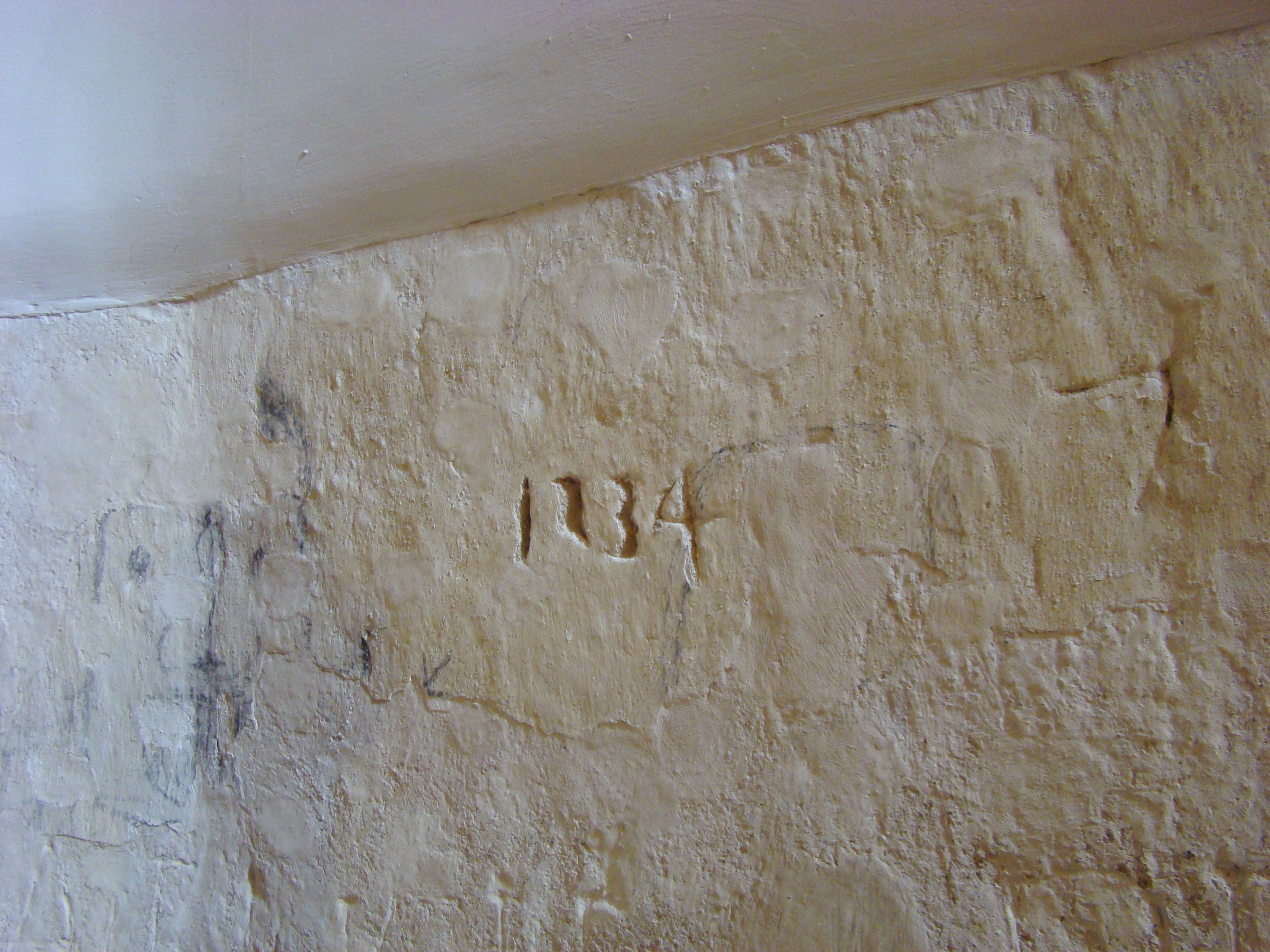
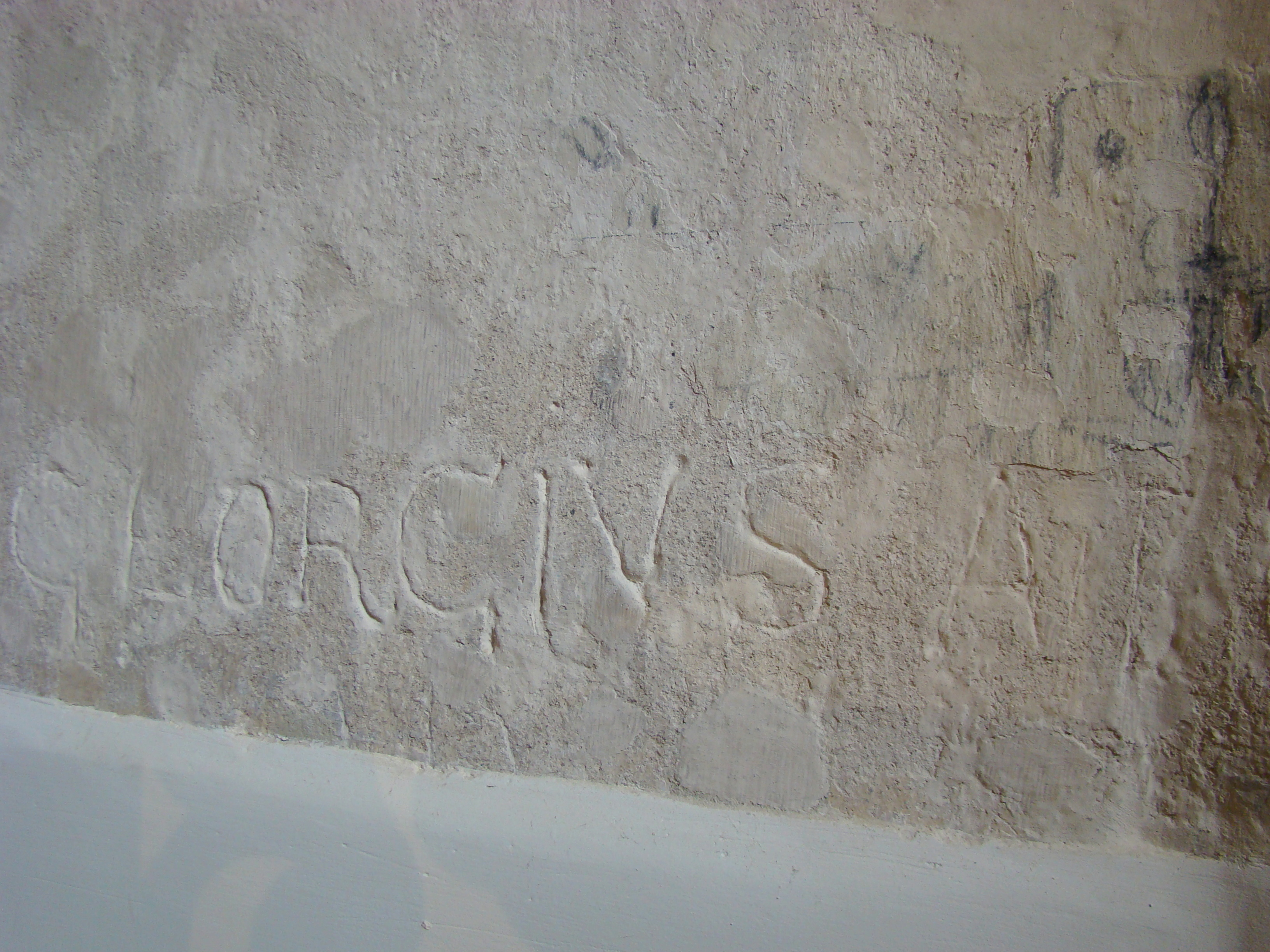
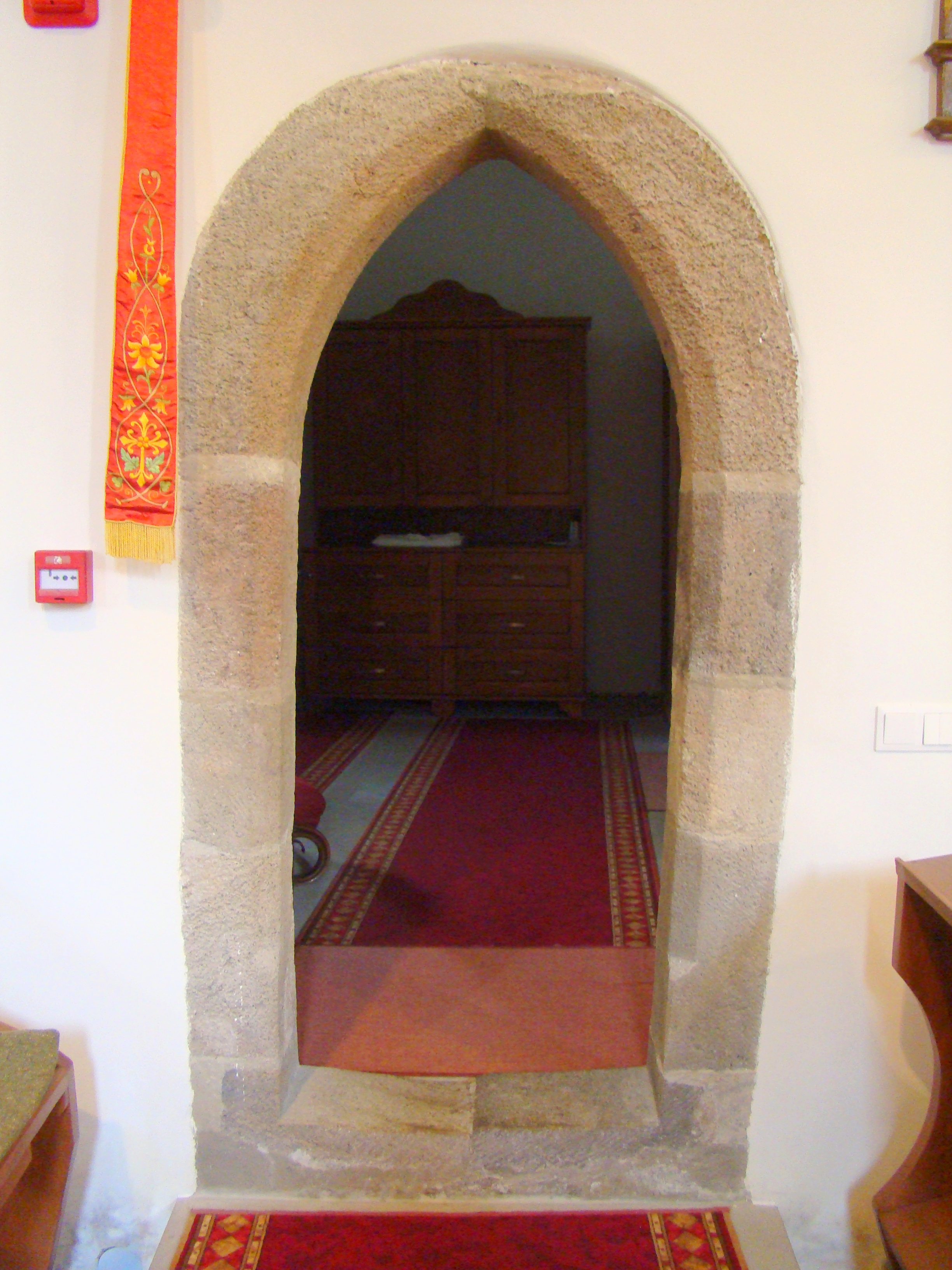
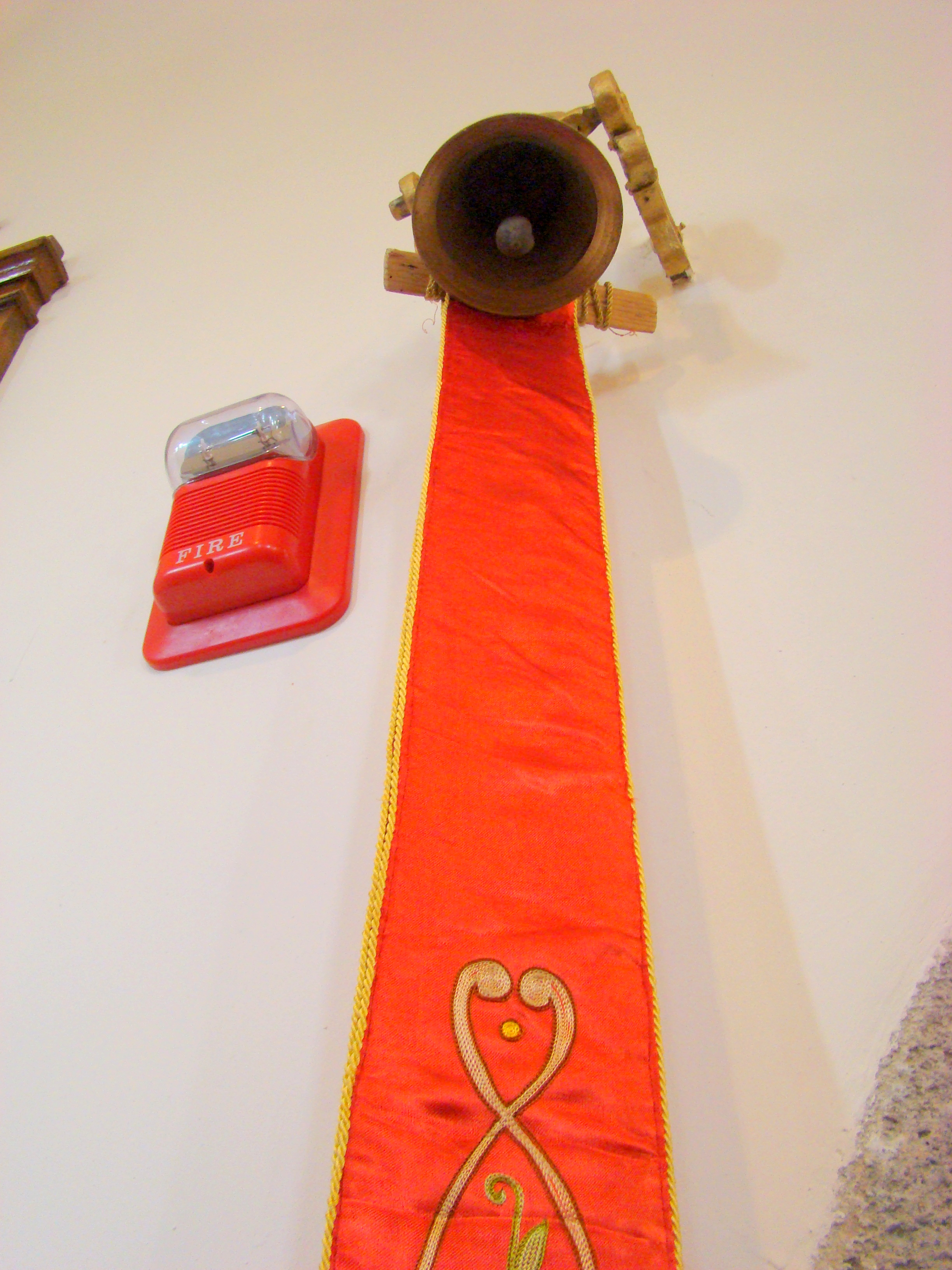
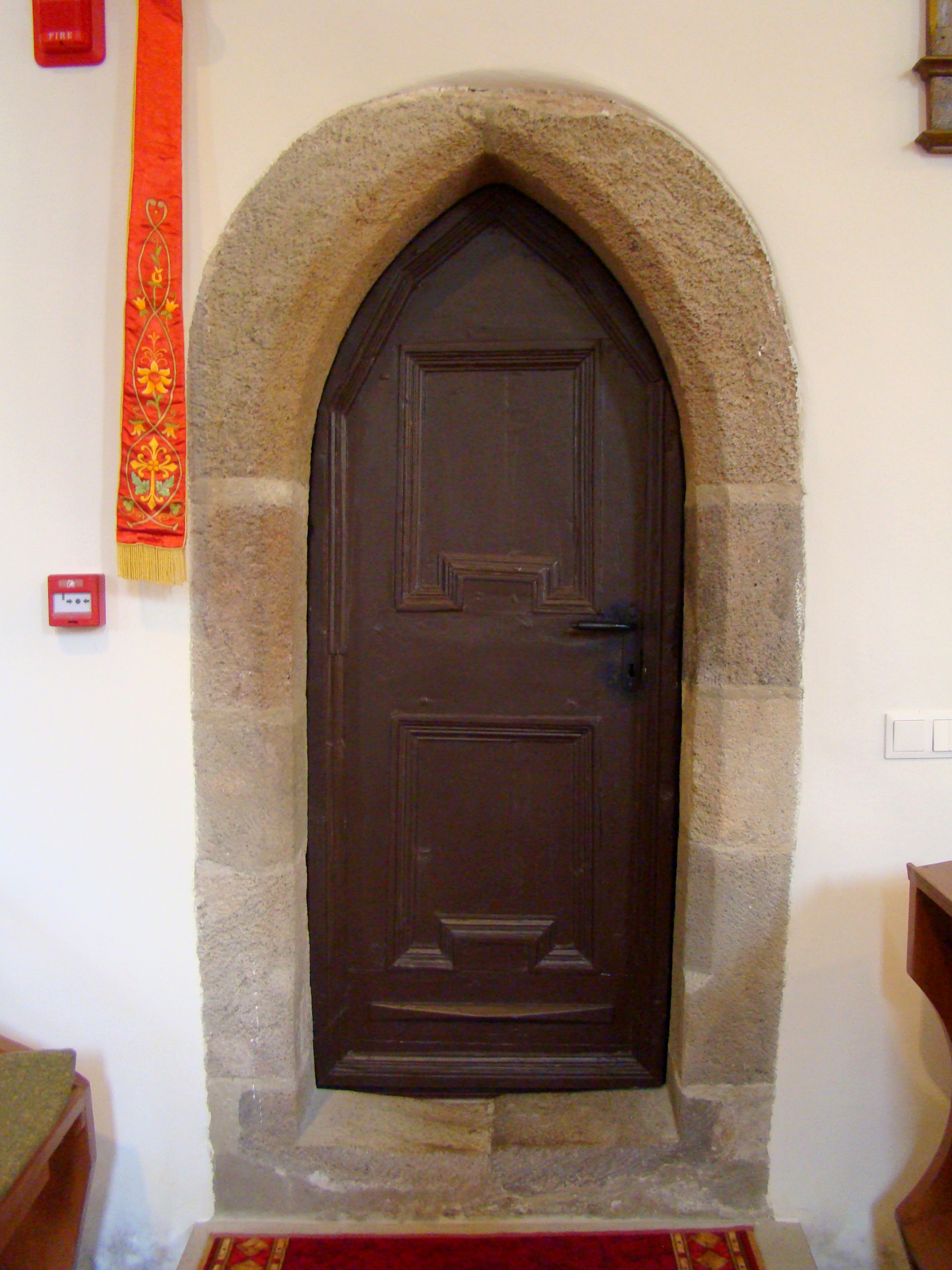
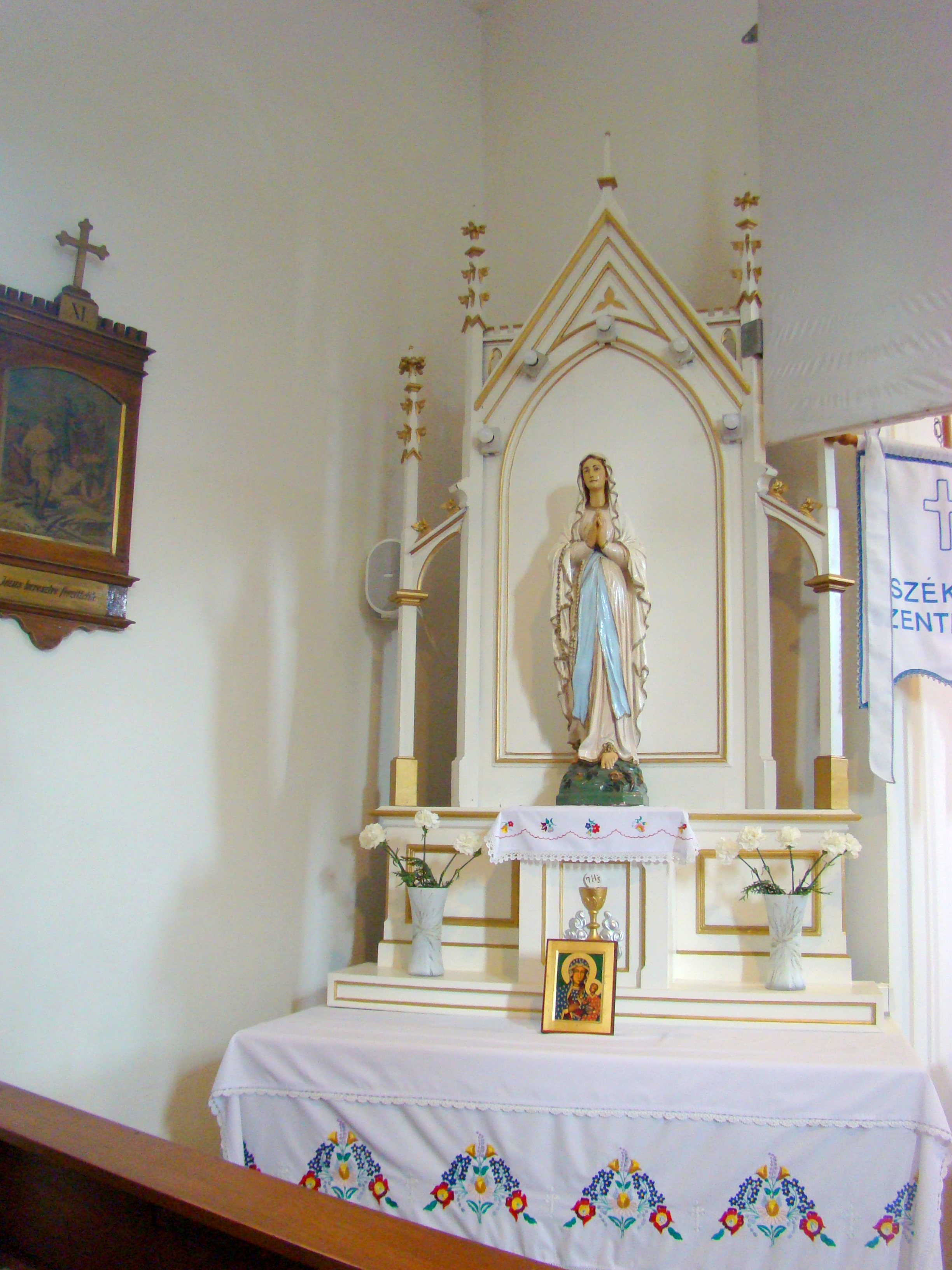
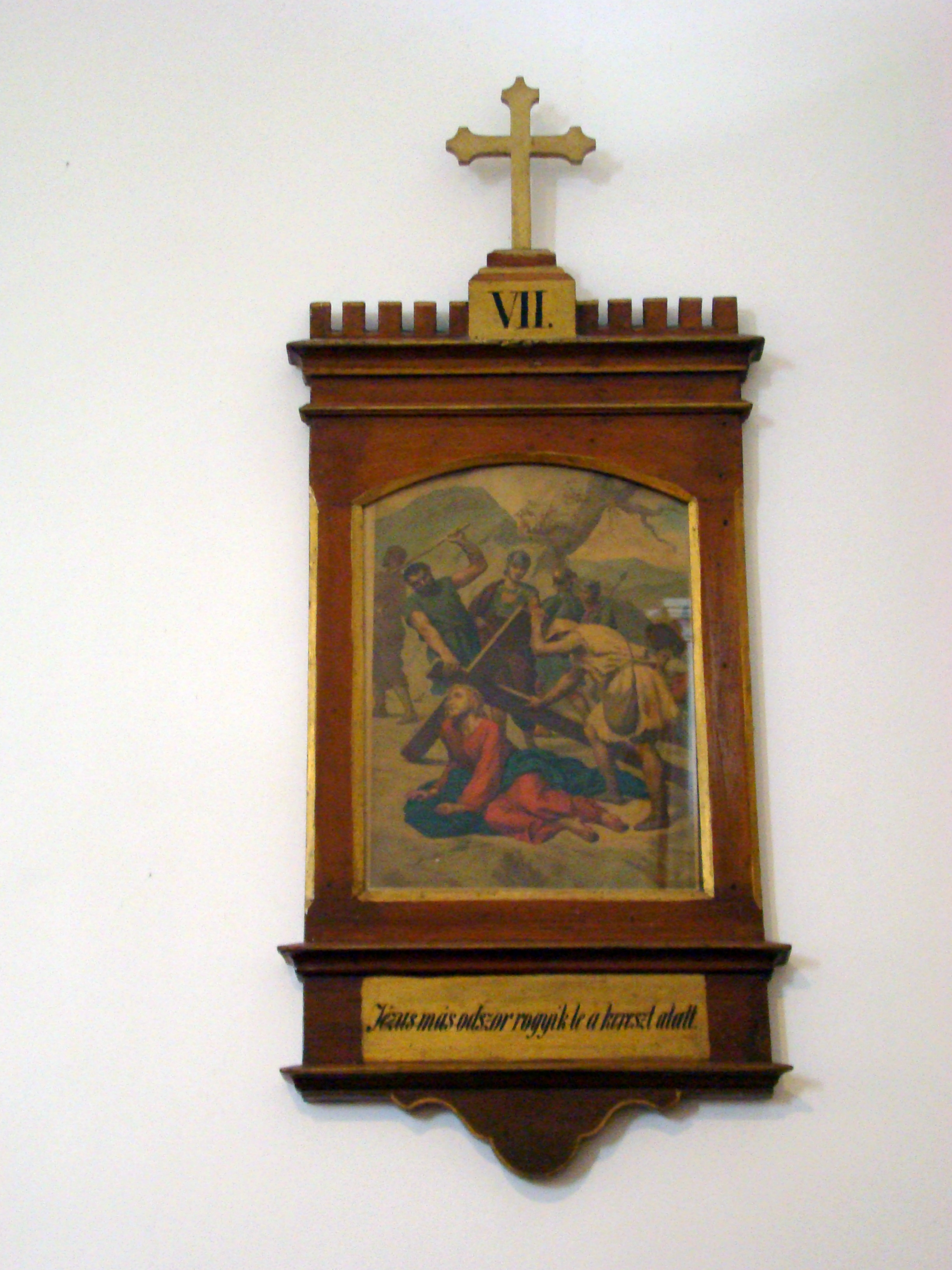
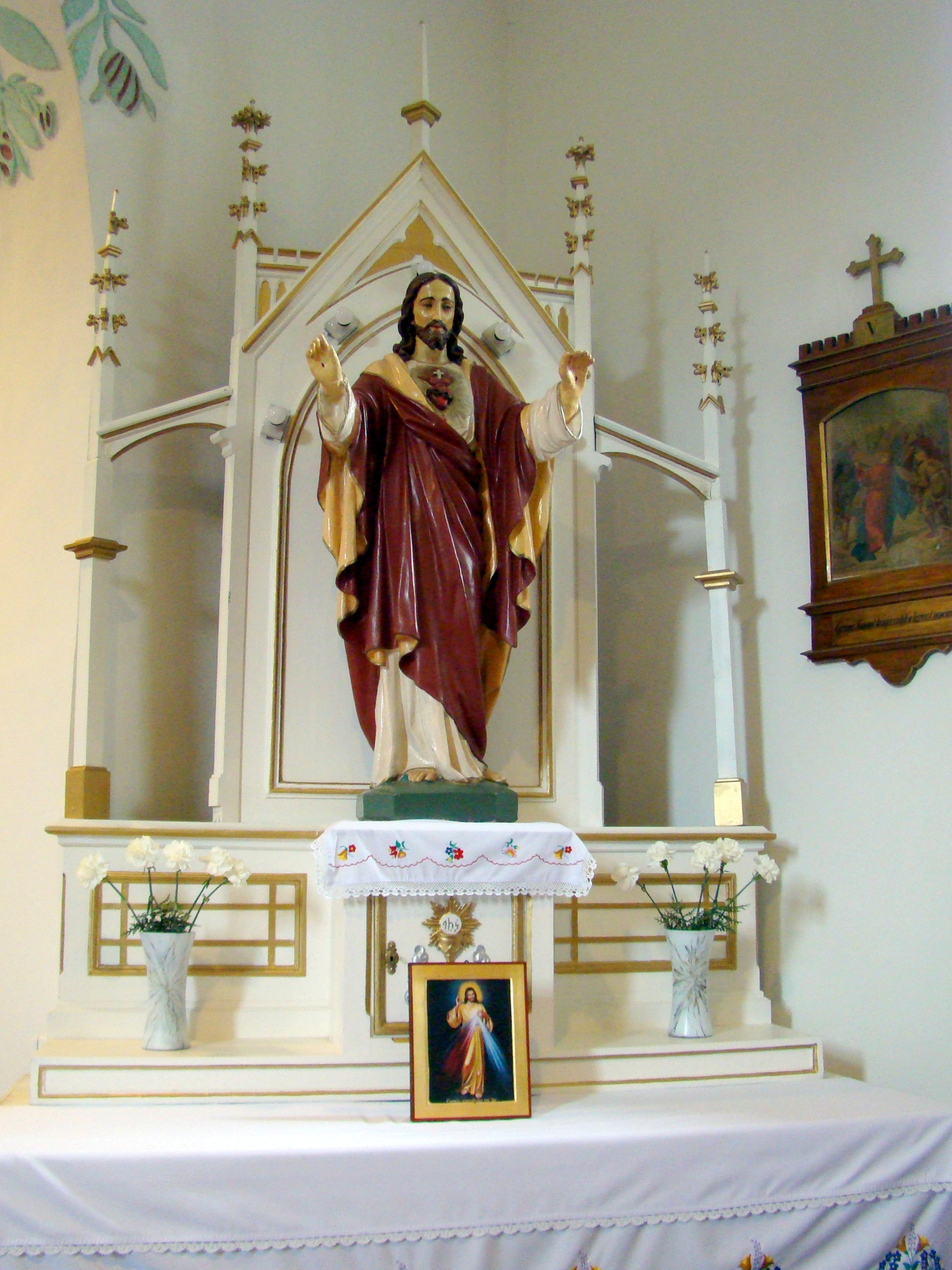
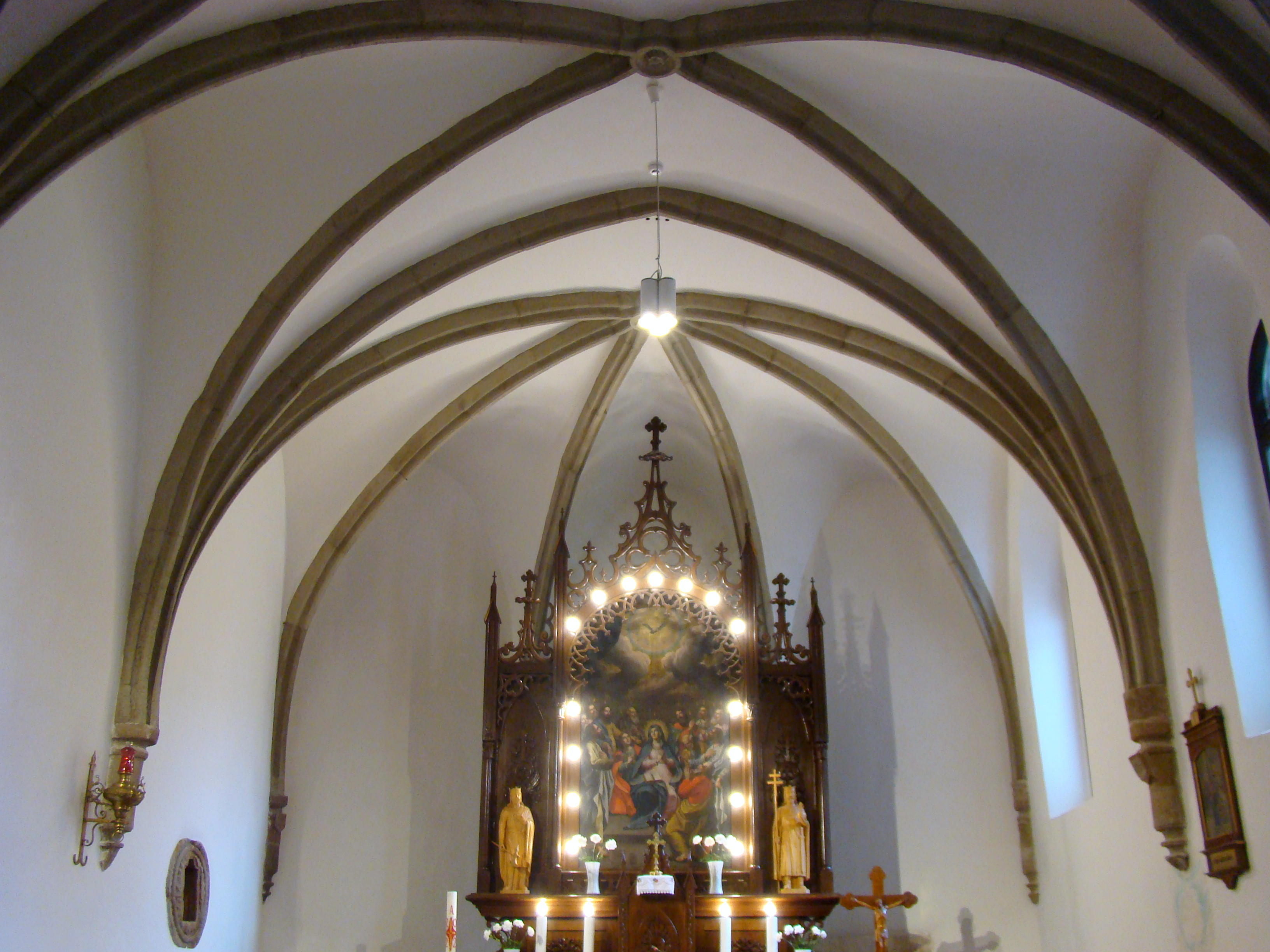
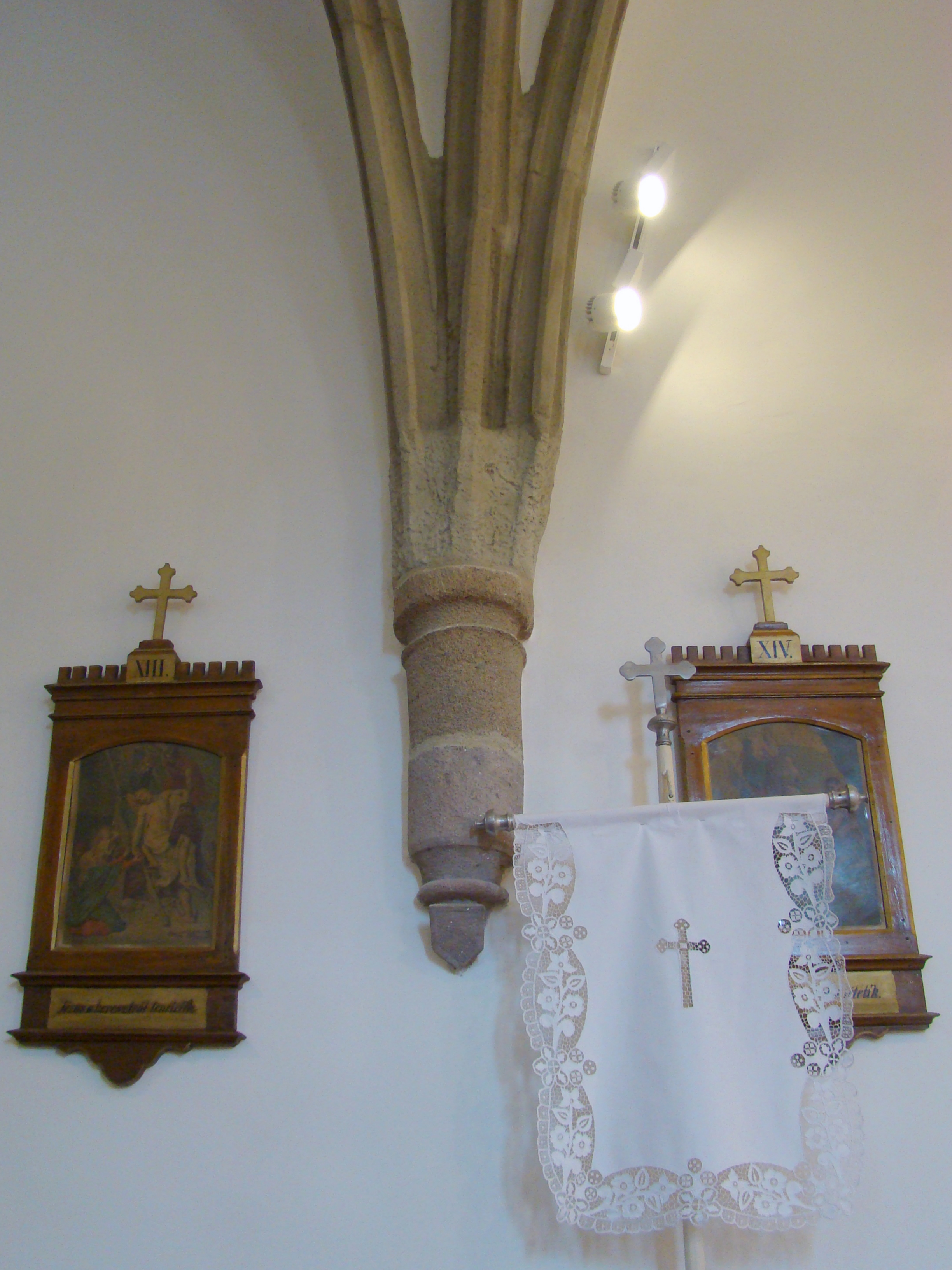
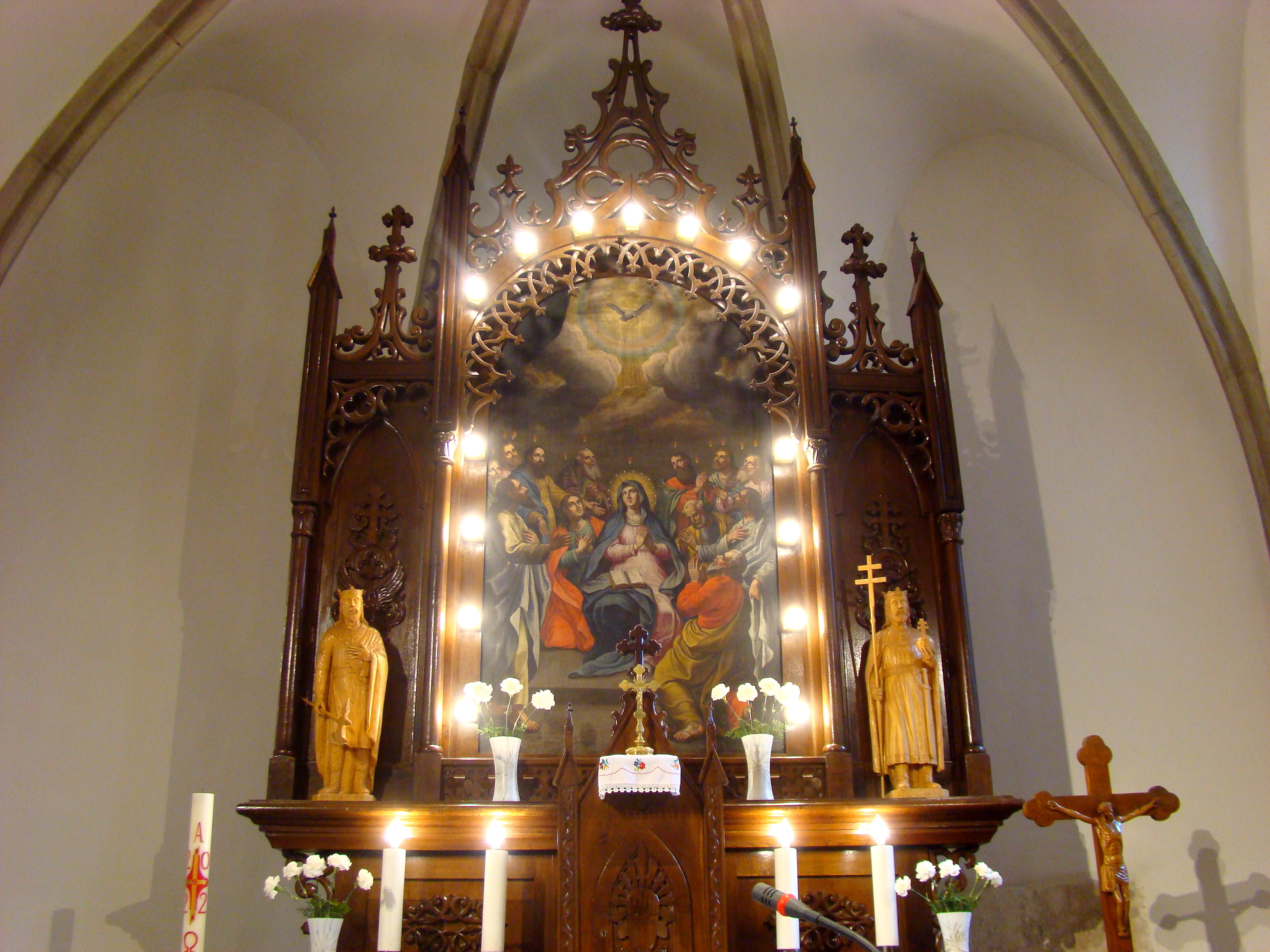
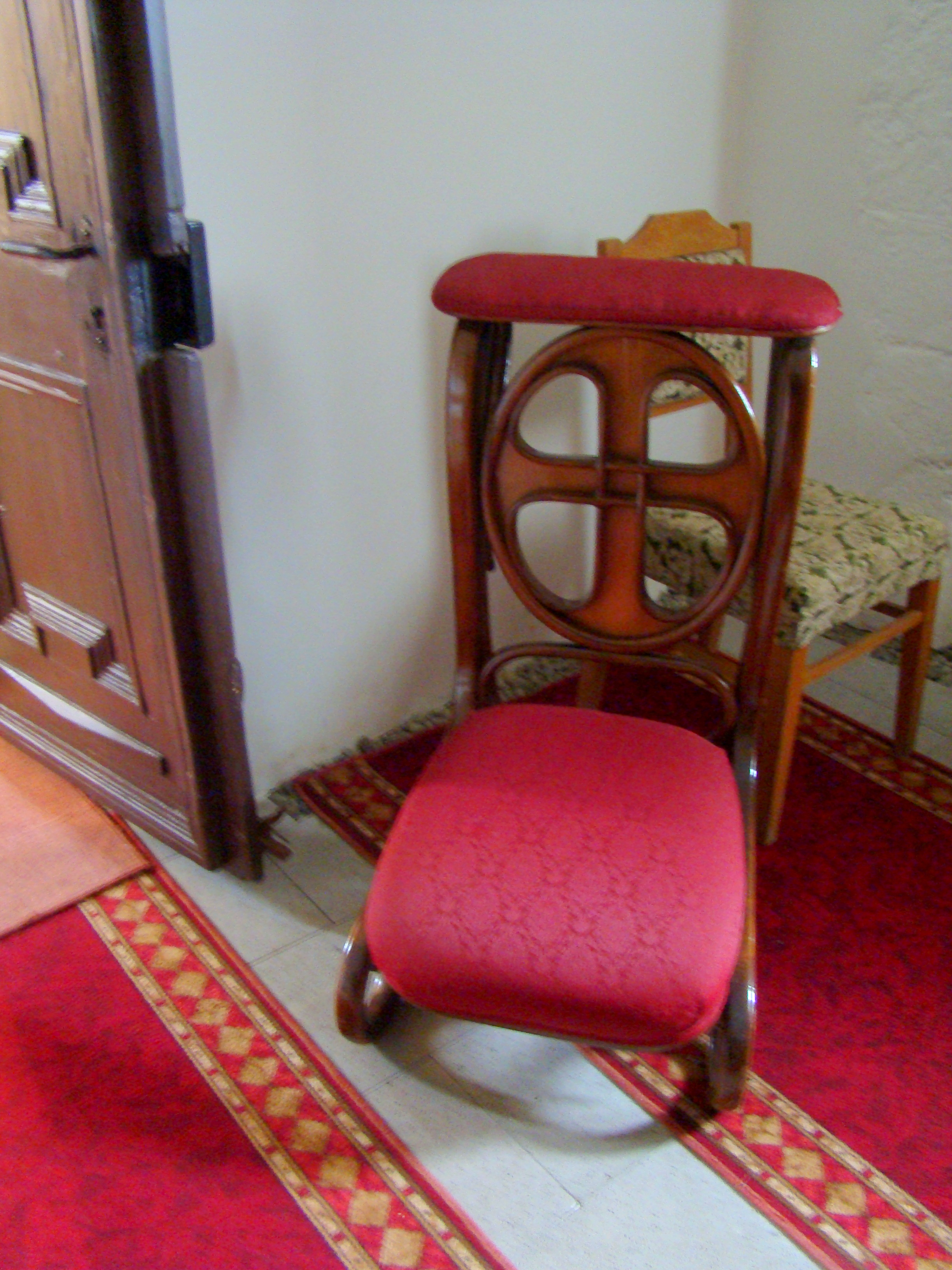
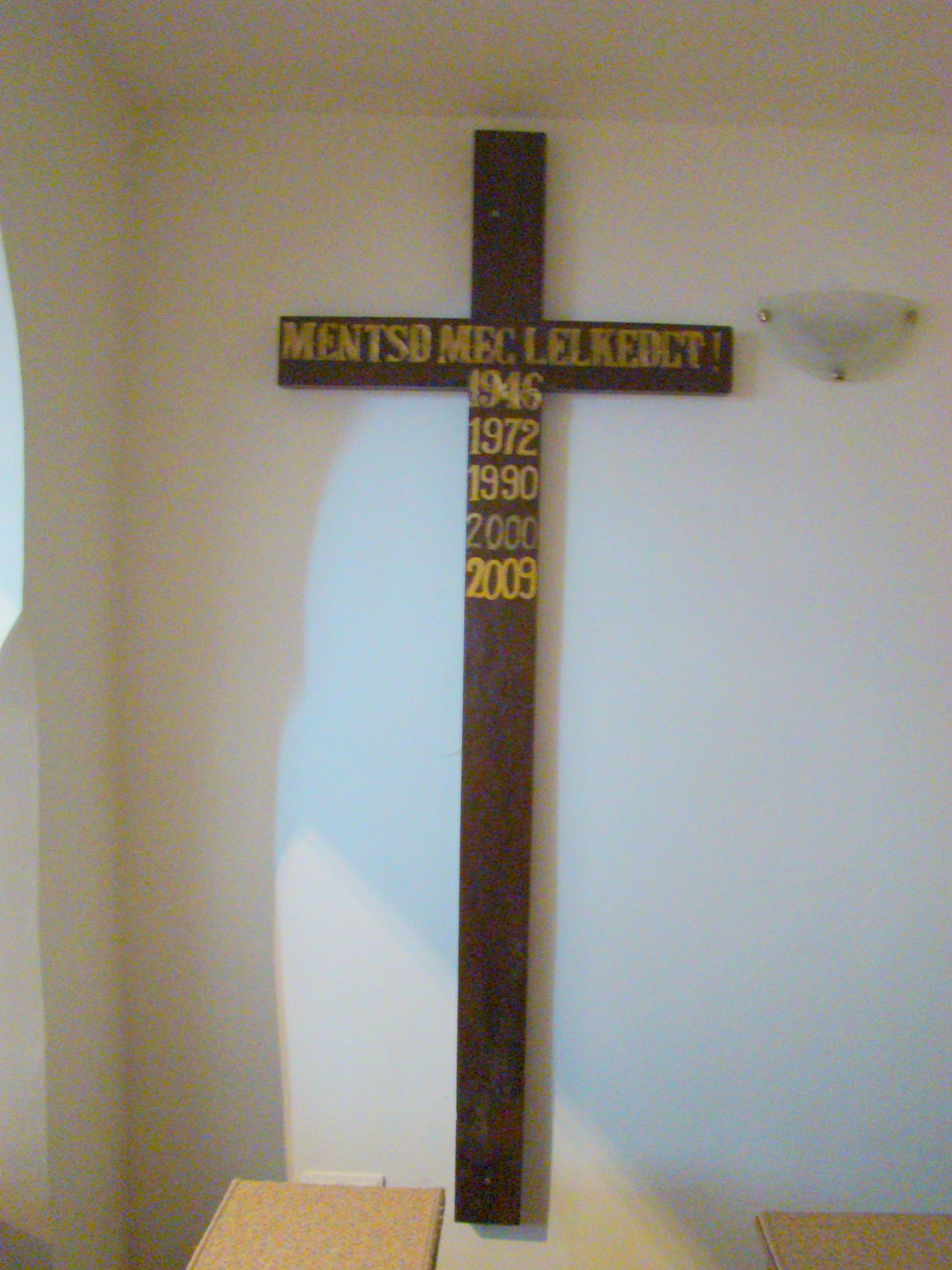
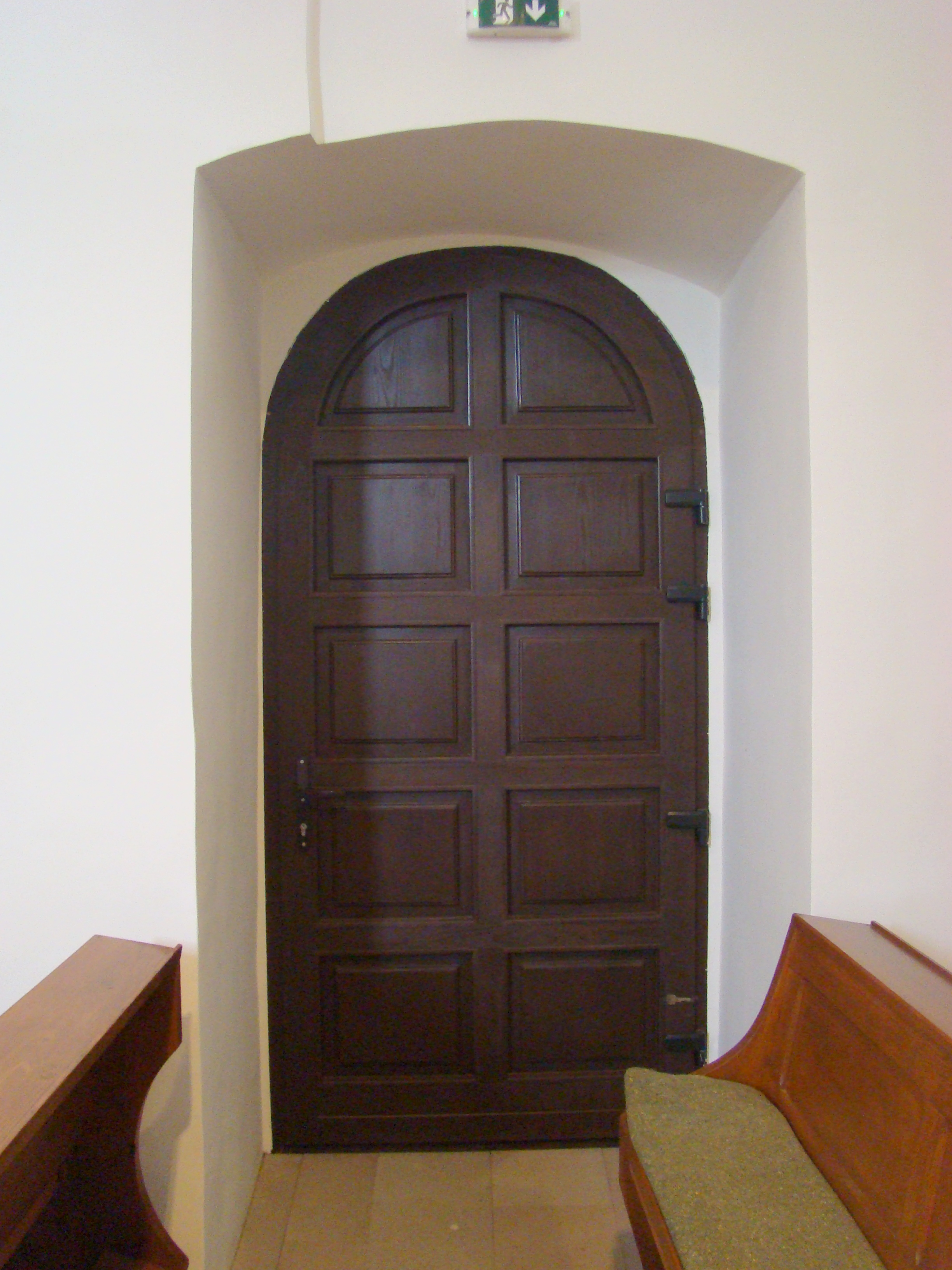

## Vezi și
- Bisericani, Harghita

## Imagini din exterior

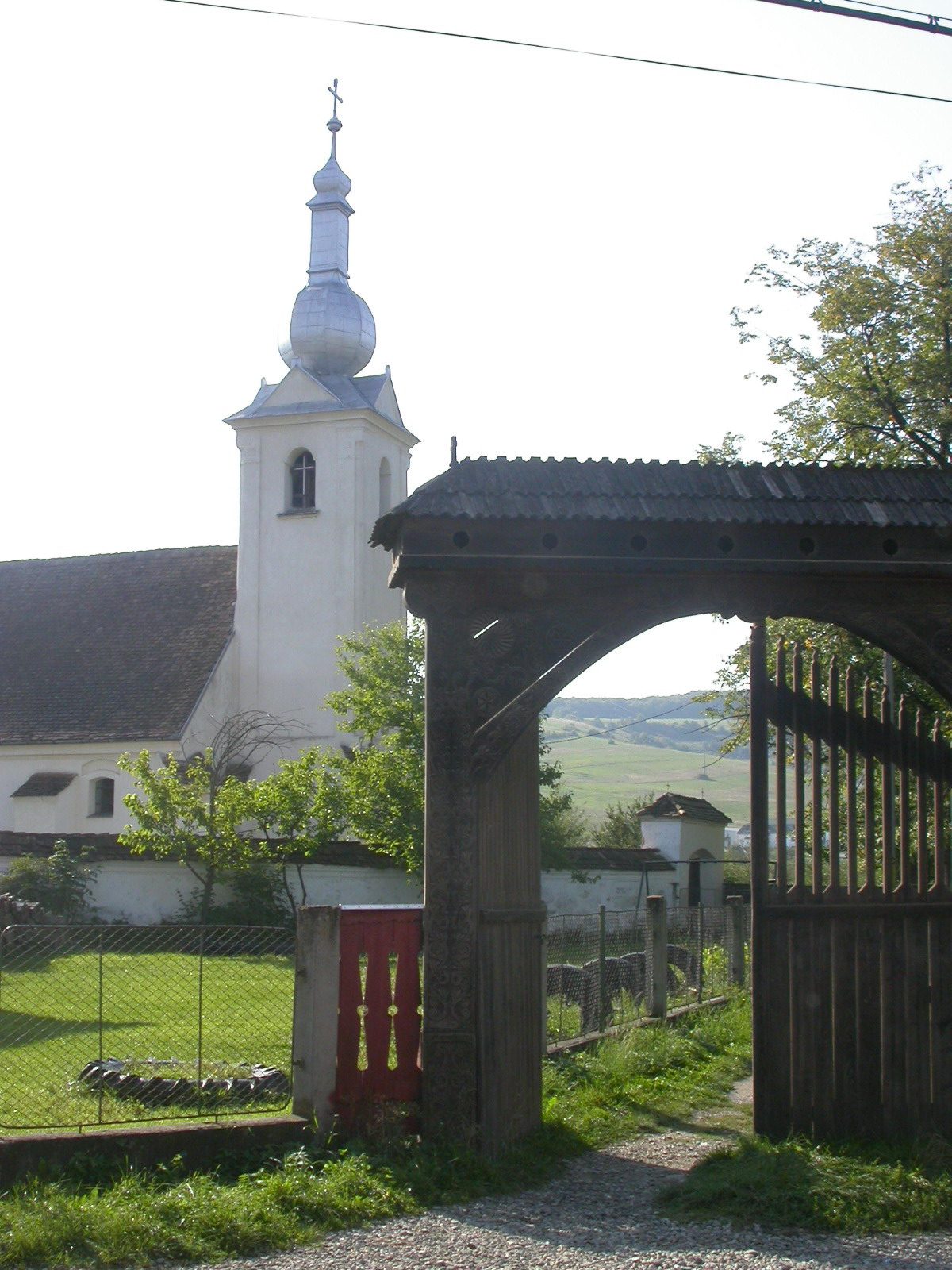
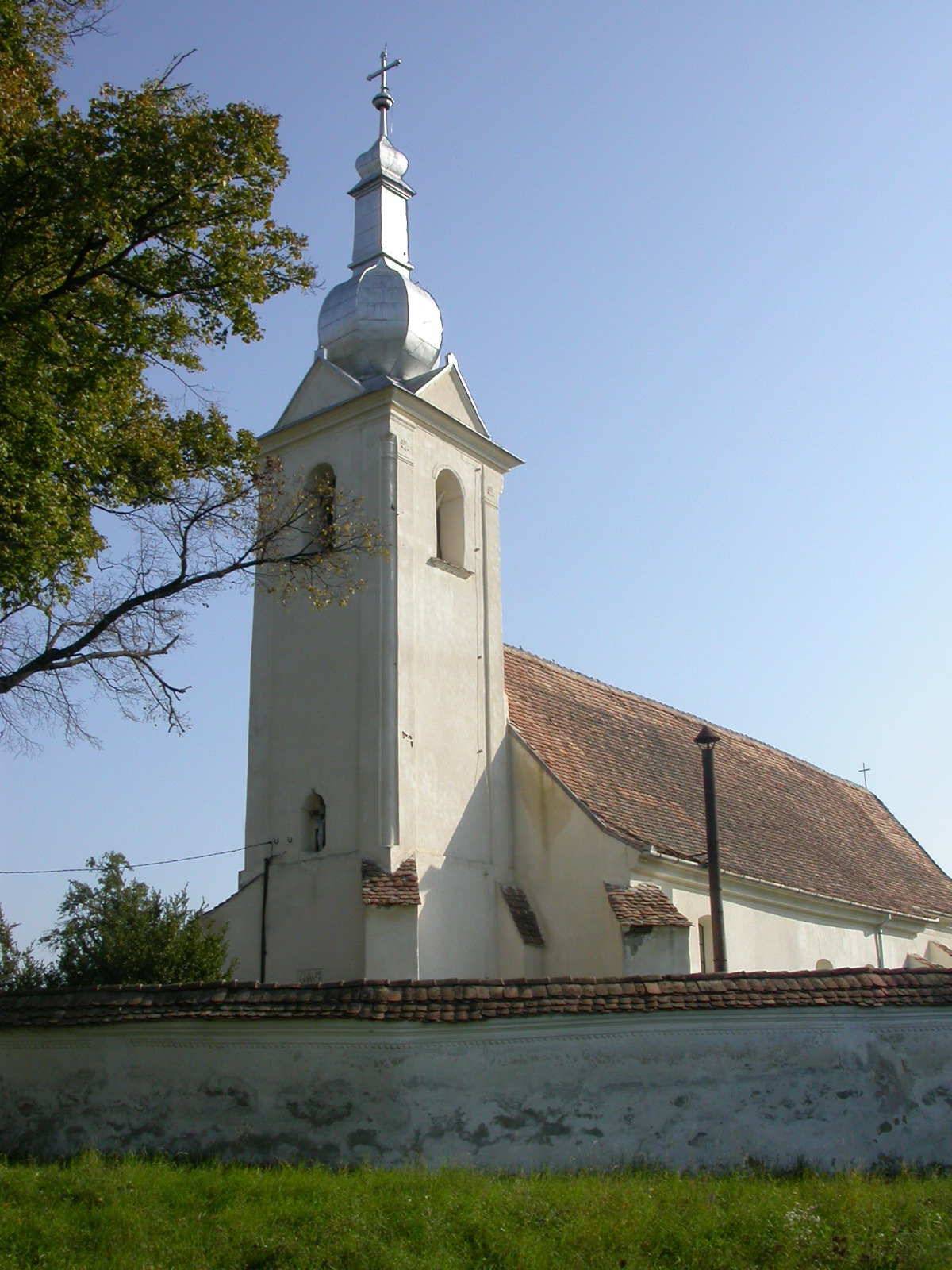
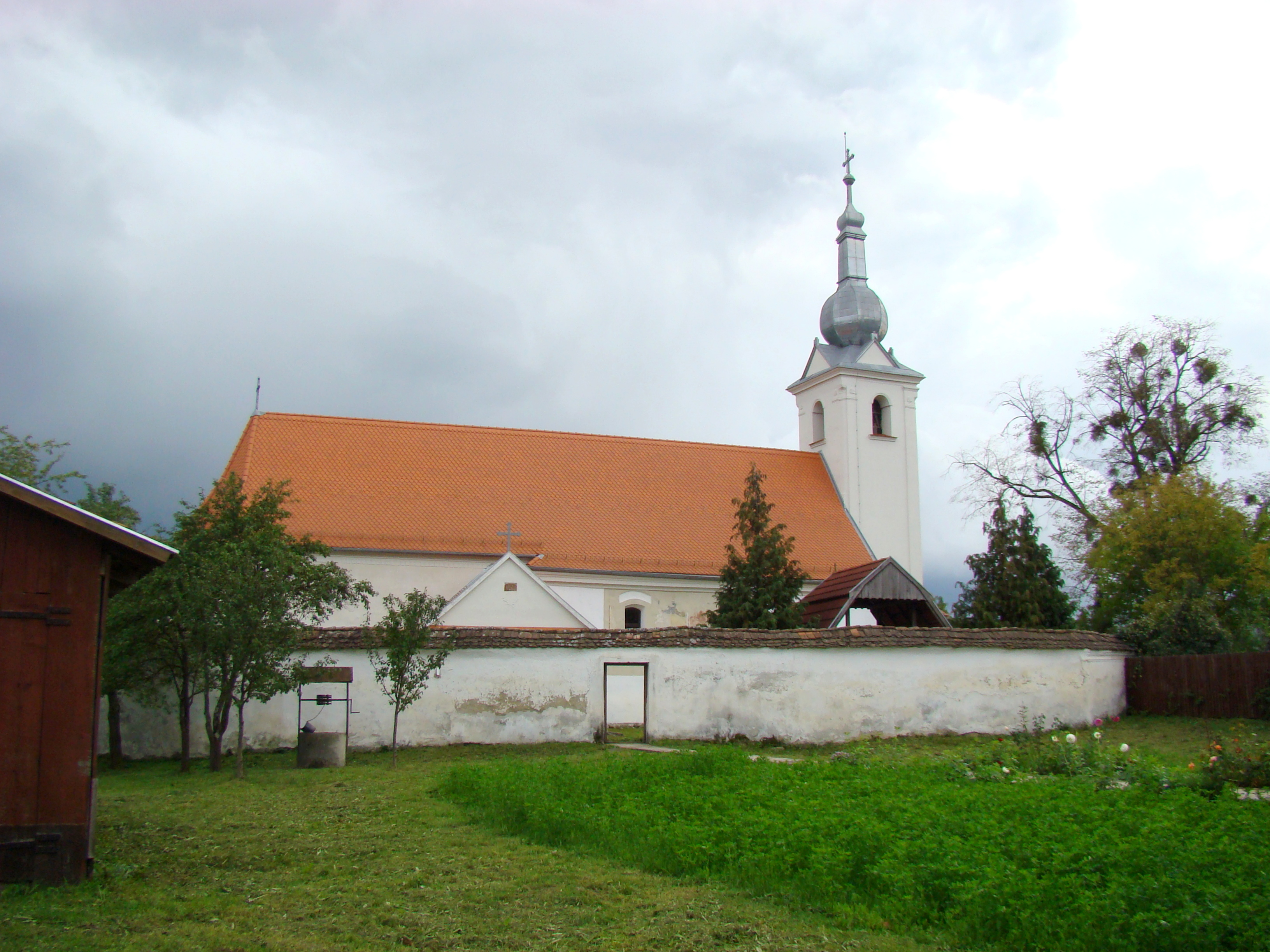
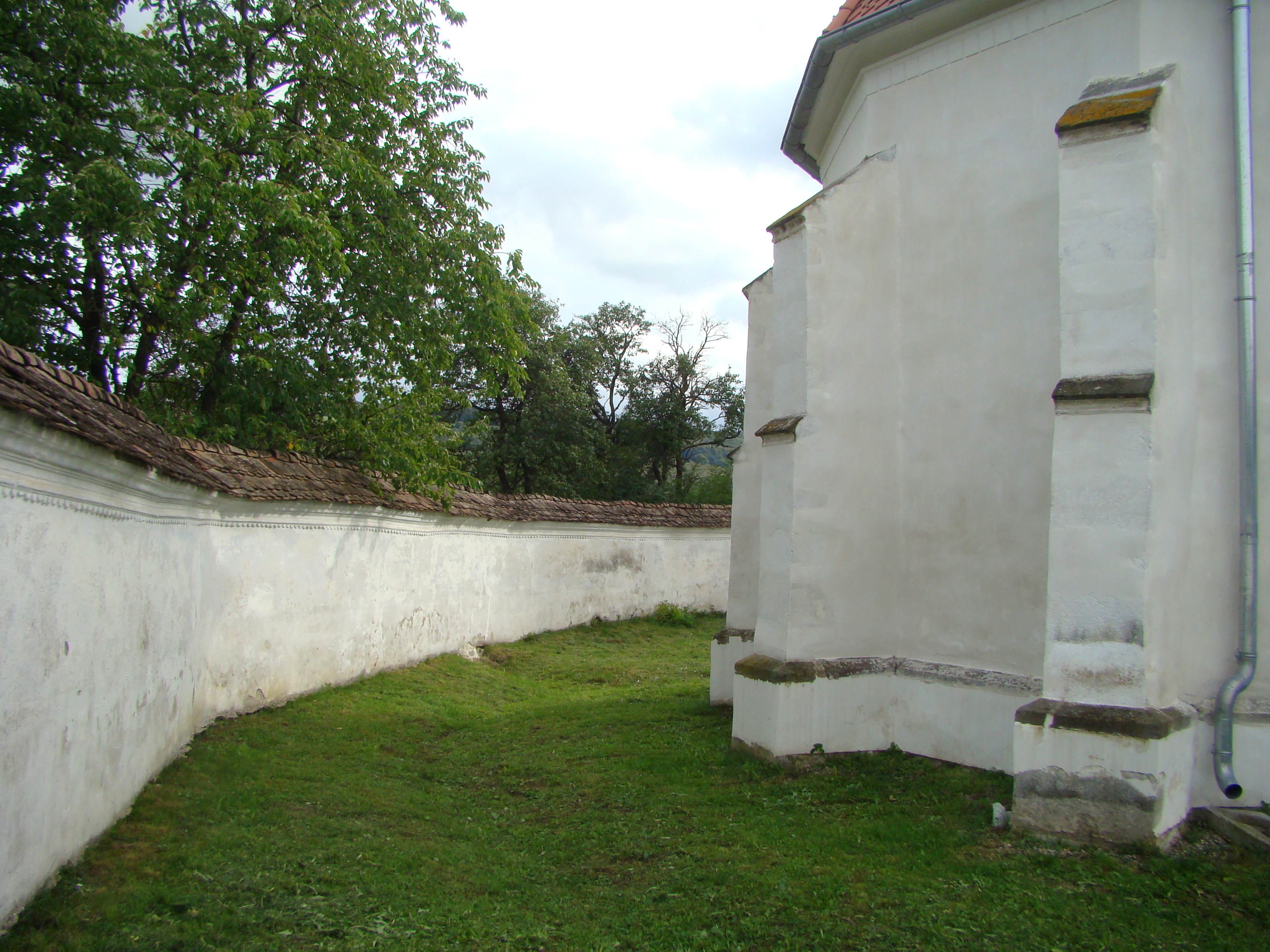
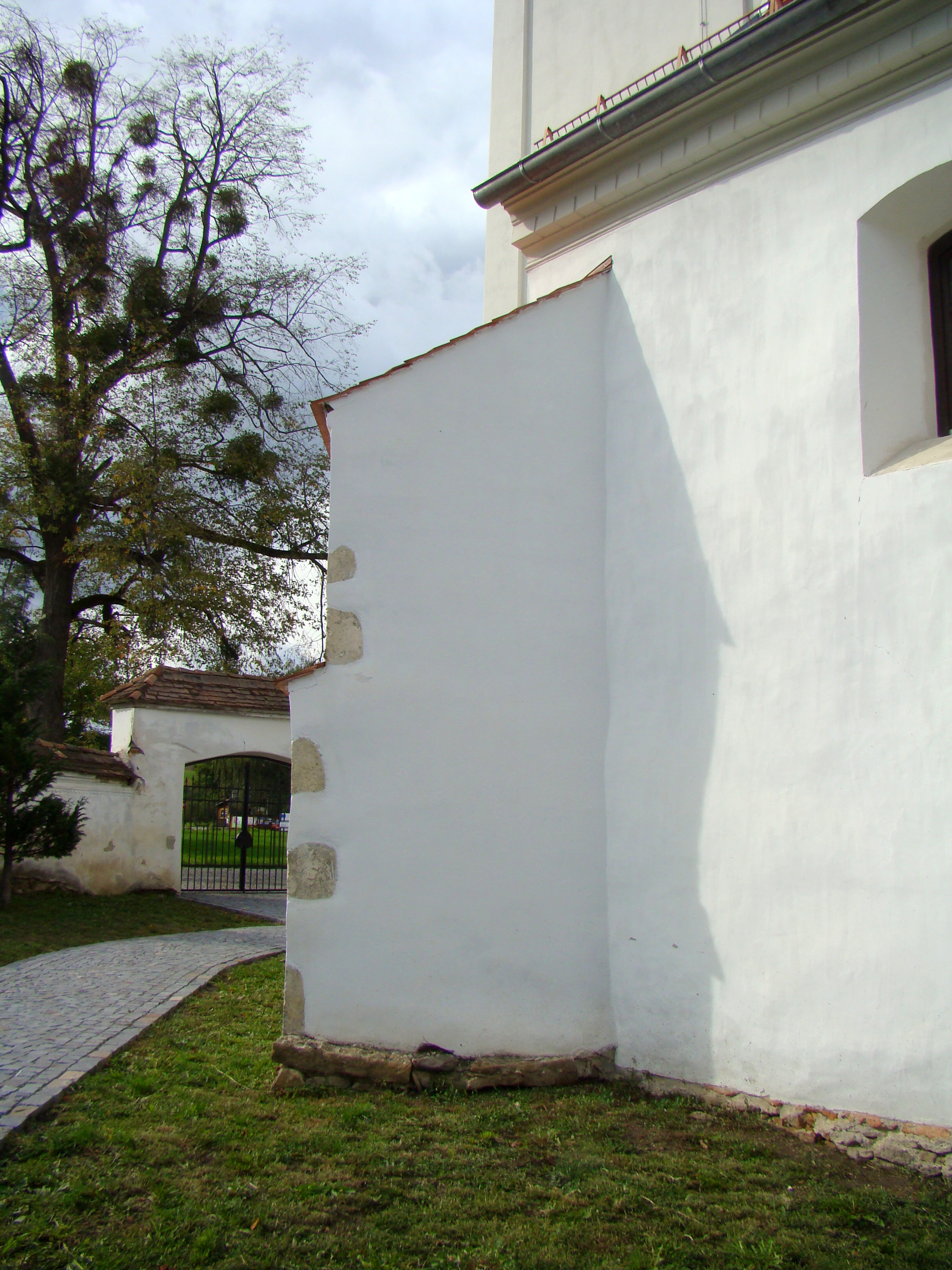
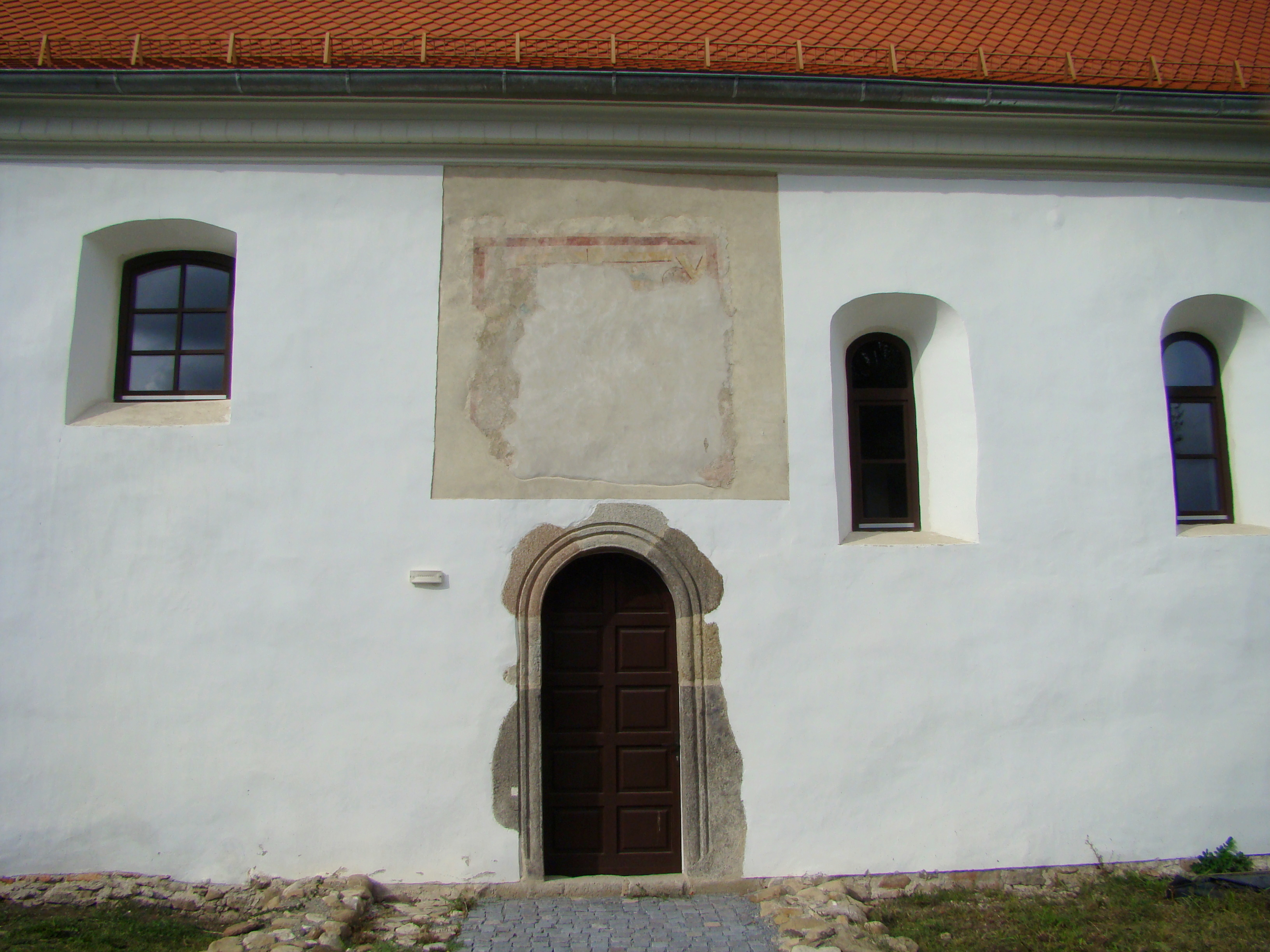
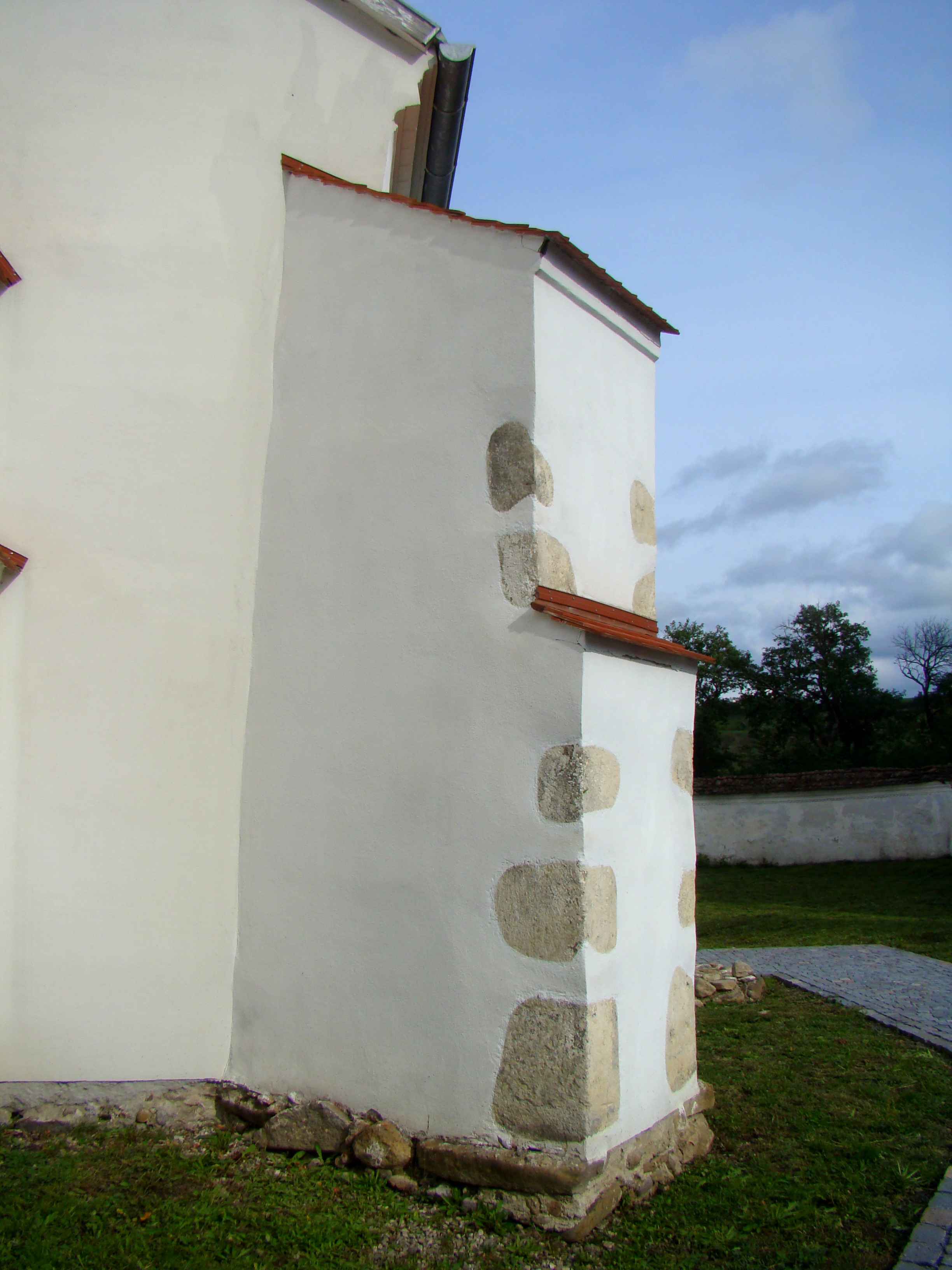
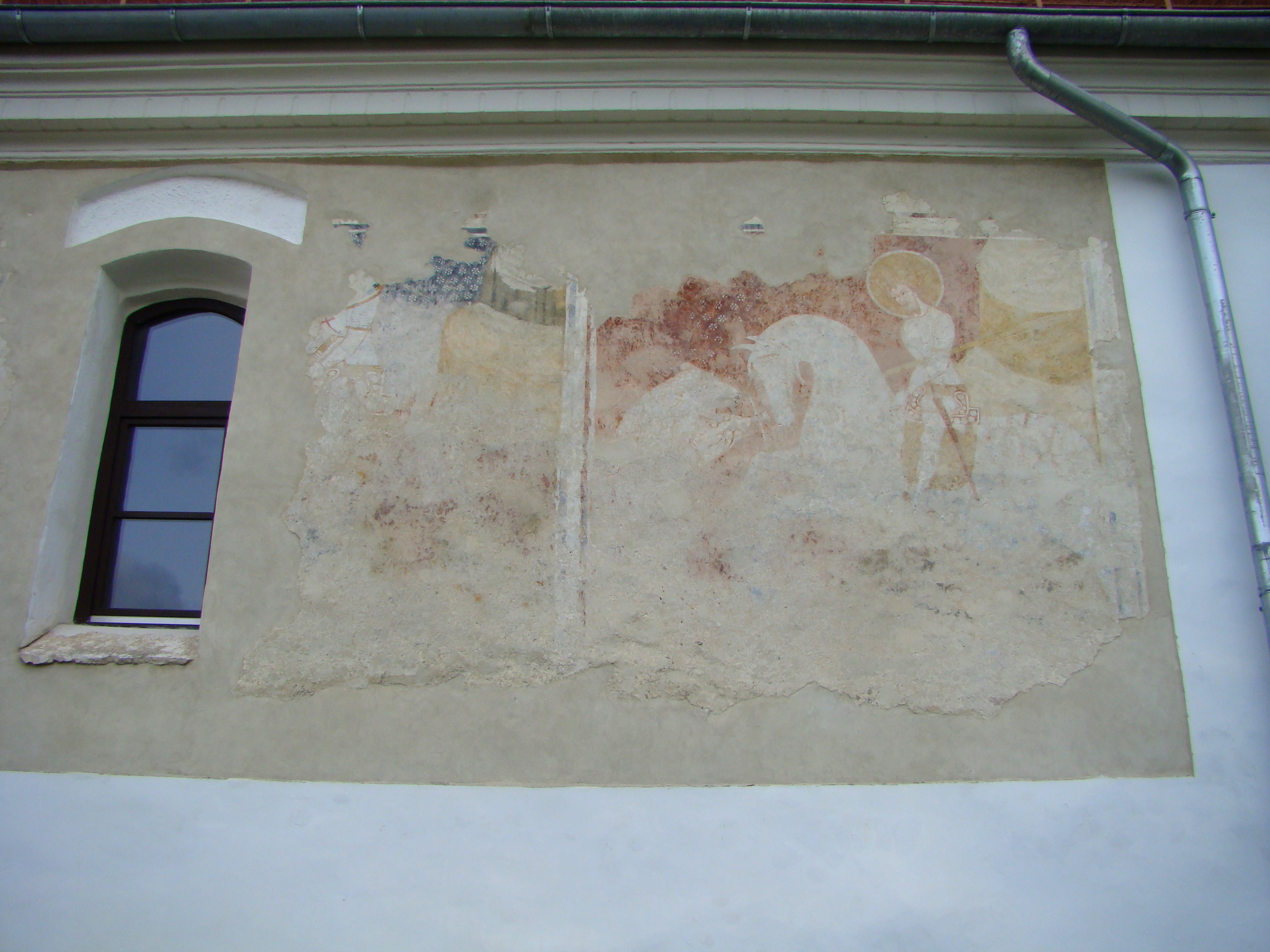
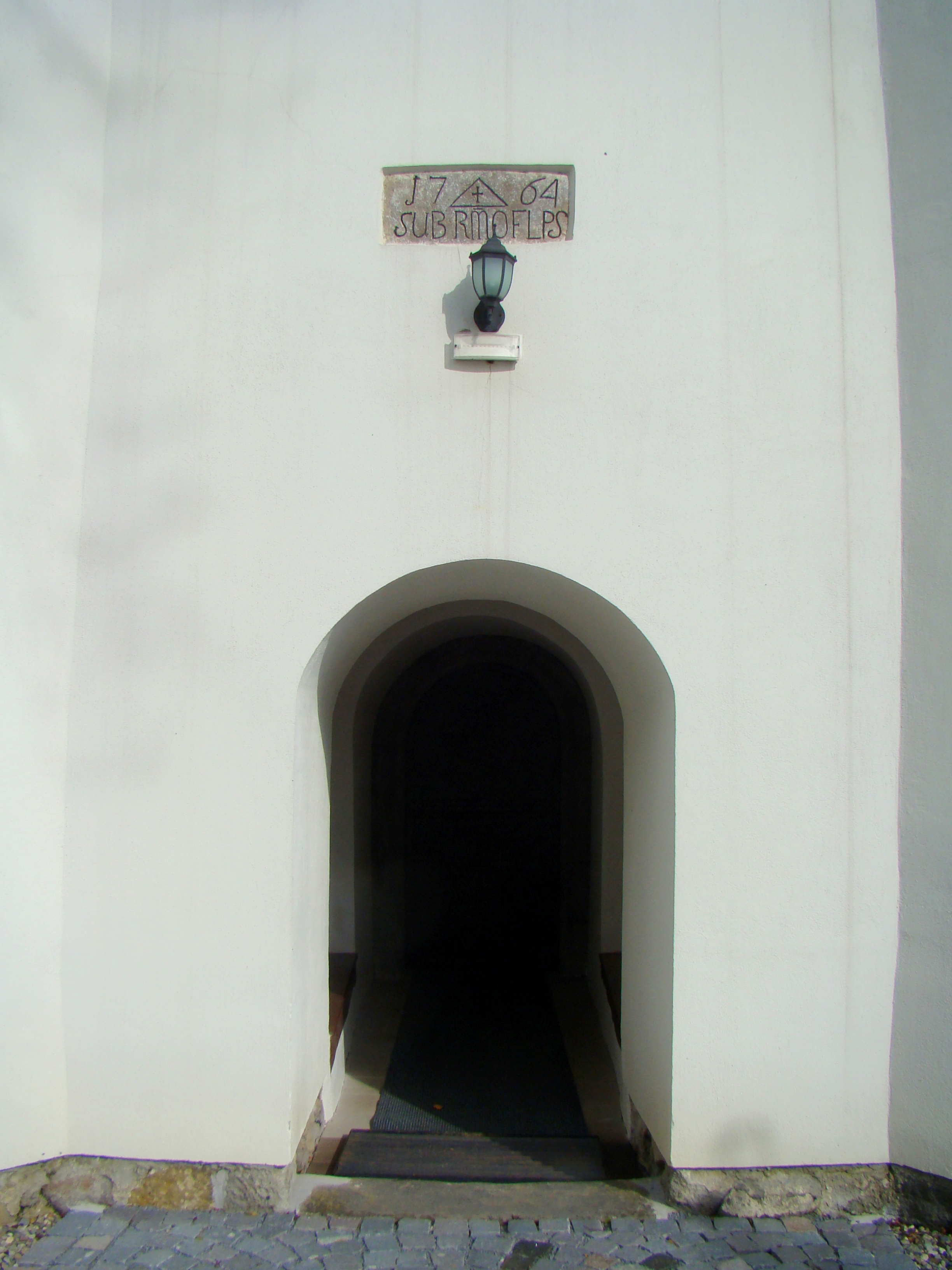
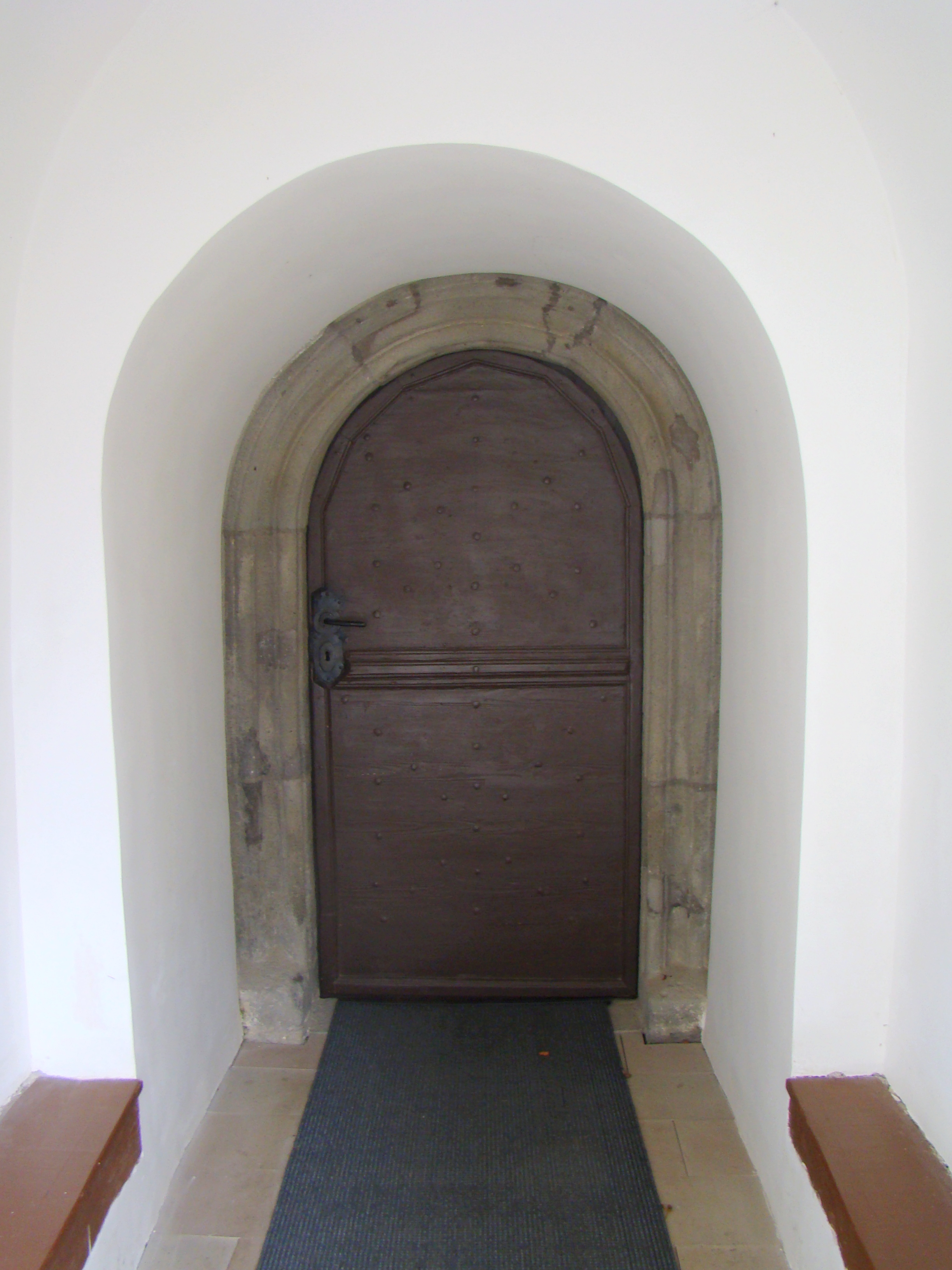
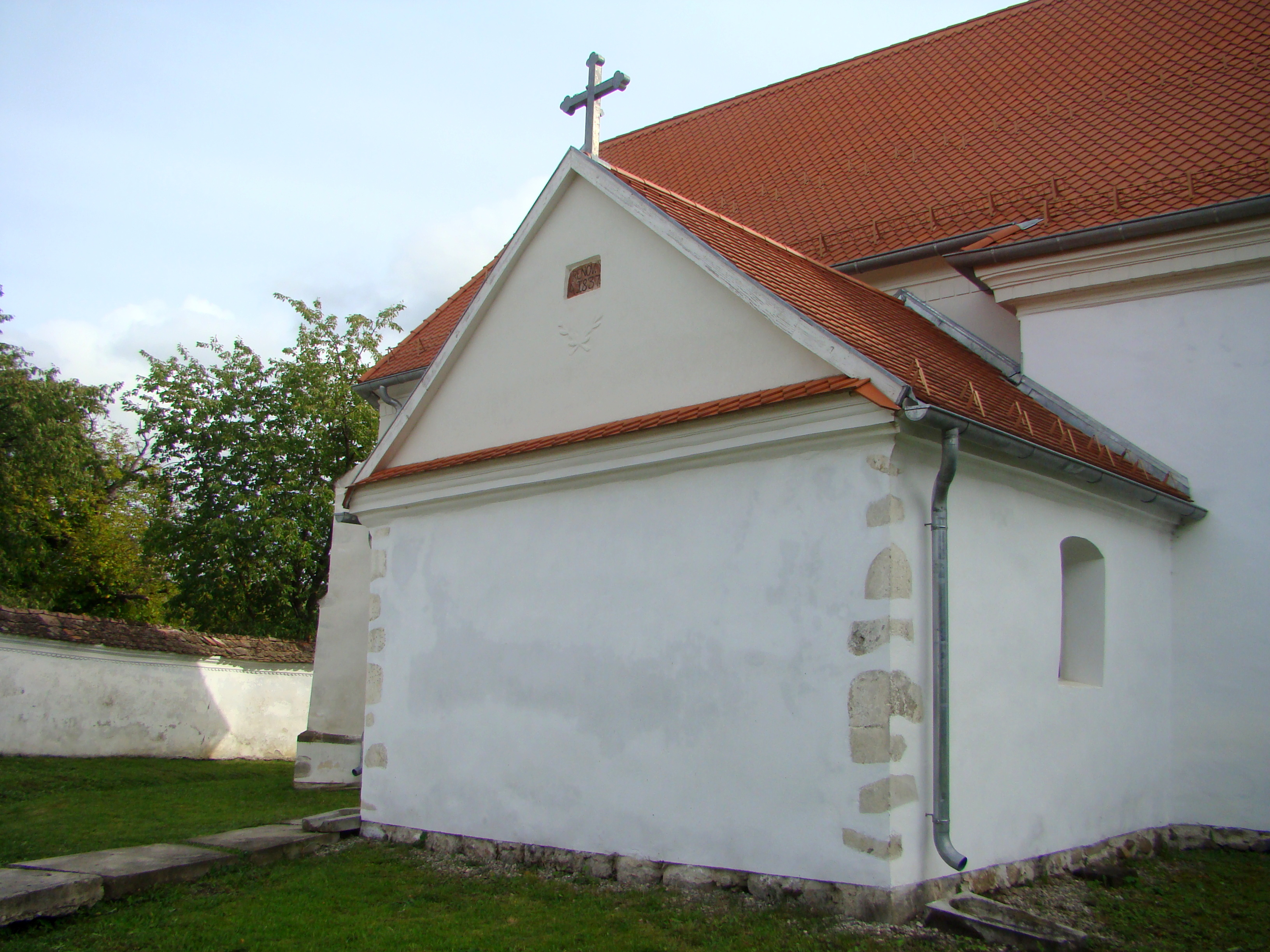
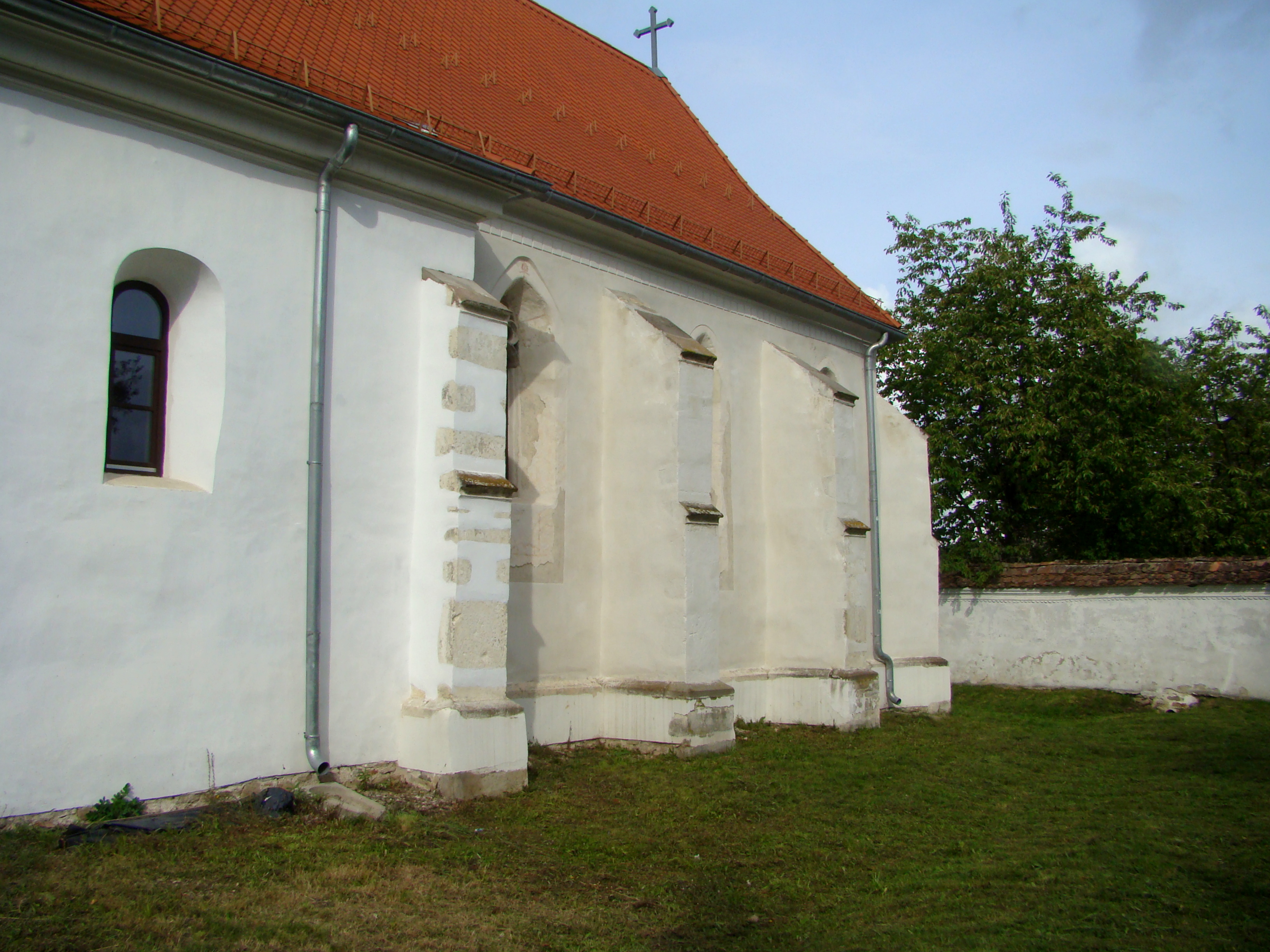
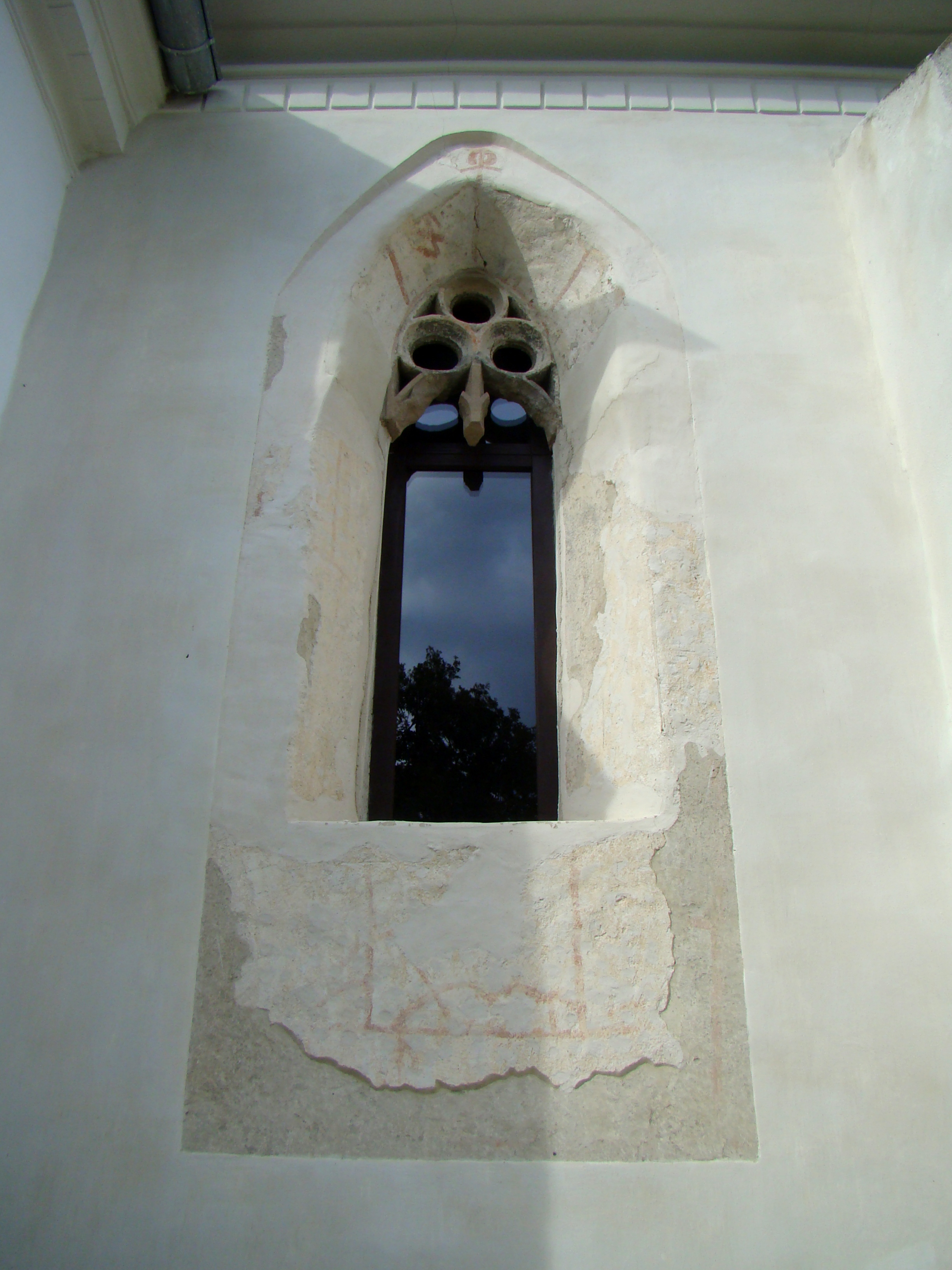
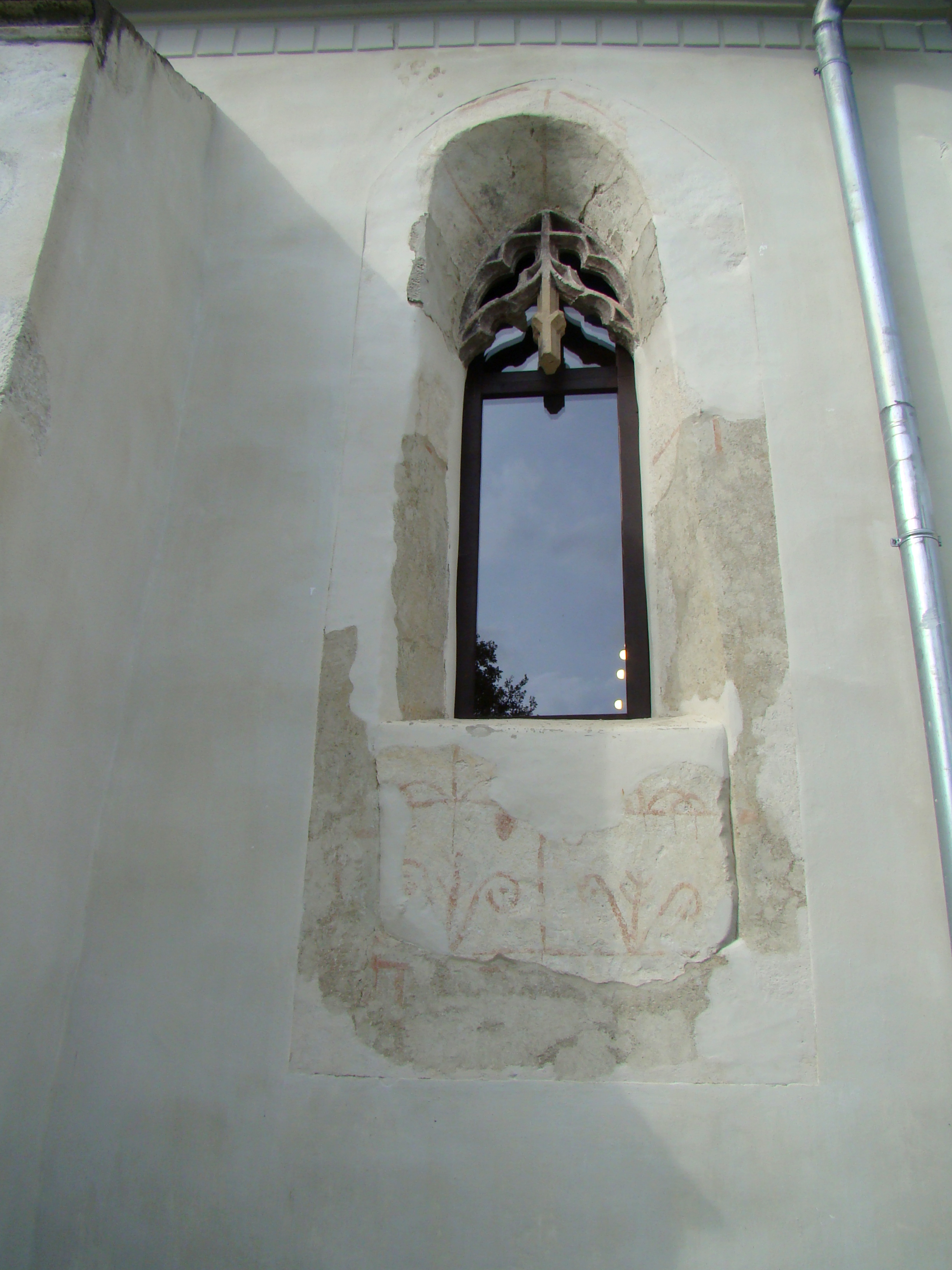
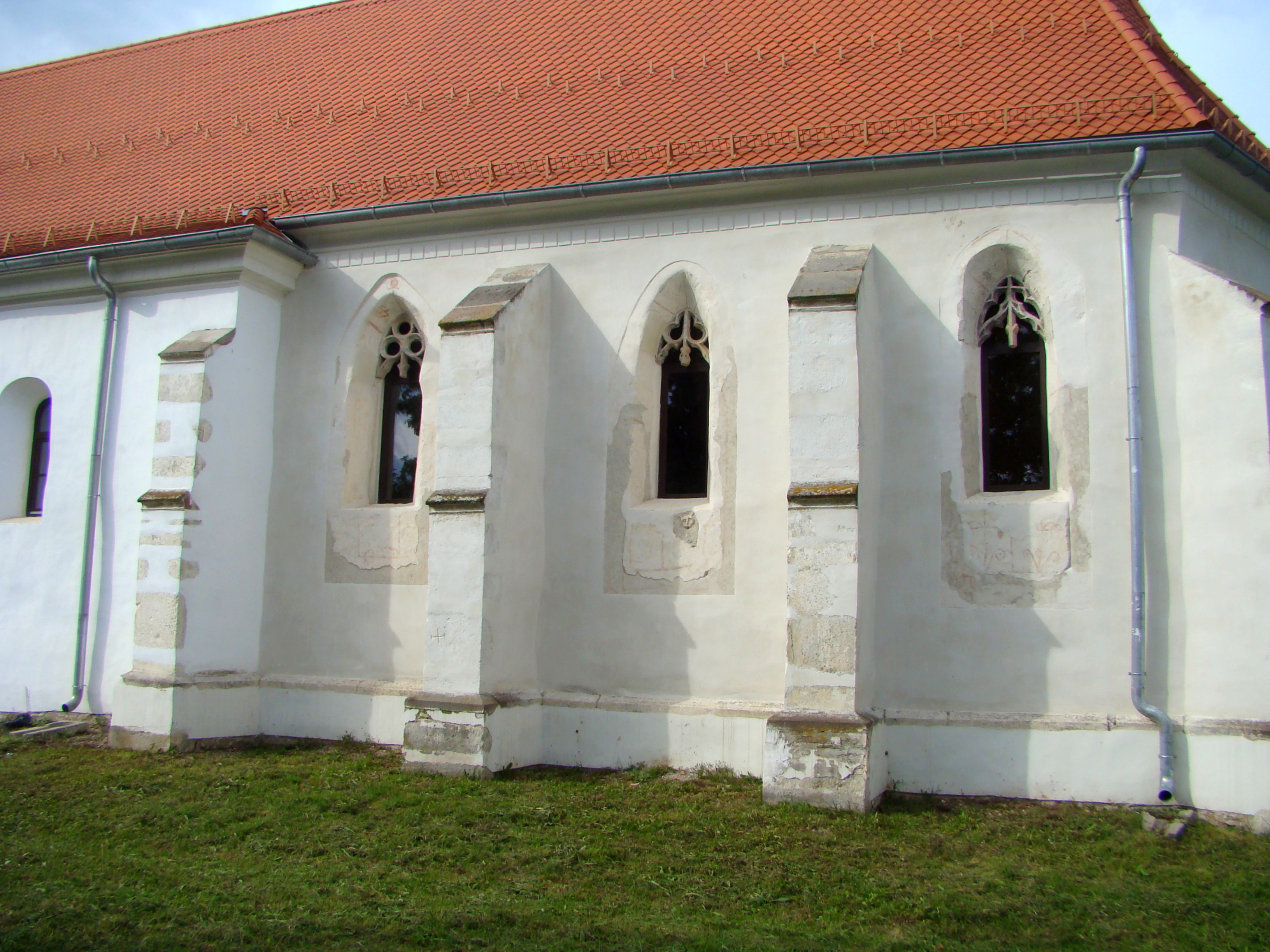
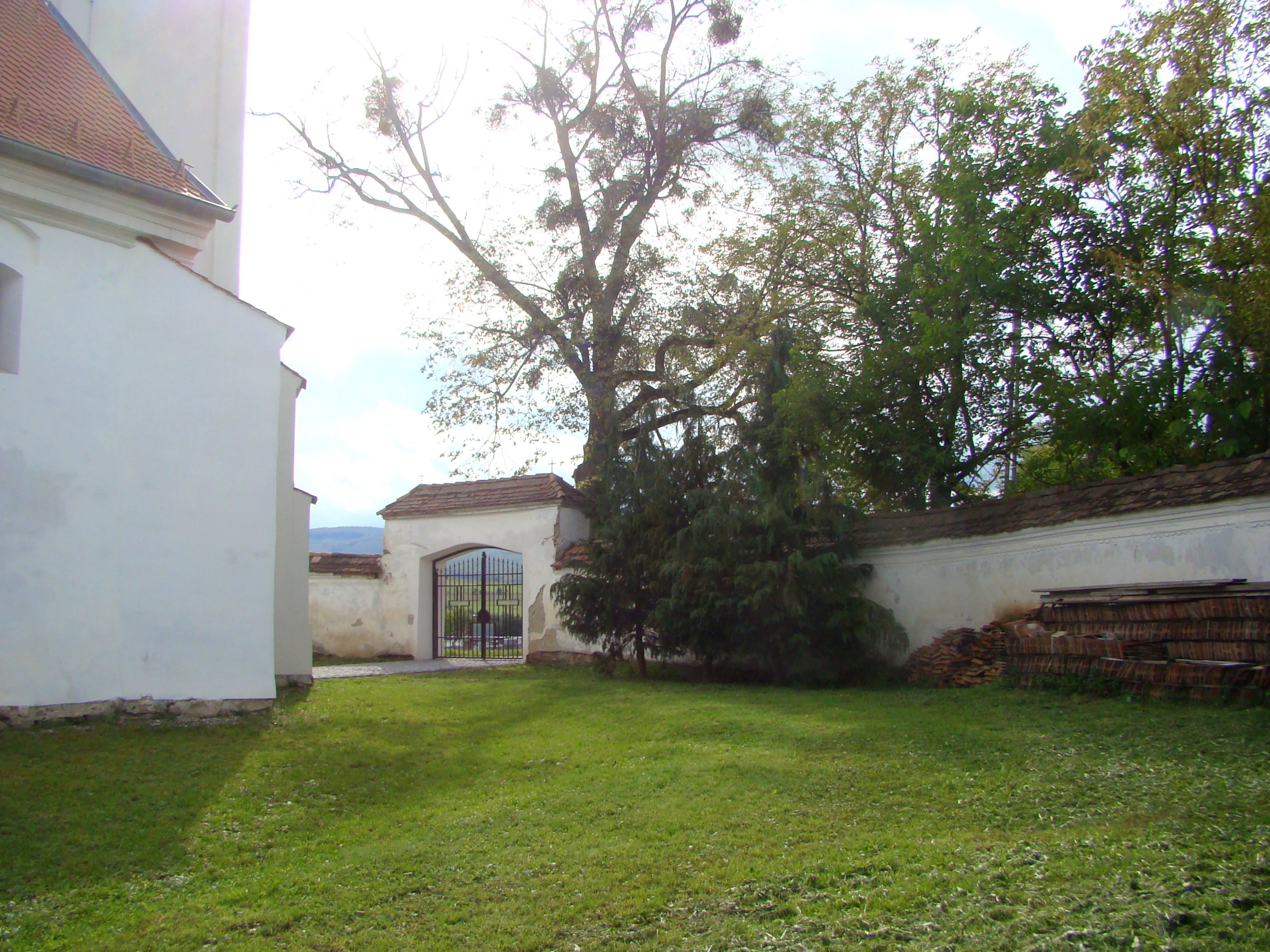
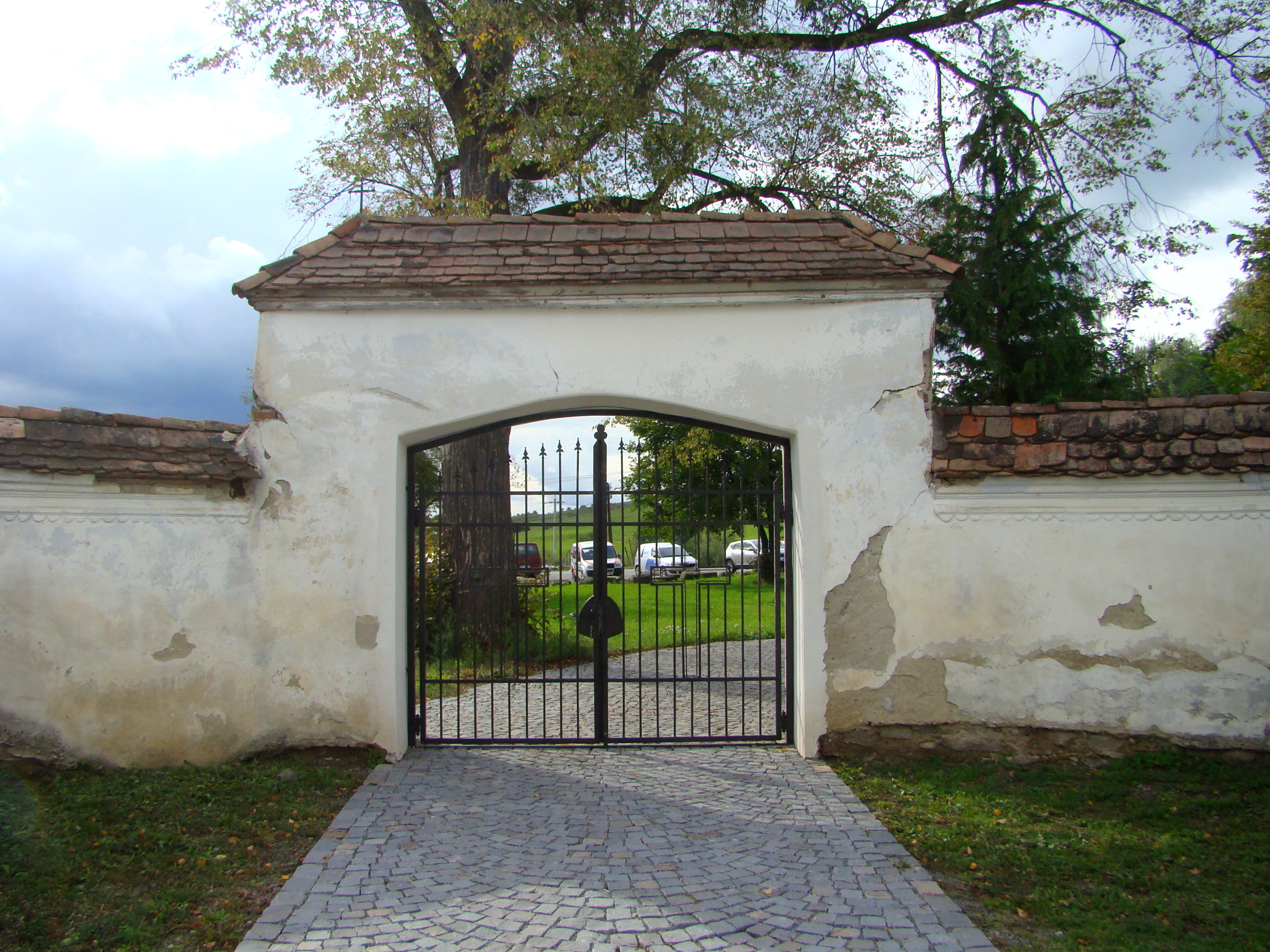
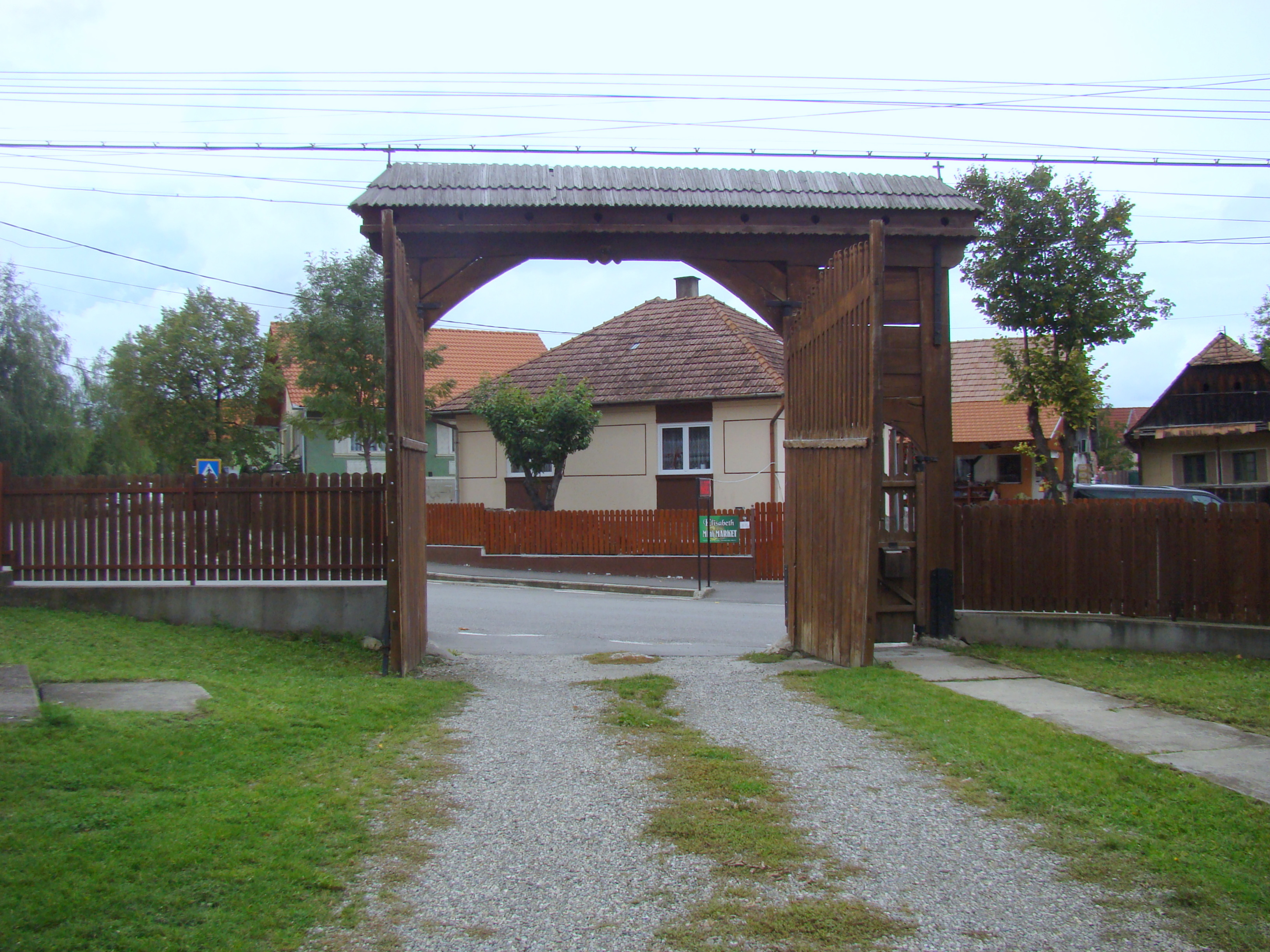
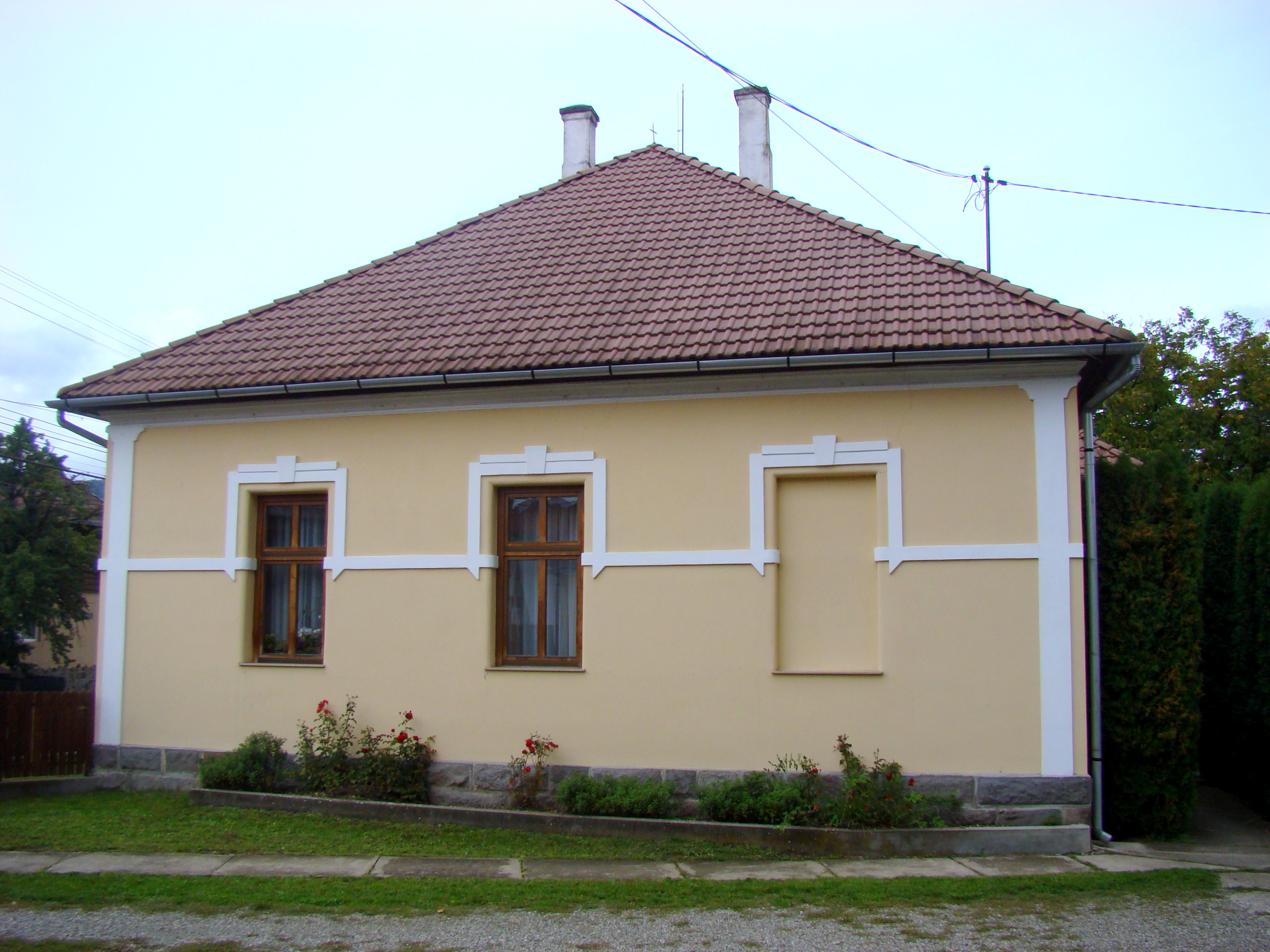
Casa parohială